# Histoire des chemins de fer algériens

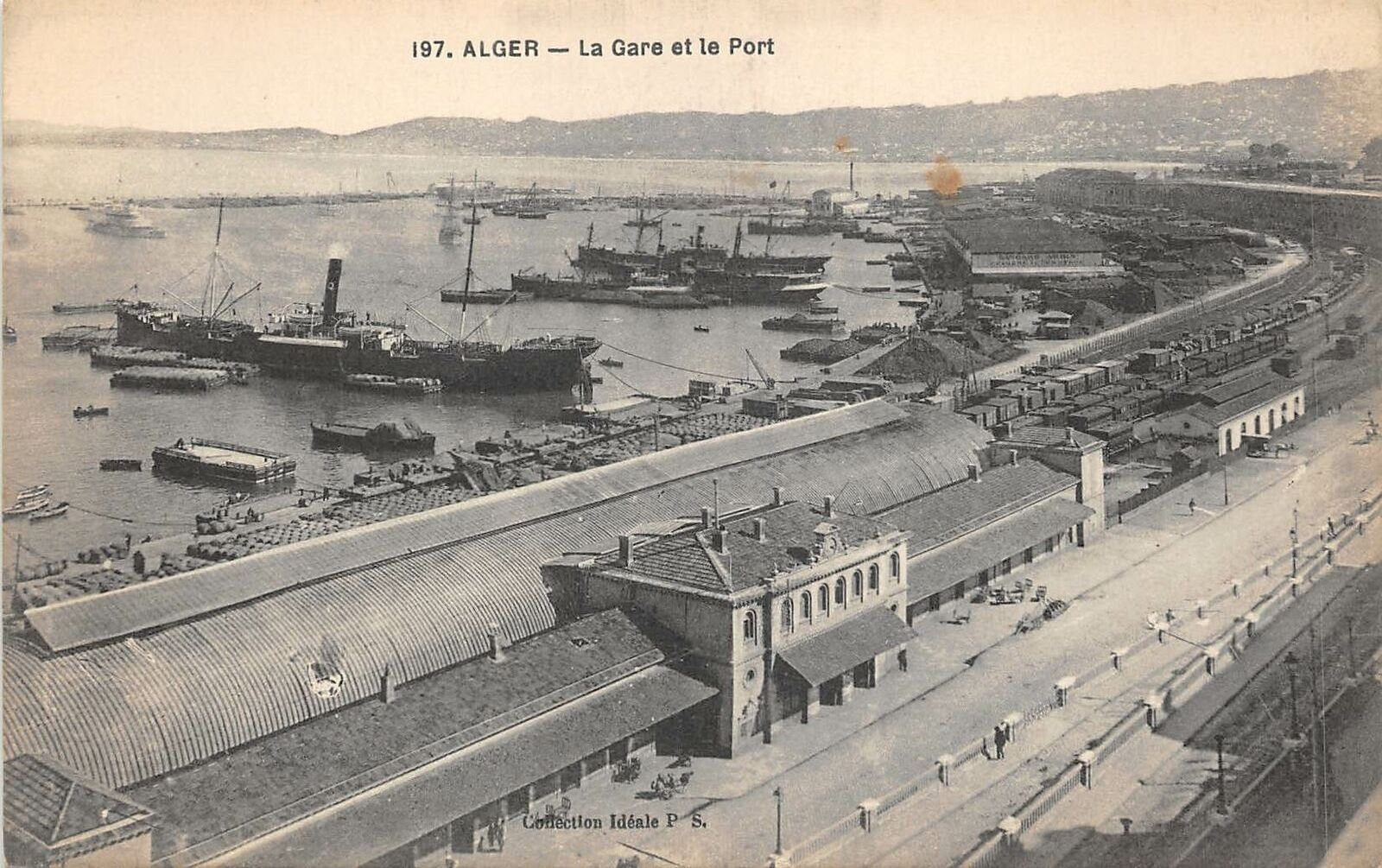
Vue de la gare d'Alger au début du XXe siècle.

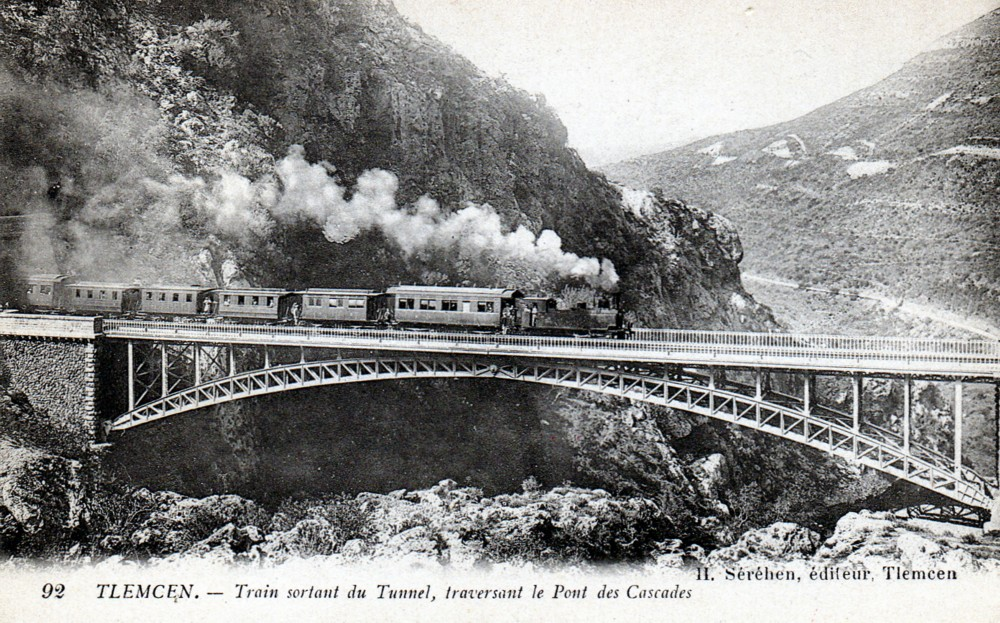
Un train engagé sur le pont des Cascades à Tlemcen, 1905

L'histoire des chemins de fer algériens commence en 1857, durant la colonisation française de l'Algérie, par la mise en œuvre d'un premier plan pour la création d’un réseau de chemin de fer de 1 357 km. Ce plan, officialisé par un décret de l'empereur Napoléon III, définit la trame initiale du réseau ferré algérien qui ne cessera d'évoluer durant toute la seconde partie du XIXe siècle, tant dans ses dimensions que dans ses structures.
Le réseau ferré initial s'articule autour d'une artère ferroviaire reliant les chefs-lieux des trois départements de l'Algérie française, Alger à Constantine et Alger à Oran, de laquelle partent des lignes secondaires en direction des principaux ports de la colonie. Ces premières lignes ont  pour vocation principale le transport de produits agricoles ou de matière première de l'Algérie vers la métropole française, ou le transport de produits manufacturés des villes côtières vers l'intérieur de la colonie.
La présence de nombreuses compagnies concessionnaires et l'absence de coordination globale font que le réseau ferré algérien s'édifie de manière disparate selon les régions. Ce n'est qu'au début du XXe siècle que l'État français et le gouvernement de l'Algérie unifient les différentes composantes du réseau et simplifièrent sa gestion en réduisant notamment le nombre de compagnies.
Le réseau évolue sensiblement durant toute la première moitié du XXe siècle ; à son apogée, à la veille de la Seconde Guerre mondiale, il compte jusqu'à 5 000 km de lignes. Au lendemain de la guerre, le transport ferroviaire en Algérie subit la concurrence de la route et plusieurs lignes secondaires sont fermées au cours des décennies qui précédèrent l'indépendance du pays.
En 1962, le nouvel État algérien doit, dans un premier temps, gérer le réseau existant en assurant au mieux son exploitation et sa maintenance. Ce n'est qu'au début des années 2000 qu'est mis en œuvre un grand plan de modernisation et d'extension du réseau. De nouvelles lignes sont créées, d'autres sont doublées ou électrifiées. Le réseau s'étend progressivement à l'ensemble du pays ; une rocade ferroviaire dans les Hauts Plateaux est construite, des lignes pénétrantes jusqu'aux grandes villes du nord du Sahara algérien sont en cours d'achèvement. Des études sont en cours pour prolonger ces lignes au travers du Sahara pour relier le réseau ferré algérien aux pays frontaliers situés au sud de l'Algérie et ainsi permettre le transport de marchandises, tels que les minerais ou les produits pétrochimiques, par voie ferrée depuis ou vers les pays du Sahel et vers ou depuis les ports algériens et à destination de l'Europe et du monde.

## Période de l'Algérie coloniale

### Les projets de lignes ferroviaires en Algérie avant le décret de 1857

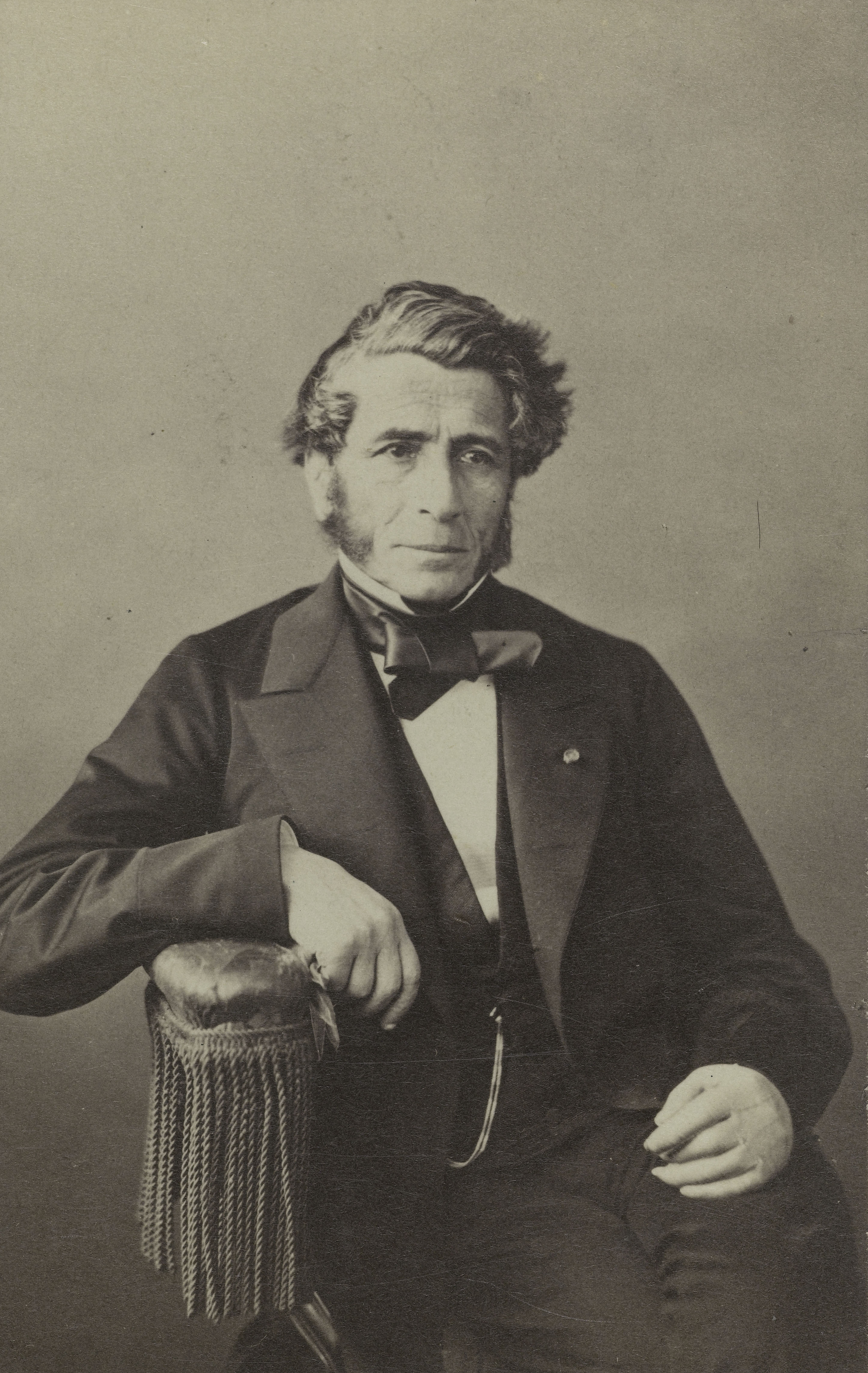
Émile Pereire, première personnalité politique qui expose en 1833 un projet de chemins de fer en Algérie.

Quelques années seulement après le début de la conquête de l'Algérie par la France en 1830, des politiques, des industriels ou des investisseurs proposent divers projets de création de lignes de chemin de fer en Algérie.
En 1833, le financier et homme politique Émile Pereire publie un article dans le journal Le National dans lequel il expose, outre ses idées pour l'administration et la colonisation de l'Algérie, un plan pour l'établissement d'un chemin de fer reliant Bône et Constantine à Alger et Alger à Oran. Selon Pereire : « Les nivellements étant effectués par les troupes, l'expropriation étant gratuite, et les fers étant obtenus à moitié prix en Angleterre, il suffirait pour cette ligne de 150 lieues, d'une dépense totale de 20 à 25 millions. Cette avance [...] permettrait d'organiser un système de dépense économique, et qui mettrait toute la côte à l'abri des excursions des Bédouins ». Il ajoute : « Lorsqu'on pourra, à l'aide de 20 machines locomotives [...] transportant en 24 heures, d'Alger à Oran ou à Constantine, une armée de 18 mille hommes d'infanterie, deux mille hommes de cavalerie avec leurs chevaux, et 45 pièces de canon, on ne pourra plus craindre des attaques sérieuses ».
En 1844, l'ingénieur Édouard de Redon propose d'établir un chemin de fer d'Alger à Blida par le pied de l'Atlas. Tandis que Frédéric et Eugène Lacroix présentent le projet d'une ligne reliant Philippeville à Constantine avec un port à Stora. M. Garbe, quant à lui, propose deux lignes dans la région d'Oran : d'Oran à Mostaganem et l'Hillil et d'Oran à Tlemcen,.
Et, en 1854, un groupe d'investisseurs élaborent un projet de création d'un réseau complet composé de plusieurs lignes : d'Alger Oran, d'Alger à Constantine, de Constantine à Bône avec un embranchement vers Philippeville, de Tlemcen à Mascara via Sidi Bel Abbès et ensemble d'embranchements vers Mostaganem, Ténès et Bougie.
Lors de l'examen de tous ces projets, la nécessité de construire un réseau de chemin de fer en Algérie pour favoriser la colonisation est déjà reconnue. Mais les études préalables à ces projets sont jugées insuffisantes et ne servant pas l'intérêt général car, soit limités à une région, soit servant des intérêts privés pour l'écoulement de produits issus de régions productives ou des mines dont on sollicitait les concessions. Pour le gouvernement de l'Algérie, il devient nécessaire de réaliser un avant-projet pour évaluer les coûts et la faisabilité des lignes afin de livrer pleinement l'Algérie à la colonisation. Le gouverneur de l'Algérie, Jacques Louis Randon, confie alors au général François de Chabaud-Latour la mission de mener les études nécessaires à l'établissement d'un plan d'ensemble d'un réseau de chemins de fer en Algérie. Ce sont ces études qui vont mener à la promulgation du décret impérial de 1857, lequel constitue le premier plan concret pour doter l'Algérie d'un réseau ferroviaire.

### Première ligne de chemin de fer
La ligne d'Alger à Blida, inaugurée en 1862, est considérée comme la première ligne de chemin de fer en Algérie construite pour le transport de voyageurs et de marchandises. Cependant, la véritable première ligne a été réalisée en 1858 par la Société Civile des Mines et Hauts-Fourneaux des Karezas pour relier, sur 11 km, la mine de fer des Karezas au port fluvial de la Seybouse, dans les faubourgs d'Annaba. Cette courte ligne, à voie métrique, est mise en service le 1er septembre 1859 et est dédiée exclusivement au transport du minerai. Elle constituera, par la suite, l'amorce de la  future ligne de Bône à Saint-Charles,.

### Premier plan de chemins de fer en Algérie: le programme de 1857

#### Le décret du 8 avril 1857 portant création d'un réseau de chemins de fer en Algérie

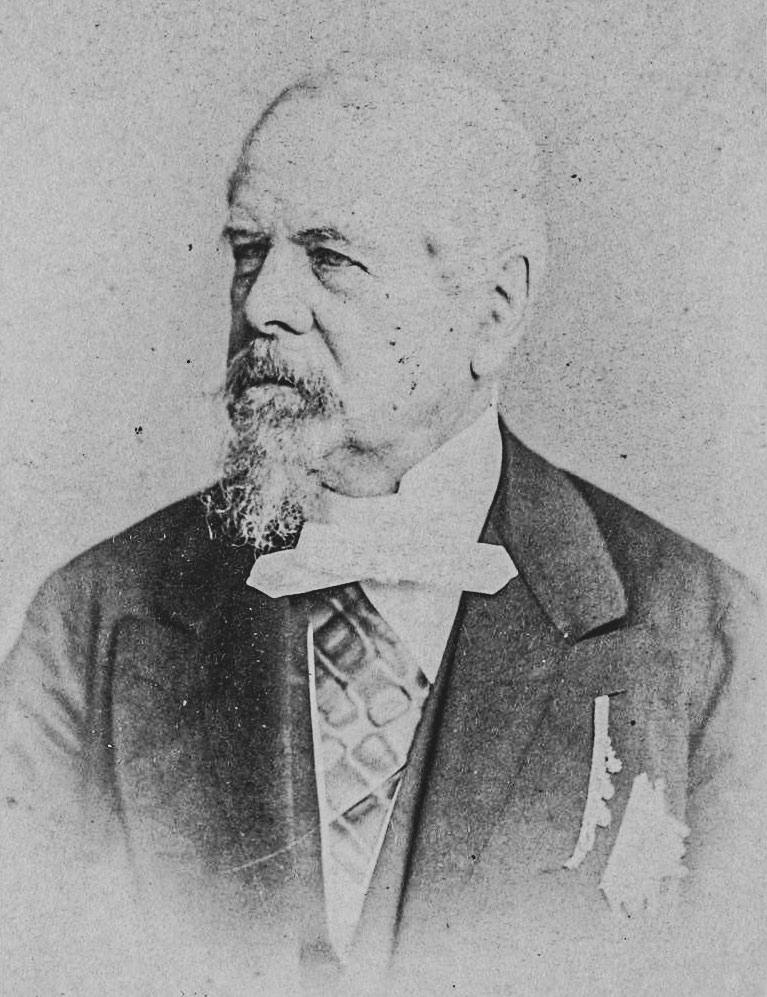
François de Chabaud-Latour, auteur d'un rapport sur la nécessité de développer le chemin de fer en Algérie.

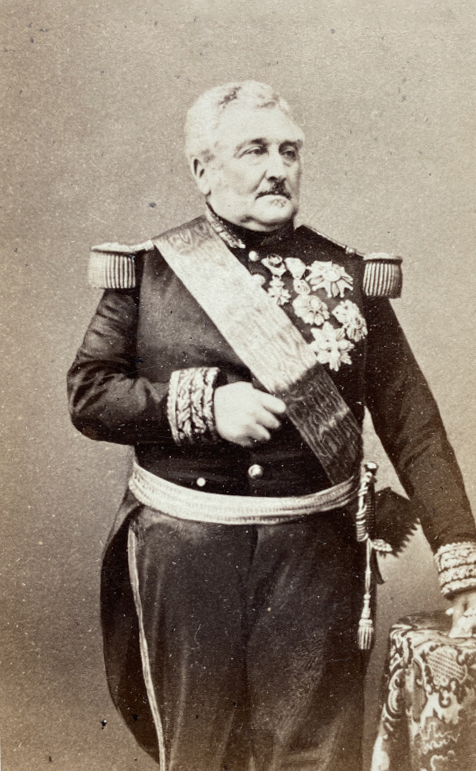
Portrait du maréchal Vaillant, initiateur du premier réseau ferré en Algérie.

Dans les années qui suivent l'achèvement de la conquête de l'Algérie par la France en 1830, les diverses propositions émises pour doter l'Algérie d'un réseau de voies ferrées en vue de favoriser la colonisation de l'Algérie ne donnent pas lieu à la création de projets. Ce n'est qu'au milieu des années 1850 que le général François de Chabaud-Latour, alors commandant supérieur du génie en Algérie, est chargé par le gouverneur de l'Algérie Jacques Louis Randon d'examiner les différentes propositions et d'en faire un rapport. Dans une de ses conclusions, il affirme :
« 
Une nécessité de l'installation de la colonisation est l'ouverture préalable de bonnes voies de communication qui permettent aux colons d’exporter leurs produits vers le littoral. Avant l'exécution de ces ouvrages, on ne doit pas, selon nous, encourager de grandes émigrations de cultivateurs de la Mère Patrie vers l'Algérie.
 »
Ce n'est en 1857 que le maréchal Vaillant, alors ministre de la Guerre, soumet à l'empereur Napoléon III un plan général d'exécution des chemins de fer algériens. Les principaux axes de se plan sont :
« 
Sire,

Votre Majesté a pensé que le moment est venu de doter l'Algérie de chemins de fer, afin de donner satisfaction aux intérêts agricoles déjà créés, et d'en hâter le développement progressif. Les chemins de fer doivent, en effet, être considérés comme un des plus puissants éléments de la prospérité future de notre vaste conquête ; un réseau de voies ferrées, embrassant les trois provinces, y portera la vie et la richesse par le commode et rapide transport des produits du sol et de l'industrie comme aussi par les facilités données aux mouvements colonisateurs d'une population croissante.

[...]

j'ai fait élaborer le projet d'un réseau général de chemins de fer algériens. Ce réseau se composerait :

 1° D'une grande ligne parallèle à la mer, reliant les chefs-lieux des trois provinces, et desservant les principales localités, à l'est, entre Alger et Constantine, et à l'ouest, entre Alger et Oran, avec embranchement sur Tlemcen par Sidi-bel-Abbès ;

 2° De lignes partant des principaux ports et aboutissant à cette grande artère, de manière à mettre en communication Bône et Philippeville avec Constantine, Bougie avec Sétif, Ténès avec Orléansville, Mostaganem et Arzew avec Relizane.
 »
L'empereur, adhérant à ce plan, signe le 8 avril 1857 un décret portant création d'un réseau de chemins de fer en Algérie. Ce décret, connu sous le nom de décret de classement de 1857, trace les grandes lignes du programme ferroviaire en Algérie et prévoit la construction d'un  réseau de 1 357 km lignes constitué de, :
- d'une part, d’une ligne principale, parallèle à la mer, reliant les chefs-lieux des trois provinces : Constantine, Alger et Oran, et passant par ou près d'Aumale, Sétif, Blida, Orléansville, Saint-Denis-du-Sig et Sainte-Barbe-du-Tlélat (881 km) ;
- et, d'autre part, de six embranchements partant des principaux ports et aboutissant à la parallèle à la mer :
  - de Philippeville à Constantine (87 km) ;
  - de Bougie à Sétif (110 km) ;
  - de Bône à Constantine (202 km) ;
  - de Ténès à Orléansville (58 km) ;
  - d'Arzew et Mostaganem à Relizane (68 km) ;
  - d'Oran à Tlemcen par Sainte-Barbe-du-Tlélat et Sidi Bel Abbès (120 km).

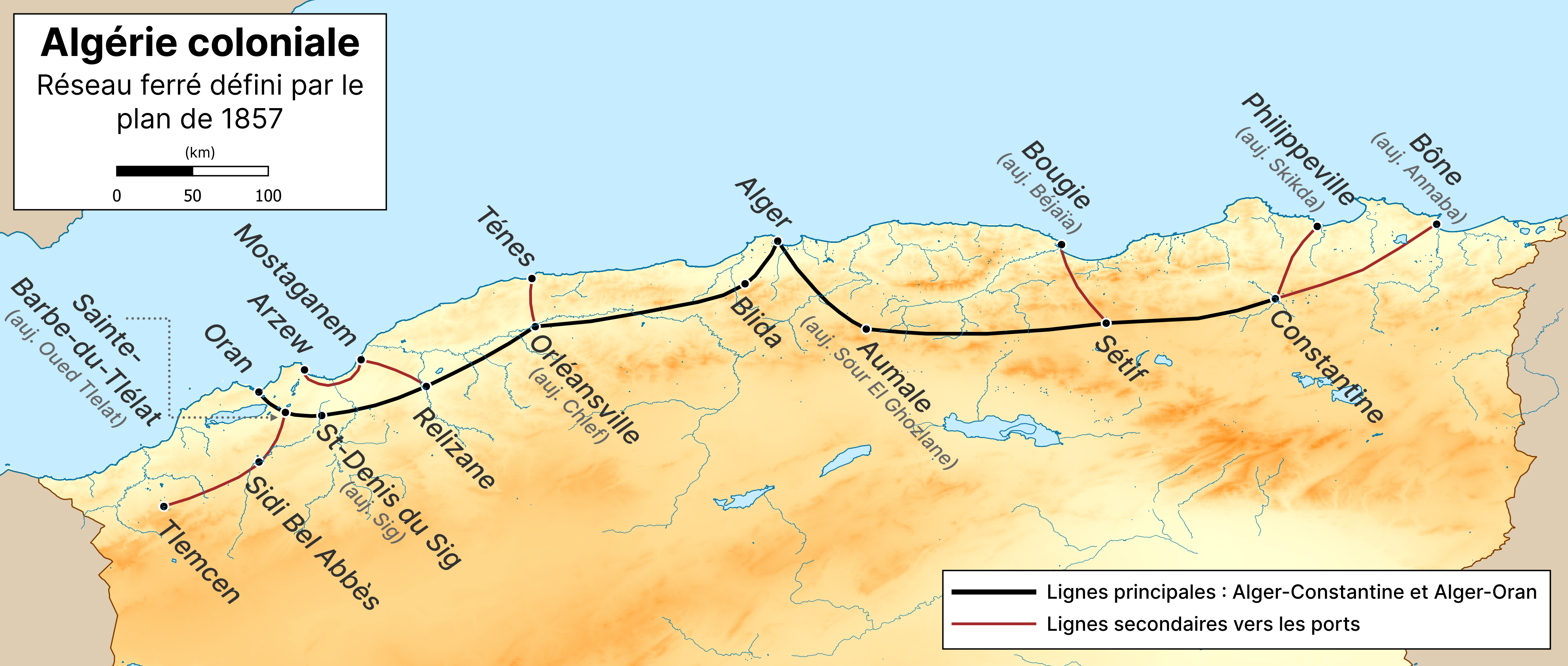
Les lignes du plan de 1857.

#### Concessions des premières lignes à la Compagnie des chemins de fer algériens
La loi du 20 juin 1860 déclare d'utilité publique trois sections des lignes prévues dans le plan de 1857 :
- Alger - Blida  (51 km) ;
- Oran - Saint-Denis-du-Sig (52 km) ;
- Philippeville - Constantine (87 km).

Soit seulement 190 km de lignes sur les 1 357 km initialement prévus.

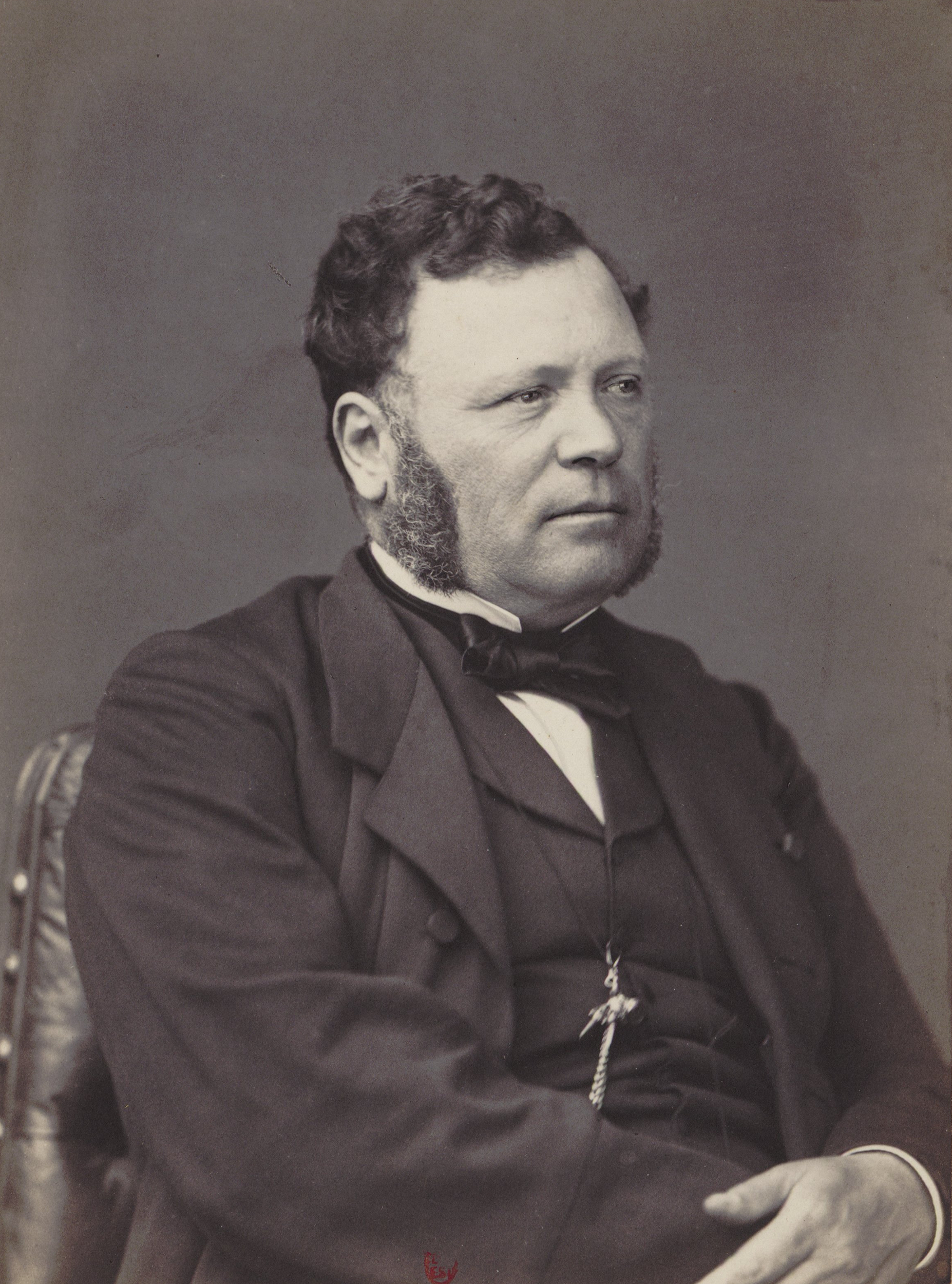
Ferdinand Barrot, président de la Compagnie des chemins de fer algériens.

Ces courtes lignes, qui aboutissent aux trois principales villes de l'Algérie coloniale (Alger, Constantine et Oran), sont à construire en priorité pour permettre l'exploitation des ressources naturelles des régions concernées et pour consolider la présence française en Algérie.
Les trois lignes sont concédées par le décret impérial du 11 juillet 1860 à la Compagnie des chemins de fer algériens (CFA) une société anonyme, créée pour la circonstance par des hommes d'affaires dont le directeur du port de Marseille qui voit là une opportunité pour augmenter l'activité du port grâce à l'importation de produits en provenance de la colonie.
Toutefois, le chantier de construction de la ligne d'Alger à Blida est lancé en 1859, bien avant l'octroi de sa concession à la Compagnie des chemins de fer algériens.

#### Réattribution des concessions à la Compagnie des chemins de fer de Paris à Lyon et à la Méditerranée
La Compagnie des chemins de fer algériens, qui a obtenu en 1860 la concession des trois lignes prioritaires, rencontre rapidement des difficultés de trésorerie. La faiblesse de ses fonds propres, due notamment à l'insuffisance du nombre d'actions qui avaient trouvé preneur (seulement 33 000 actions sur les 100 000 proposées), l'amènent à se déclarer en faillite. En 1863, toutes ses concessions sont transférées à la Compagnie des chemins de fer de Paris à Lyon et à la Méditerranée (PLM) par la loi du 11 juin 1863.
Cette réattribution est une décision d'Eugène Rouher, alors ministre du Commerce et des Travaux publics, comme une contrepartie de son soutien à la compagnie du PLM lors du conflit qui l'avait opposé à la Compagnie des Chemins de fer du Midi pour l'attribution de la ligne de Cette à Marseille. La compagnie du PLM sortant gagnante de ce conflit, le ministre lui impose la reprise des concessions de la CFA. La décision ministérielle est favorablement acceptée par le PLM qui trouve là quelques satisfactions. La direction du PLM déclare à ses actionnaires que « l'achèvement du réseau algérien ne (pouvait) manquer de (lui) procurer certains avantages indirects [...] Le réseau métropolitain desservant la portion du territoire qui fait face à l'Algérie... tout ce qui, de France, se dirige sur l'Algérie, tout ce qui en arrive (devait) donc emprunter (ses) chemins de fer et ajouter à leur traffc ». Et d'ajouter : « Personne n'est plus intéressé que nous à la création et au développement des voies ferrées en Algérie ».
En conséquence, la compagnie PLM devient concessionnaire de 543 km de lignes en Algérie dont l'ensemble de la ligne d'Alger à Oran :
- la section d'Alger à Blida (51 km) de la ligne d'Alger à Oran ;
- la section de Blida à Saint-Denis-du-Sig (348 km) de la ligne d'Alger à Oran ;
- la section de Saint-Denis-du-Sig à Oran (59 km) de la ligne d'Alger à Oran ;
- la ligne de Philippeville à Constantine (85 km).

La compagnie des chemins de fer de Paris à Lyon et à la Méditerranée prolonge ainsi son réseau ferré établit en France continentale, depuis Marseille, principal port d'embarquement pour Alger, jusqu'en Algérie.

#### Réalisation des lignes du plan de 1857

##### La ligne d'Alger à Oran
Le gouvernement français lance le chantier de la section d'Alger à Blida, la section prioritaire de la ligne Alger-Oran, sans attendre la déclaration d'utilité publique. Les travaux débutent le 12 décembre 1859. C'est, dans un premier temps, l'Armée française qui entreprend la construction de la ligne,. Cette première section de la ligne d'Alger à Oran est mise en service pour les marchandises le 8 septembre 1862 et aux voyageurs le 25 octobre 1862.

Croquis du journal L'Illustration du 20 août 1862, de l'article « Inauguration du chemin de fer d'Alger à Blida »
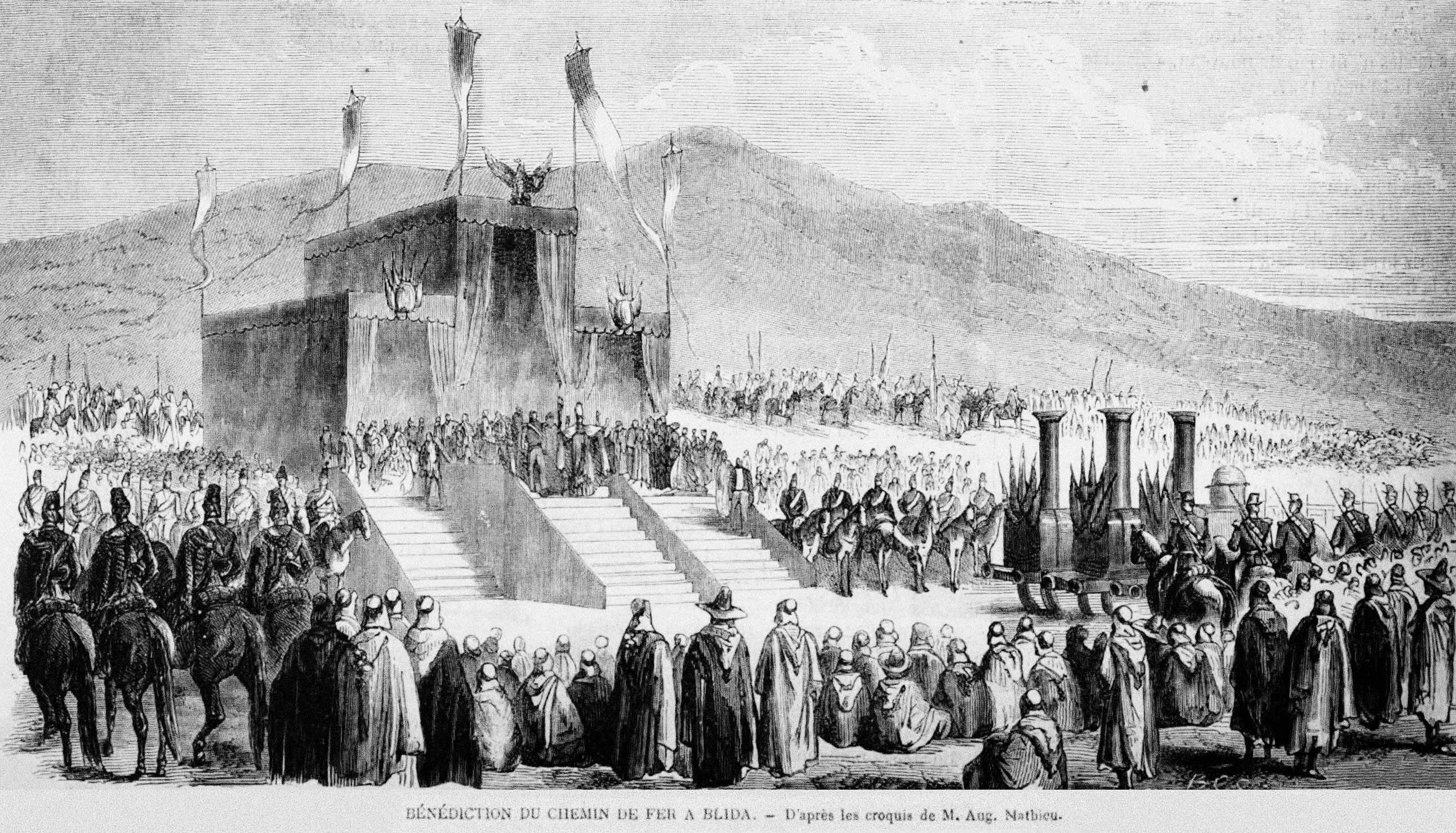
Bénédiction du chemin de fer d'Alger à Blida.
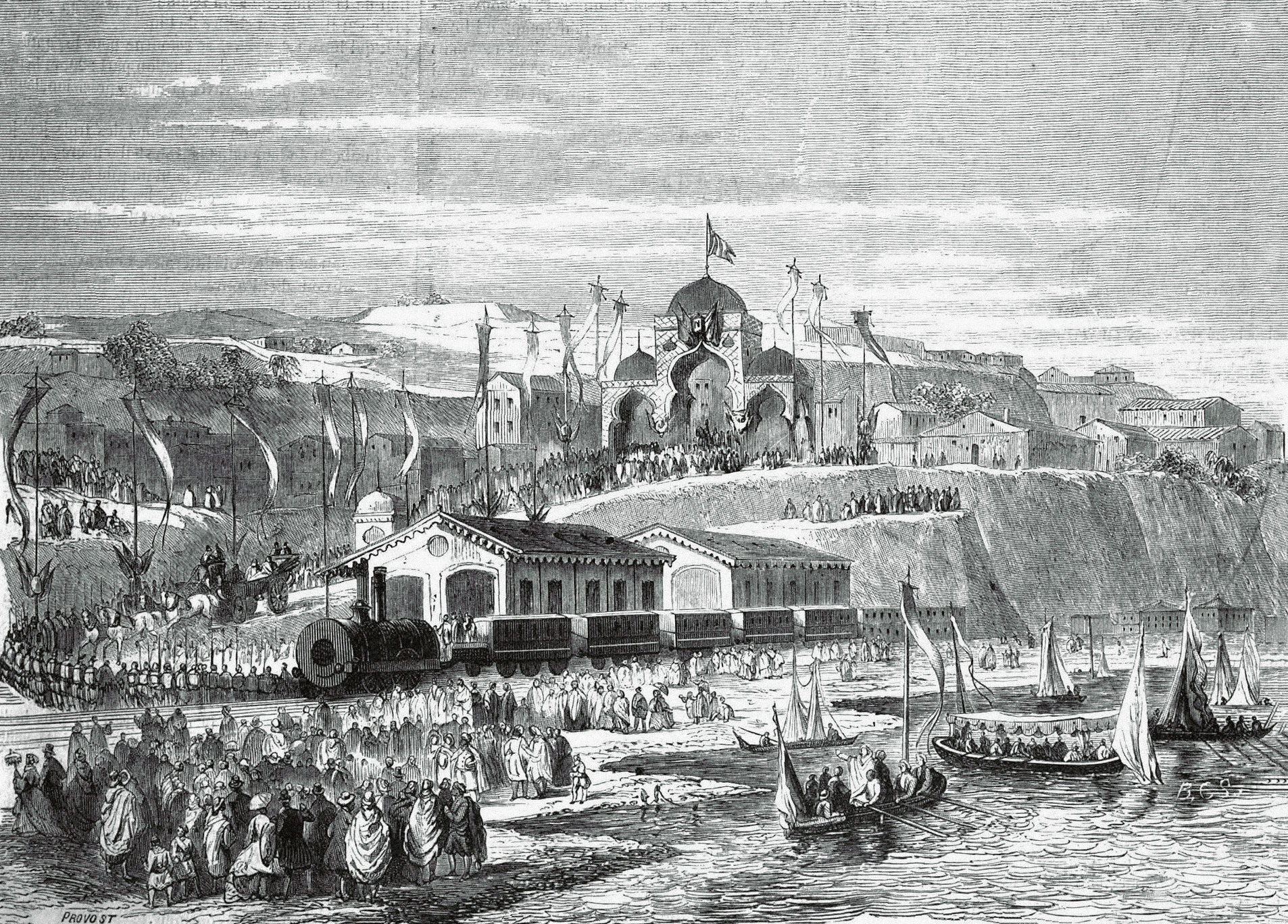
Train d'inauguration du chemin de fer d'Alger à Blida.
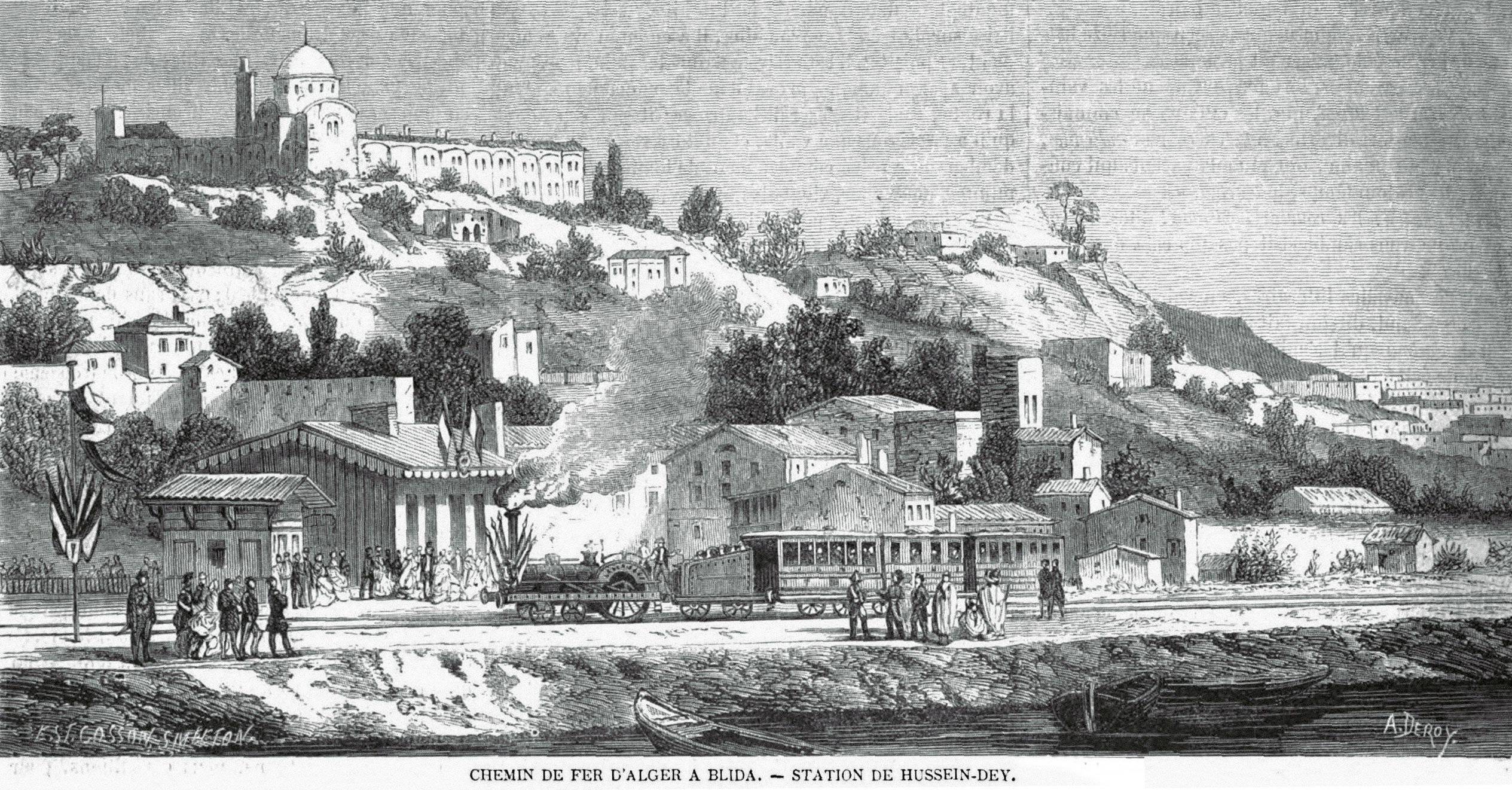
Station de Hussein-Dey de la ligne d'Alger à Blida.

L'ensemble de la ligne d'Alger à Oran est mise en service en plusieurs étapes :
- la section d'Alger à Blida, le 25 octobre 1862 ;
- la section d'Oran à Relizane, le 1er novembre 1868 ;
- la section de Blida à Boumedfaa, le 8 juillet 1869 ;
- la section de Relizane à Affreville (actuelle Khemis Miliana), le 1er septembre 1870 ;
- et la section d'Affreville à Boumedfaa, le 1er mai 1871.

Ainsi, la totalité de la ligne, d'une longueur de 420 km, est finalement mise en service en 1871 ; soit douze ans après le début des travaux.

Sélection de vues de gares de la ligne d'Alger à Oran
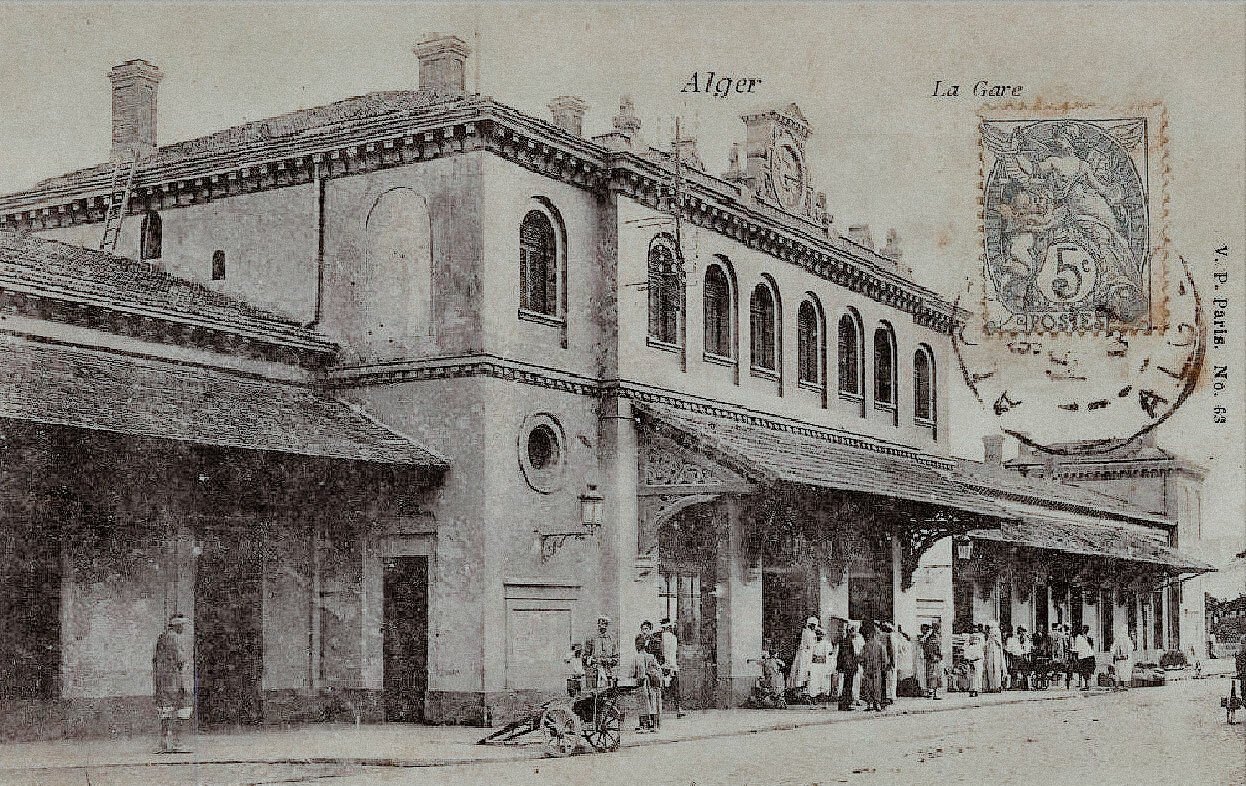
La gare d'Alger.
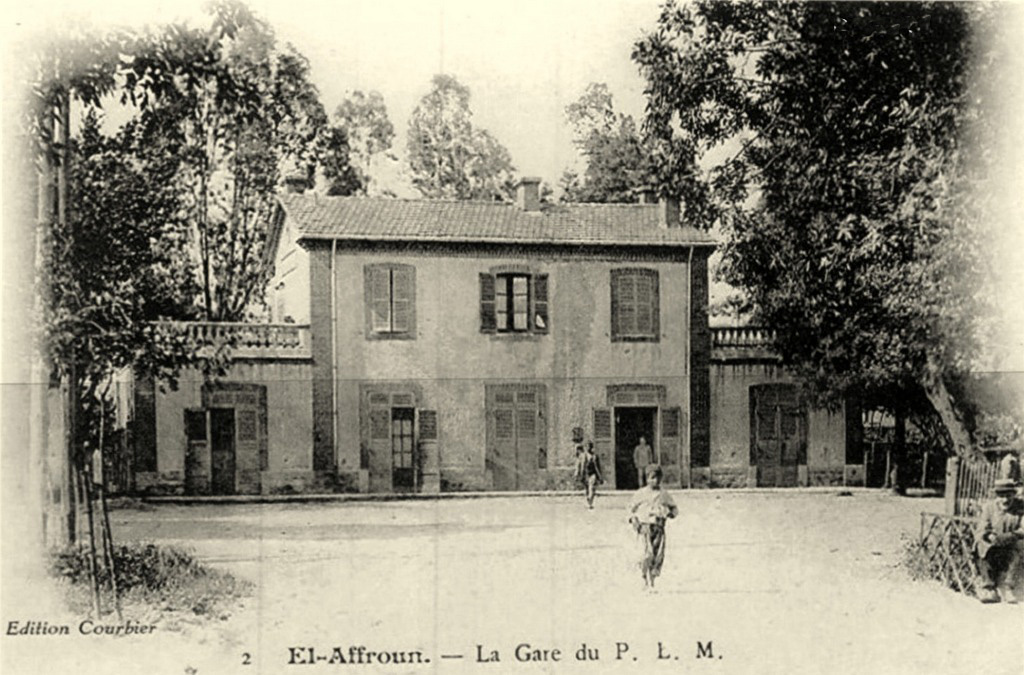
La gare d'El Affroun.
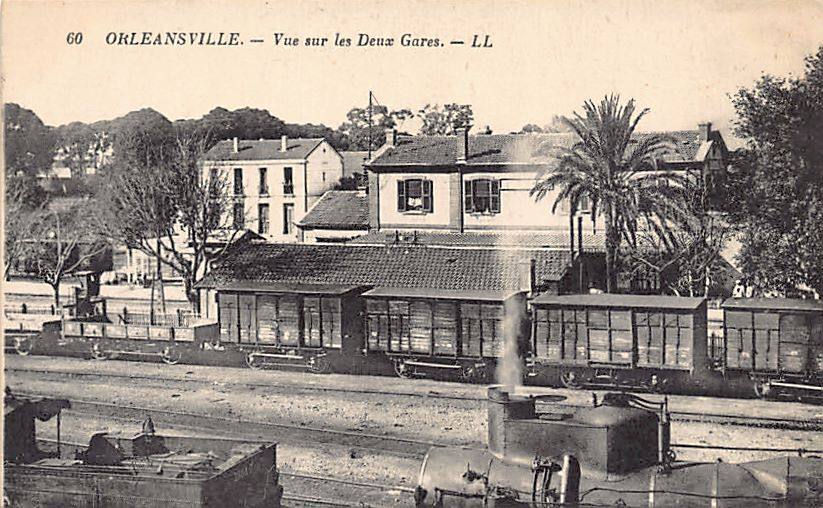
La gare d'Orléansville.
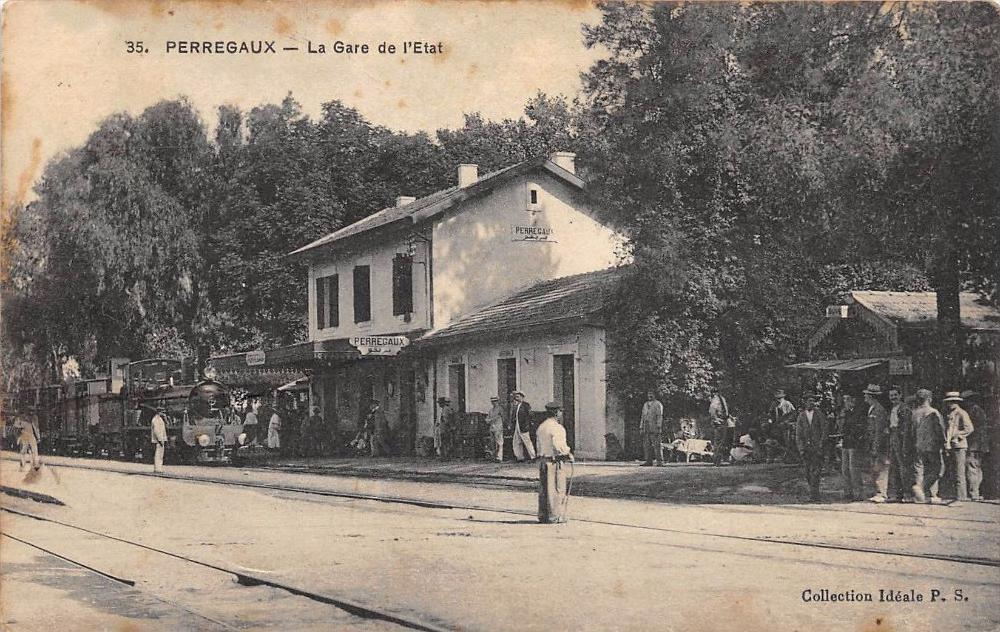
La gare de Perregaux.
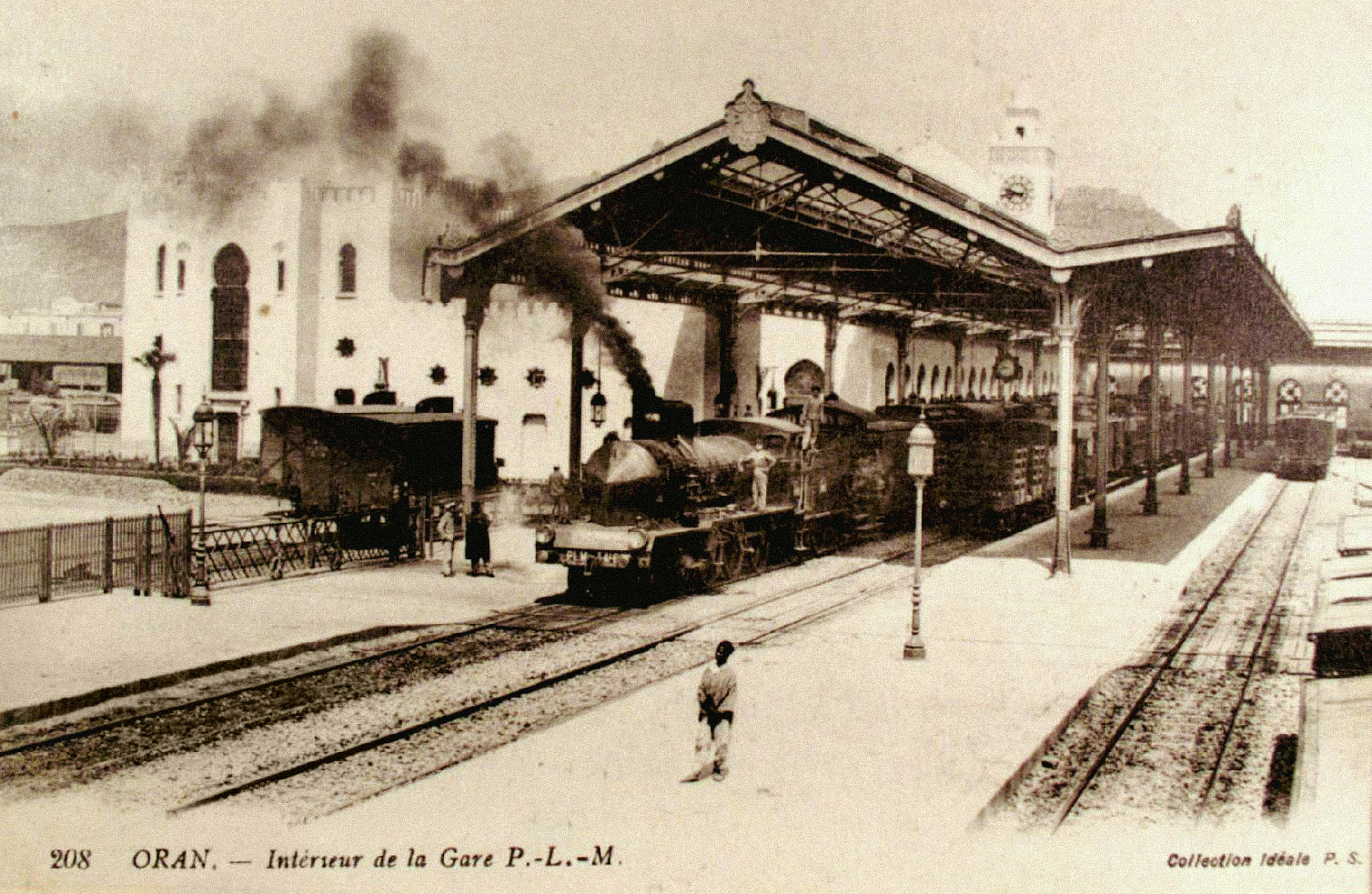
La gare d'Oran.

##### La ligne de Philippeville à Constantine
La ligne Philippeville à Constantine est initialement concédée en 1860 à la Compagnie des chemins de fer algériens. À la suite de la faillite de cette dernière, la concession est reprise en 1863 par la Compagnie des chemins de fer de Paris à Lyon et à la Méditerranée qui entreprend la construction de cette ligne.
La ligne est ouverte le 1er septembre 1870. Longue de 87 km, elle sera par la suite reliée à la ligne de Constantine à Alger, mise entièrement en service en 1886, pour former l'actuelle ligne d'Alger à Skikda.

##### Les autres lignes du premier plan

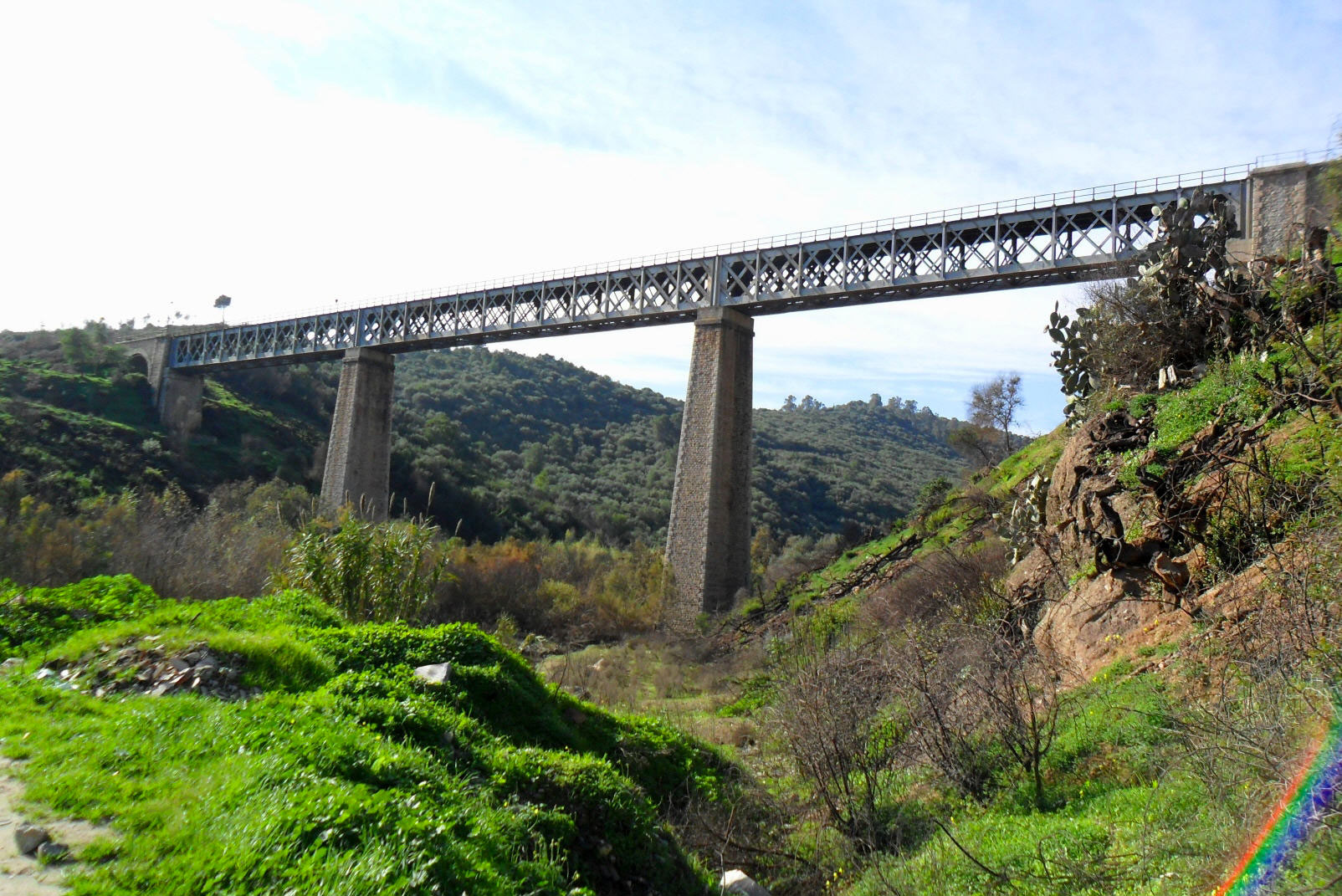
Le viaduc ferroviaire de Beni Amrane sur la ligne d'Alger à Constantine.

Les autres lignes du premier plan ne seront pas toutes concédées dans le cadre de ce plan. Certaines subiront des modifications de tracé, d'autres ne seront pas construites :
- ligne d'Alger à Constantine : la déclaration d'utilité publique (DUP) de la ligne sera prononcée le 15 décembre 1875. La première concession, qui concernera la section de Constantine à Sétif, aura lieu à la même date. Le reste de la ligne sera concédé par sections entre 1877 et 1880. L'ensemble de la ligne sera mise en service en 1886.
- ligne de Bougie à Sétif : elle ne sera jamais construite. Une liaison entre Beni Mansour, sur la ligne d'Alger à Constantine, et Bougie (actuelle Béjaïa), lui sera préférée et mise en service en 1889 ;
- ligne de Bône à Constantine : elle ne sera pas construite selon le tracé initial. Une ligne entre Bône (actuelle Annaba) et Saint-Charles (actuelle Ramdane Djamel), ville située sur la ligne de Philippeville à Constantine, lui sera préférée. Cette ligne, entièrement achevée en 1904, constituera l'actuelle ligne de Ramdane Djamel à Annaba ;
- ligne de Ténès à Orléansville (actuelle Chlef) : elle ne sera pas construite dans le cadre du premier plan ;
- ligne d'Arzew et Mostaganem à Relizane : ne sera pas construite dans le cadre du premier plan ;
- ligne de Sainte-Barbe-du-Tlélat (actuelle Oued Tlelat) à Tlemcen, via Sidi Bel Abbès : ne sera pas construite dans le cadre du premier plan.

Sélection de vues de gares de la ligne d'Alger à Constantine
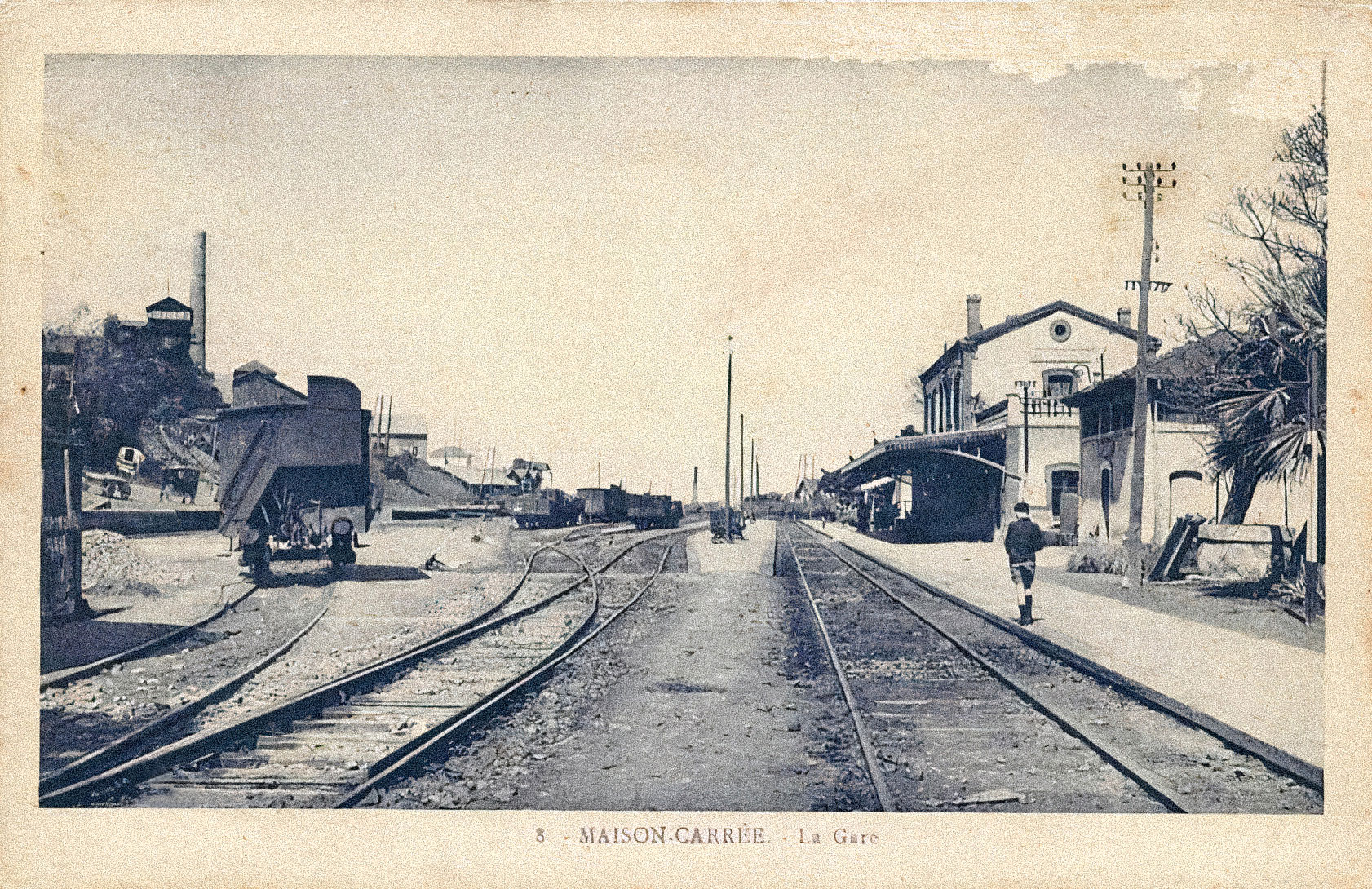
La gare de Maison-Carrée.
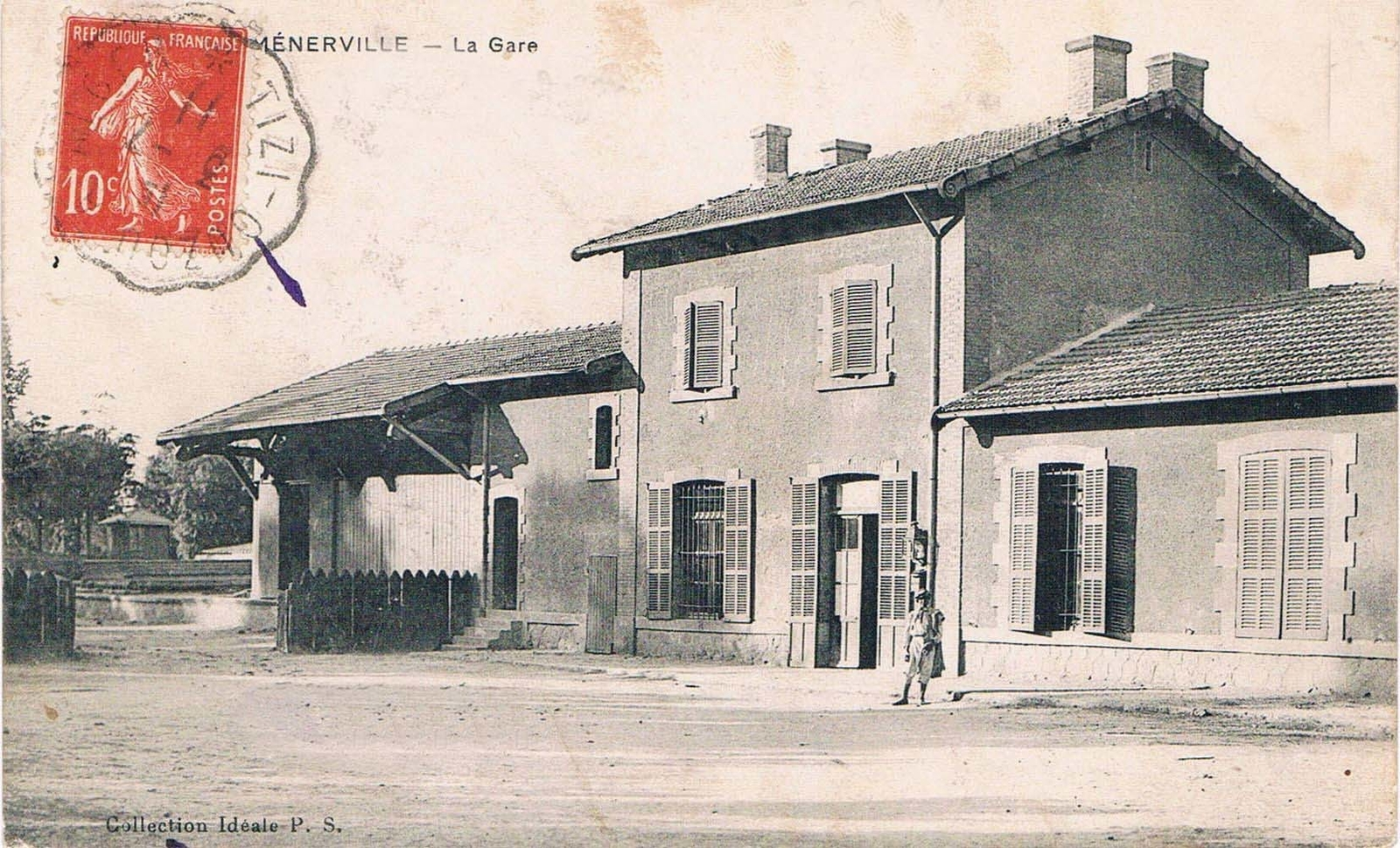
La gare de Ménerville.
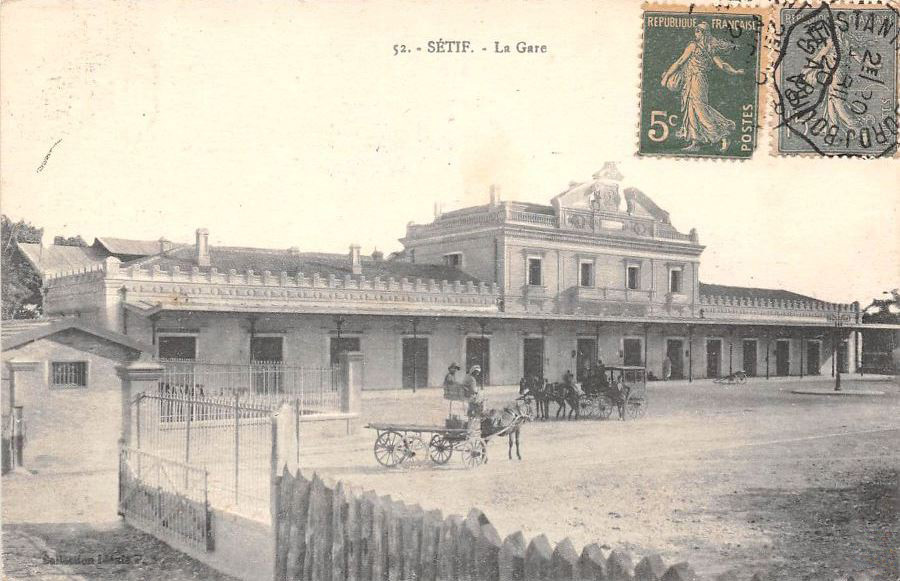
La gare de Sétif.
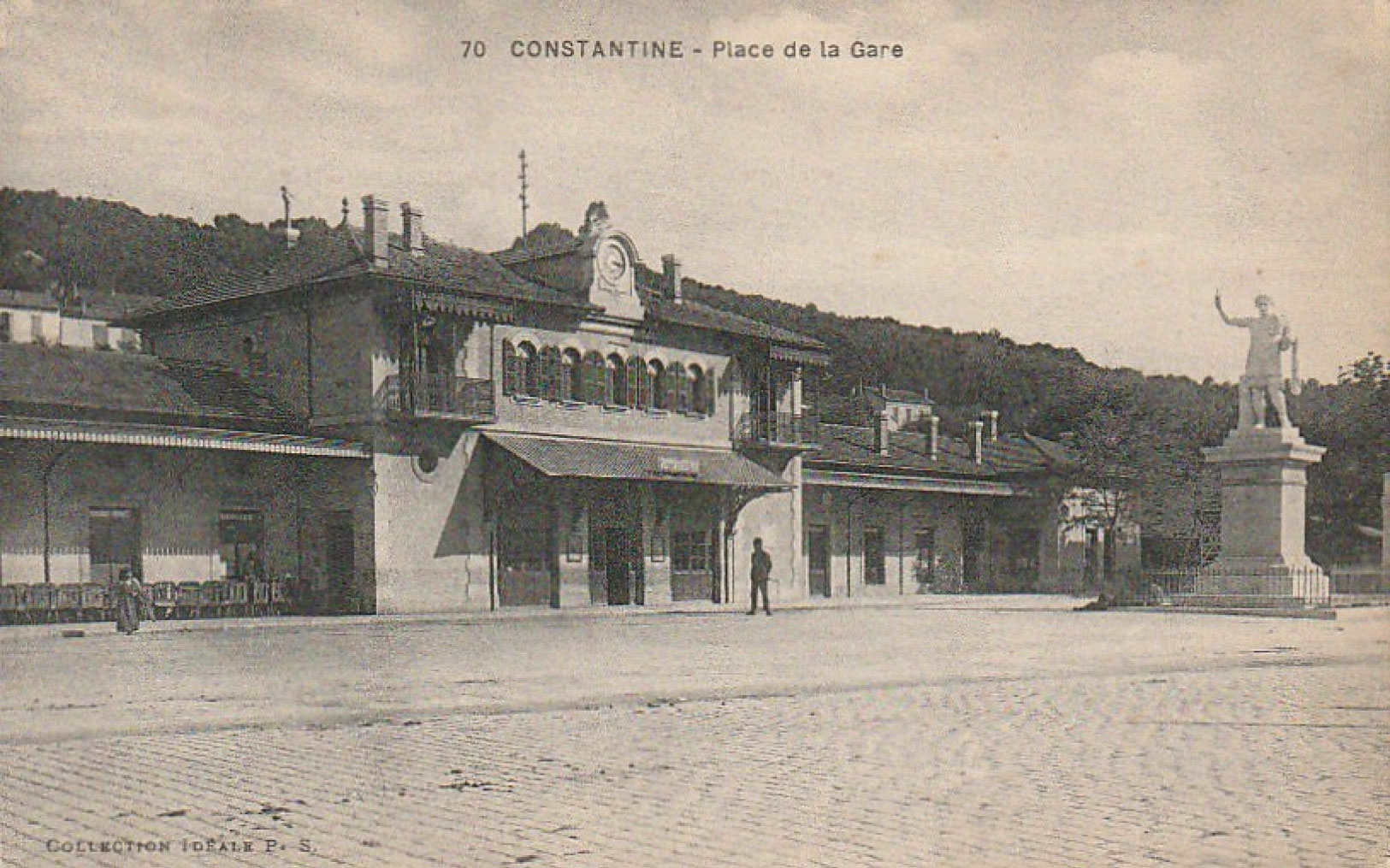
La gare de Constantine.

#### Les lignes hors du plan de 1857
L'arrêté gubernatorial du 2 juin 1863 autorise le prolongement de la ligne des mines des Karesas au port de la Seybouse de Bône, d'une part au nord, à Aïn Mokra, à l'ouest.

### Deuxième plan de chemins de fer en Algérie: le programme de 1874

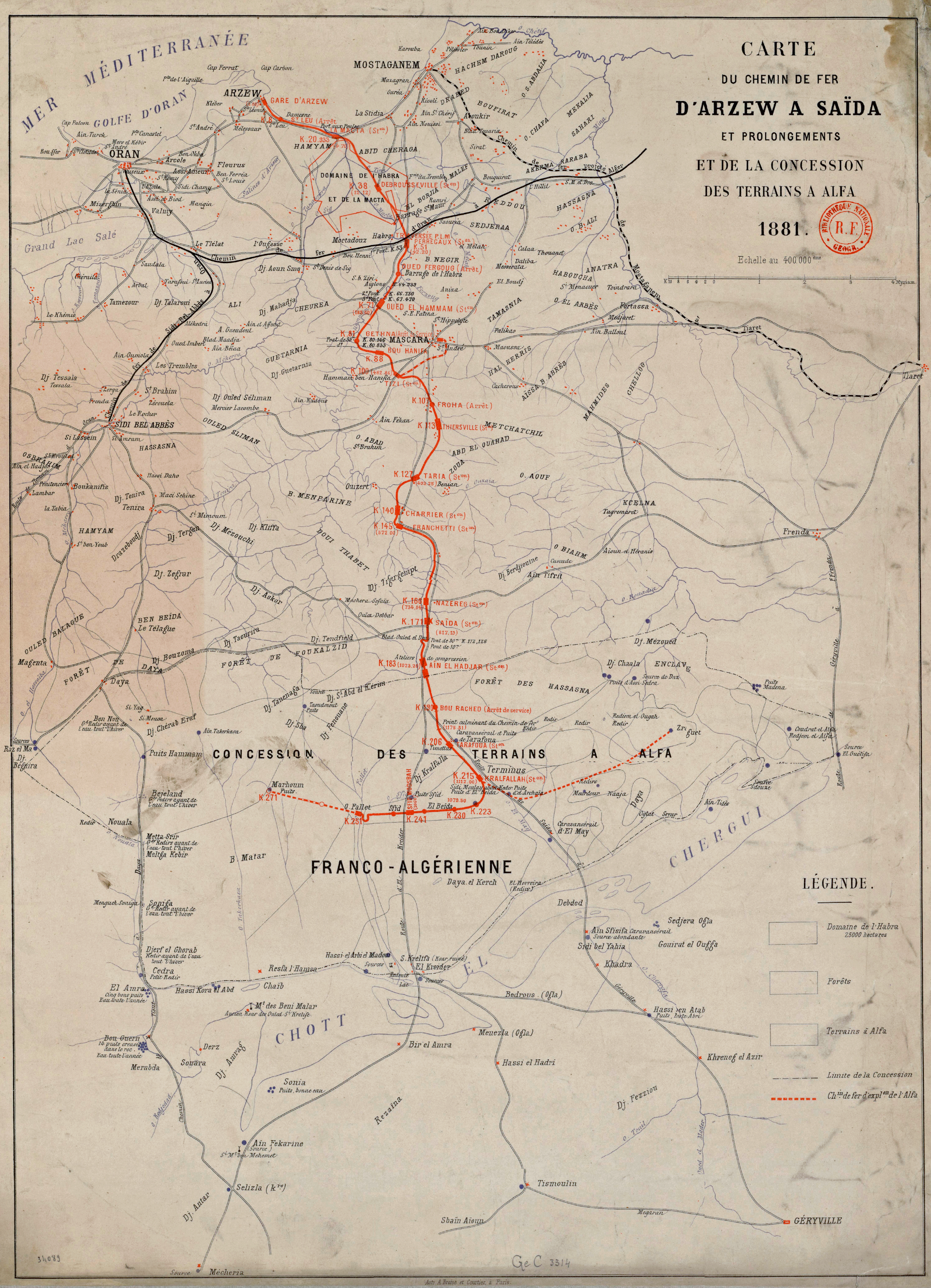
Carte de la ligne d'Arzew à Saïda avec localisation des terrains à alfa.

#### Les décrets de 1874 autorisant la création de lignes d'intérêt local
Le décret du 29 avril approuve les conventions intervenues entre le gouverneur géneral de l'Algérie et la Compagnie franco-algérienne (FA) pour la concession d'un chemin de fer d'Arzew à Saïda, avec prolongement de 70 km dans la direction de Geryville (actuelle El Bayadh). La concession est attribuée à la FA sans subvention ni garantie d'intérêts, mais avec le privilège exclusif de l'exploitation de l'alfa sur 300 000 ha de terrains des Hauts Plateaux ; la ligne permettra d'acheminer l'alfa vers le port d'Arzew pour son importation en France métropolitaine.
Le décret du 7 mai 1874 transpose en Algérie la loi française du 12 juillet 1865 sur les chemins de fer d'intérêt local. Jusqu'à cette date, aucune ligne départementale n'avait été concédée en Algérie.

#### Les lignes du deuxième plan
Le décret du 7 mai 1874 permet l'attribution de concessions à trois compagnies ferroviaires supplémentaires : 
- la Société de construction des Batignolles (SCB), puis la Compagnie des chemins de fer Bône-Guelma (BG) ;
- la Compagnie de l'Ouest algérien (COA) ;
- la Compagnie de l'Est algérien (CEA).

| Compagnies                                                                                 | Lignes                                                                                      | Dates            |
| Compagnie franco-algérienne                                                                | Arzew – Saïda avec prolongement jusqu'à Geryville                                           | 29 avril 1874    |
| Société de construction des Batignolles puis à la Compagnie des chemins de fer Bône-Guelma | Bône – Guelma                                                                               | 7 mai 1874       |
| Société de construction des Batignolles puis à la Compagnie des chemins de fer Bône-Guelma | Duvivier – Souk Ahras avec prolongement jusqu'à Sidi El Hemissi (à la frontière tunisienne) | 26 mars 1877     |
| Société de construction des Batignolles puis à la Compagnie des chemins de fer Bône-Guelma | Guelma – Le Kroubs                                                                          | 26 mars 1877     |
| Compagnie de l'Ouest algérien                                                              | Saint-Barbe-du-Tlelat – Sidi Bel Abbès                                                      | 30 novembre 1874 |
| Compagnie de l'Est algérien                                                                | Constantine – Sétif                                                                         | 15 décembre 1875 |
| Compagnie de l'Est algérien                                                                | Maison-Carrée – l'Alma                                                                      | 20 décembre 1877 |
| Compagnie de l'Est algérien                                                                | l'Alma – Ménerville                                                                         | 3 décembre 1878  |

Ainsi, en 1878, cinq compagnies ont obtenu des concessions pour la construction et l'exploitation de lignes ferroviaires en Algérie.

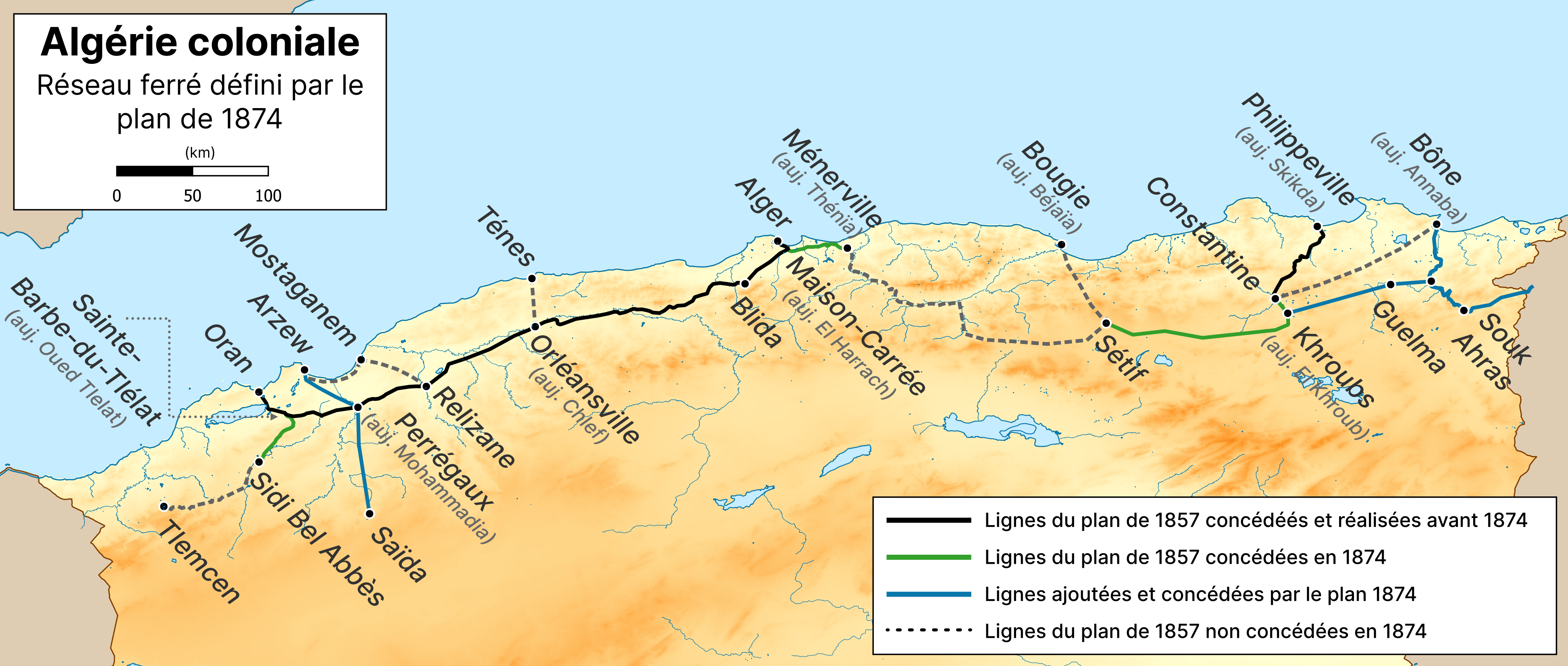
Les lignes des plans de 1857 et 1874.

### Troisième plan de chemins de fer en Algérie: le programme de 1879

#### Loi du 18 juillet 1879: nouvelles lignes d'intérêt général et reclassement de lignes d'intérêt local
La loi du 18 juillet 1879 définit un nouveau plan d'ensemble. Ce plan, dit plan de classement, reprend les dispositions du plan de 1857 tout en l'adaptant aux lignes créées ou concédées par la suite dans le cadre du programme de 1874.
Ce nouveau plan permet la création de 1 747 km de lignes nouvelles qui, ajoutées aux 1 079 km de lignes déjà construites, forment un ensemble homogène.

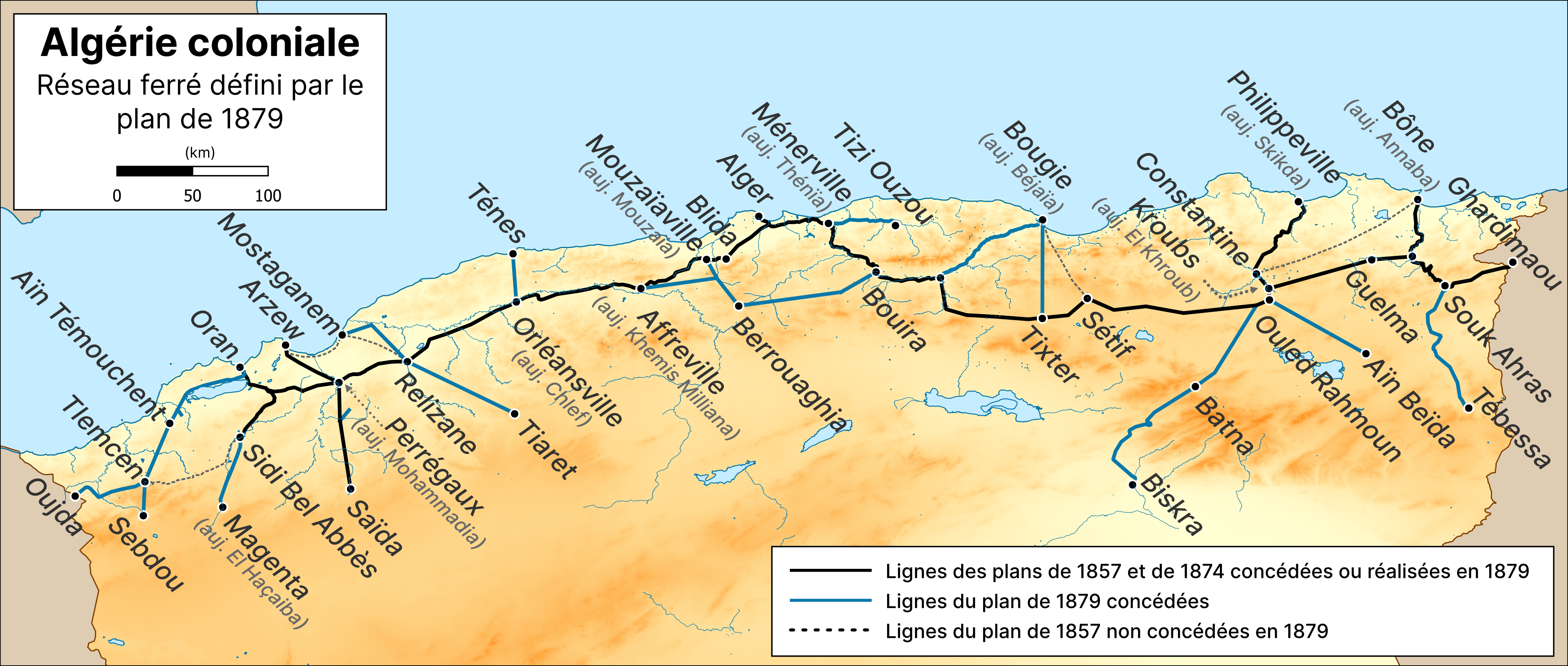
Les lignes des plans de 1857, 1874 et 1879.

#### Les lignes du troisième plan
Le plan de 1879 prévoit la construction de vingt nouvelles lignes classées dans le réseau général : 
- de La Sénia, sur la ligne d'Oran à Sainte-Barbe-du-Tlelat, à Tlemcen via Aïn Témouchent (145 km) ;
- de Tlemcen à la frontière marocaine (58 km) ;
- du massif minier de Rio-Salado à la ligne de La Sénia à Aïn Témouchent (25 km) ;
- de Sebdou à la ligne de Tlemcen à la frontière marocaine (45 km) ;
- de Sidi Bel Abbès à Magenta (61 km) ;
- de Mostaganem à Tiaret, par Aïn Tedles et Relizane (179 km) ;
- de Mascara à Aïn Tizi (12 km) ;
- de Ténès à Orléansville (58 km) ;
- d'Affreville à Haouch-Moghzen (48 km) ;
- de Mouzaïaville à Berrouaghia par Haouch-Moghzen (96 km) ;
- de Berrouaghia aux Trembles (70 km) ;
- des Trembles à Bourdj-Bouira (30 km) ;
- de Ménerville à Tizi Ouzou (56 km) ;
- de Beni Mansour à Bougie (97 km) ;
- de Tixter à Bougie (85 km) ;
- d'El Guerrah à Batna (80 km) ;
- de Batna à Biskra (115 km) ;
- de Aïn Beida à Ouled Rahmoune, sur la ligne de Constantine à Sétif (80 km) ;
- de Souk Ahras à Tébessa (126 km) ;

et l'incorporation dans le réseau général de lignes locales déjà concédées dans le programme de 1874 :
- de Sainte-Barbe-du-Tlelat, sur la ligne d'Oran à Alger, à Sidi Bel Abbes (51 km) ;
- de Maison-Carrée à Ménerville, de la ligne d'Alger à Constantine (43 km) ;
- Ménerville à Sétif, de la ligne d'Alger à Constantine (254) km).

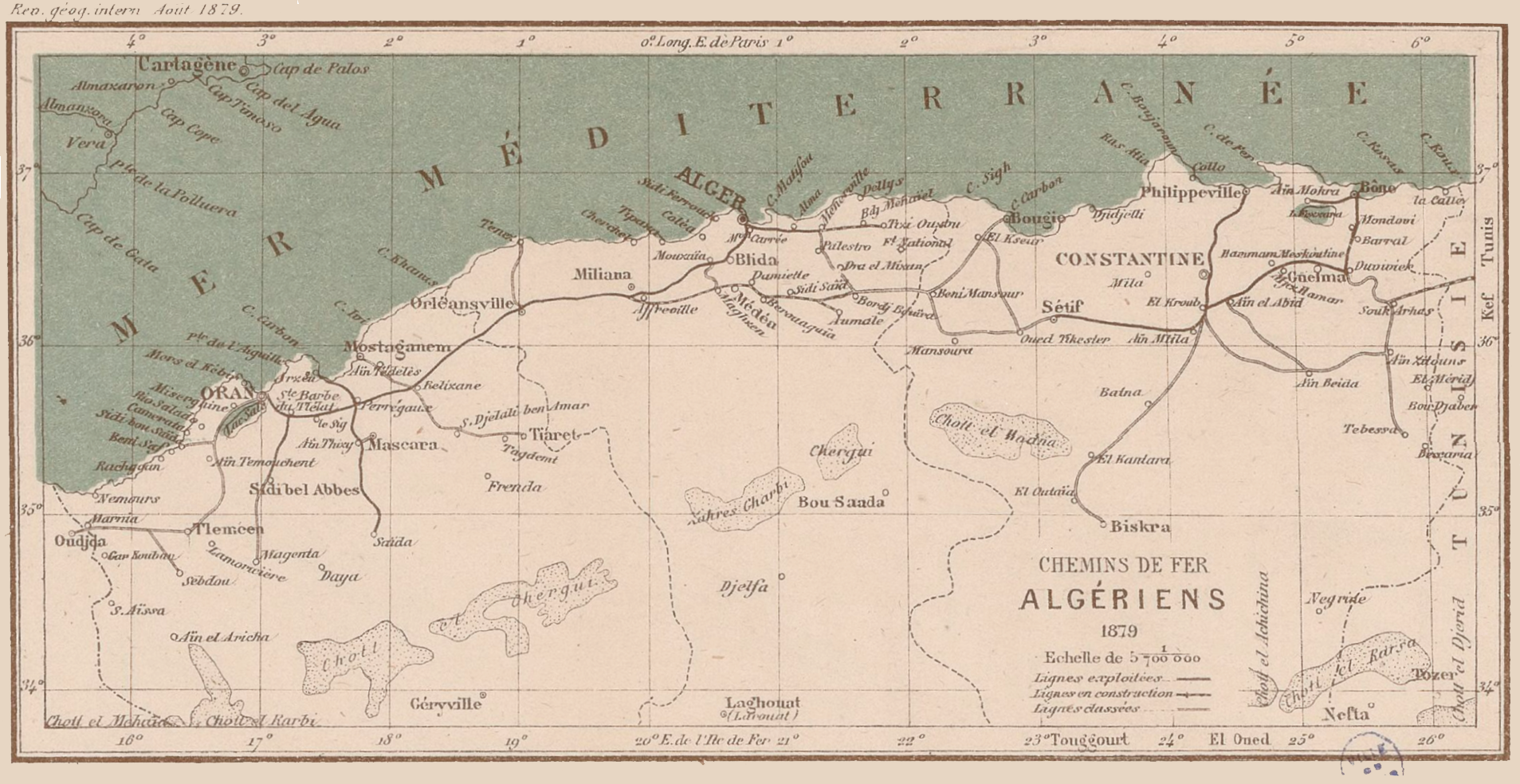
Carte des chemins de fer algériens en 1879.

#### Évolution du réseau de 1880 à 1900
En 1880, le réseau ferré algérien est déjà constitué de 1 150 km de voies. Les lois d'application du plan de 1879 multiplient par trois sa longueur.
Entre 1880 et 1900, plusieurs lois sont émises afin d'attribuer aux compagnies ferroviaires les concessions pour la construction et l'exploitation des lignes du plan de 1879. Le tableau ci-dessous en donne la liste.

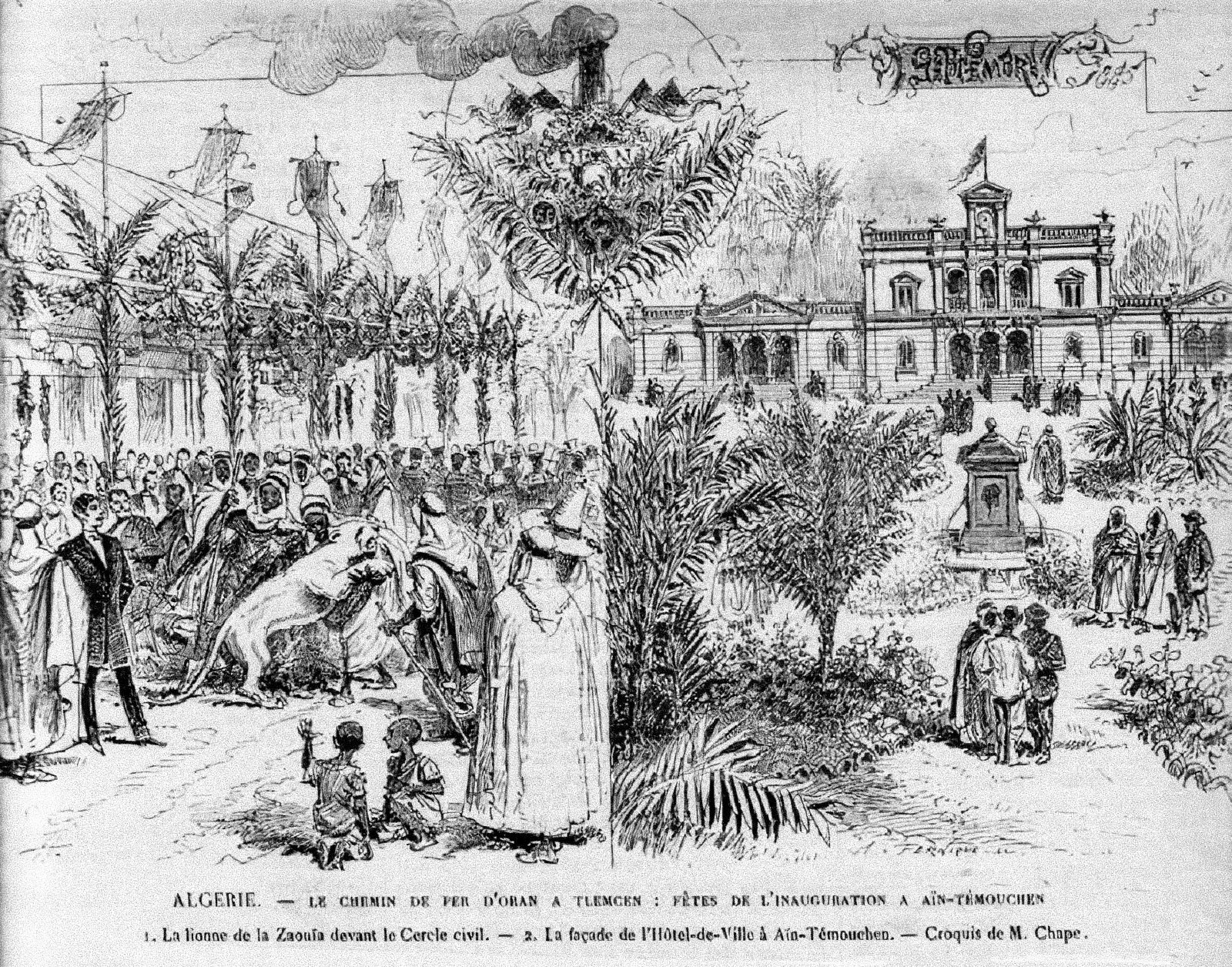
Inauguration à Aïn Témouchent de la ligne d'Oran à Tlemcen en 1885 (le prolongement de la ligne de Aïn Témouchent à Tlemcen ne sera pas réalisé, la ligne de Tabia à Tlemcen sera construite à la place.

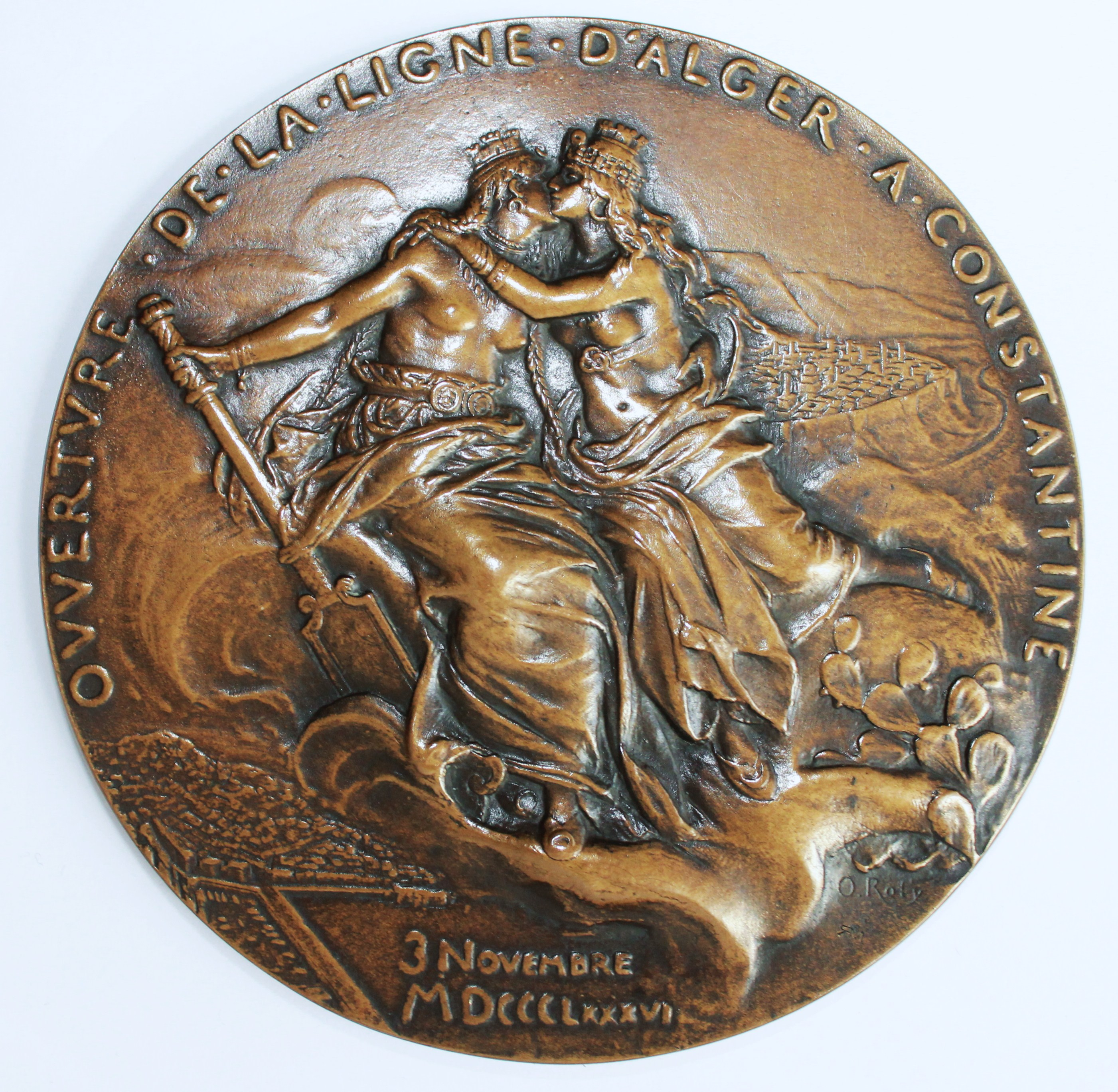
Médaille de la Compagnie de l'Est algérien commémorant l'ouverture de la ligne d'Alger à Constantine en 1886.

| Compagnies                                    | Lignes | Dates           |
| Compagnie de l'Est algérien                   | Maison-Carrée – l'Alma • l'Alma – Ménerville • Ménerville – Sétif • El Guerrah – Batna                                                 | 2 août 1880     |
| Compagnie de l'Est algérien                   | Ménerville – Tizi-Ouzou | 23 août 1883    |
| Compagnie de l'Est algérien                   | Beni Mansour – Bougie | 21 mai 1884     |
| Compagnie de l'Est algérien                   | Batna – Biskra | 21 juillet 1884 |
| Compagnie de l'Est algérien                   | Aïn Beida – Ouled Rahmoune | 7 août 1885     |
| Compagnie de l'Ouest algérien                 | Sidi Bel Abbes – Magenta et prolongement jusqu'à Ras El Ma                                                                             | 22 août 1881    |
| Compagnie de l'Ouest algérien                 | La Sénia – Aïn Témouchent | 5 août 1882     |
| Compagnie de l'Ouest algérien                 | Tabia – Tlemcen par Lamoricière (remplace la ligne de Aïn Témouchent à Tlemcen initialement prévue dans le programme de 1879)          | 16 juillet 1885 |
| Compagnie de l'Ouest algérien                 | Blida – Berrouaghia et prolongement vers Boghari (remplace la ligne de Mouzaïaville à Berrouaghia prévue au programme de 1879)         | 31 juillet 1886 |
| Compagnie franco-algérienne                   | Mostaganem – Tiaret • Mascara – Aïn Tizi • Saïda – Mécheria (excepté le tronçon de Modzbah à Mécheria qui sera concédé ultérieurement) | 8 août 1881     |
| Compagnie franco-algérienne                   | Aïn Tizi – Mascara | 3 juillet 1884  |
| Compagnie franco-algérienne                   | Mostaganem – Tiaret par Aïn Tédeles | 15 avril 1885   |
| Compagnie franco-algérienne                   | Modzbah – Mécheria | 28 juillet 1885 |
| Compagnie franco-algérienne                   | Mécheria – Aïn Sefra | 31 juillet 1886 |
| Compagnie des chemins de fer Bône-Guelma      | Souk Ahras – Sidi El Hemessi | 20 avril 1882   |
| Compagnie des chemins de fer Bône-Guelma      | Souk Ahras – Tébessa | 28 juillet 1885 |
| État français (Ministère des Travaux Publics) | Aïn Sefra – Djeniene Bourezg | 25 janvier 1892 |
| État français (Ministère des Travaux Publics) | Aïn Sefra – Djeniene Bourezg, vers le fort Duveyrier(dans l'actuelle commune de Beni Ounif)                                            | 7 juillet 1900  |

#### Le réseau à la fin duXIXesiècle: une grande disparité de lignes
À la fin du XIXe siècle, cinq compagnies de chemins de fer exploitent les lignes ferroviaires algériennes :

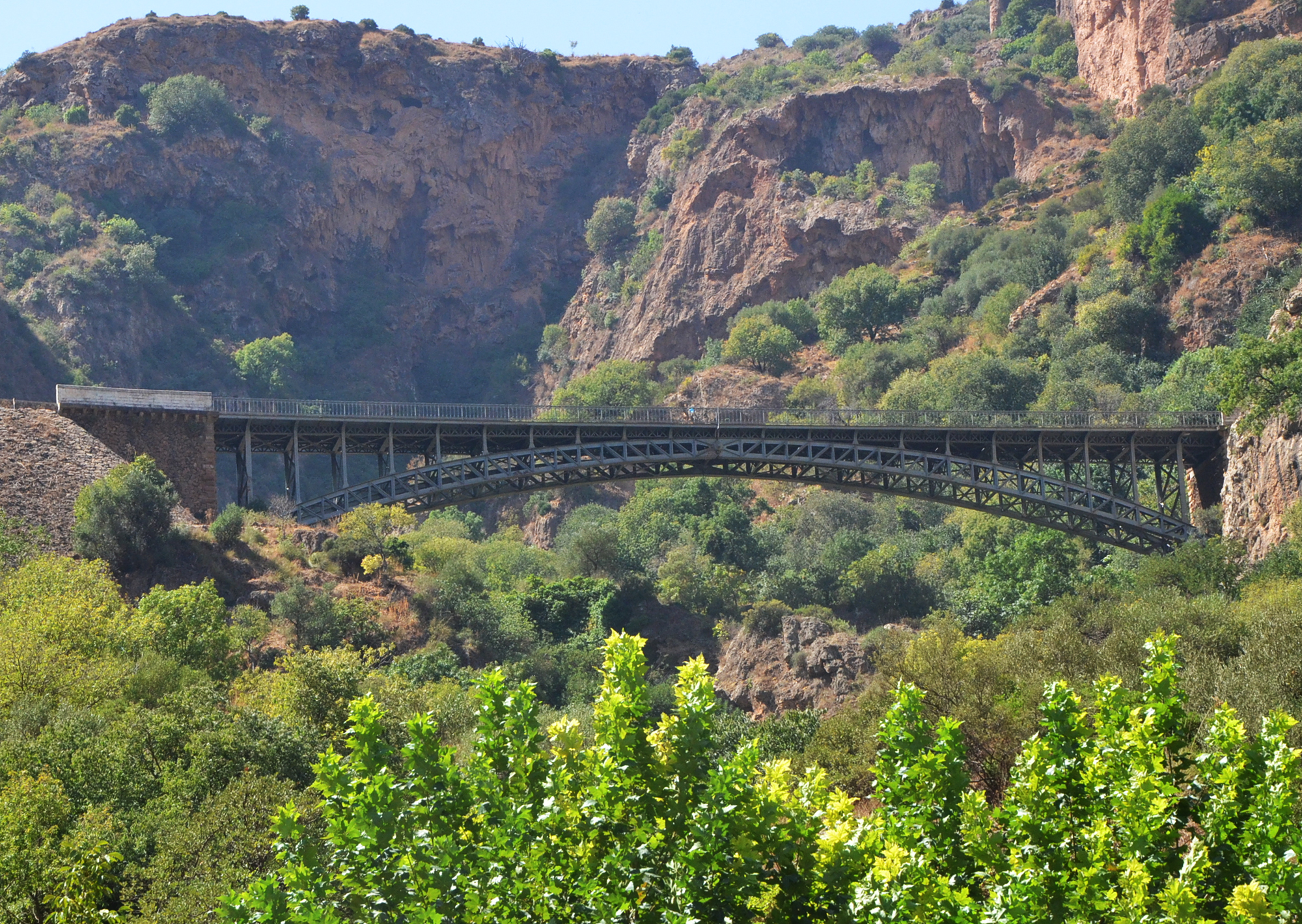
Le viaduc ferroviaire d'El Ourit, sur la ligne de Tabia à Tlemcen.

- la Compagnie des chemins de fer de Paris à Lyon et à la Méditerranée (PLM) qui exploite la ligne d'Alger à Oran et celle de Philippeville à Constantine ;
- la Compagnie de l'Est algérien (CEA) qui exploite la ligne d'Alger à Constantine, les lignes à l'est d'Alger vers Tizi Ouzou et Bougie et celles de la région de Constantine vers Batna, Biskra et Aïn Beida ;
- la Compagnie des chemins de fer Bône-Guelma (CBG) qui exploite les lignes de la région de Bône vers Duvivier, Guelma, le Kroubs, Souk Ahras, Tébessa et la Tunisie ;
- la Compagnie franco-algérienne (FA) qui exploite les lignes de Mostaganem à Tiaret, d'Arzew à Aïn Sefra et de Aïn Tizi à Mascara ;
- la Compagnie de l'Ouest algérien (COA) qui exploite les lignes de la région d'Oran vers Sidi Bel Abbès, Ras El Ma, Aïn Témouchent, Tlemcen et la ligne de Blida à Berrouaghia et Boghari.

On note que pour trois des cinq compagnies, plusieurs lignes de leur réseau respectif n'ont pas de connexion entre elles :
- les deux lignes de la PLM : d'Alger à Oran et de Phillipeville à Constantine, sont séparées de 462 km ;
- les trois lignes de la COA : de La Sénia à Aïn Témouchent, de Sainte-Barbe-du-Tlélat à Tlemcen et à Ras El Ma et de Blida à Berrouaghia, s'embranchent sur la ligne d'Alger à Oran de la PLM sans communiquer entre elles ;
- les deux lignes de la FA : d'Arzew à Aïn Sefra et de Mostaganem à Tiaret, ne communiquent entre elles que par la section de de Relizane à Perregaux de la ligne d'Alger à Oran. Cependant, l'écartement des voies du PLM (1 435 mm) et celles de la FA (1 055 mm), ne permettent pas la circulation des trains d'une ligne à l'autre.

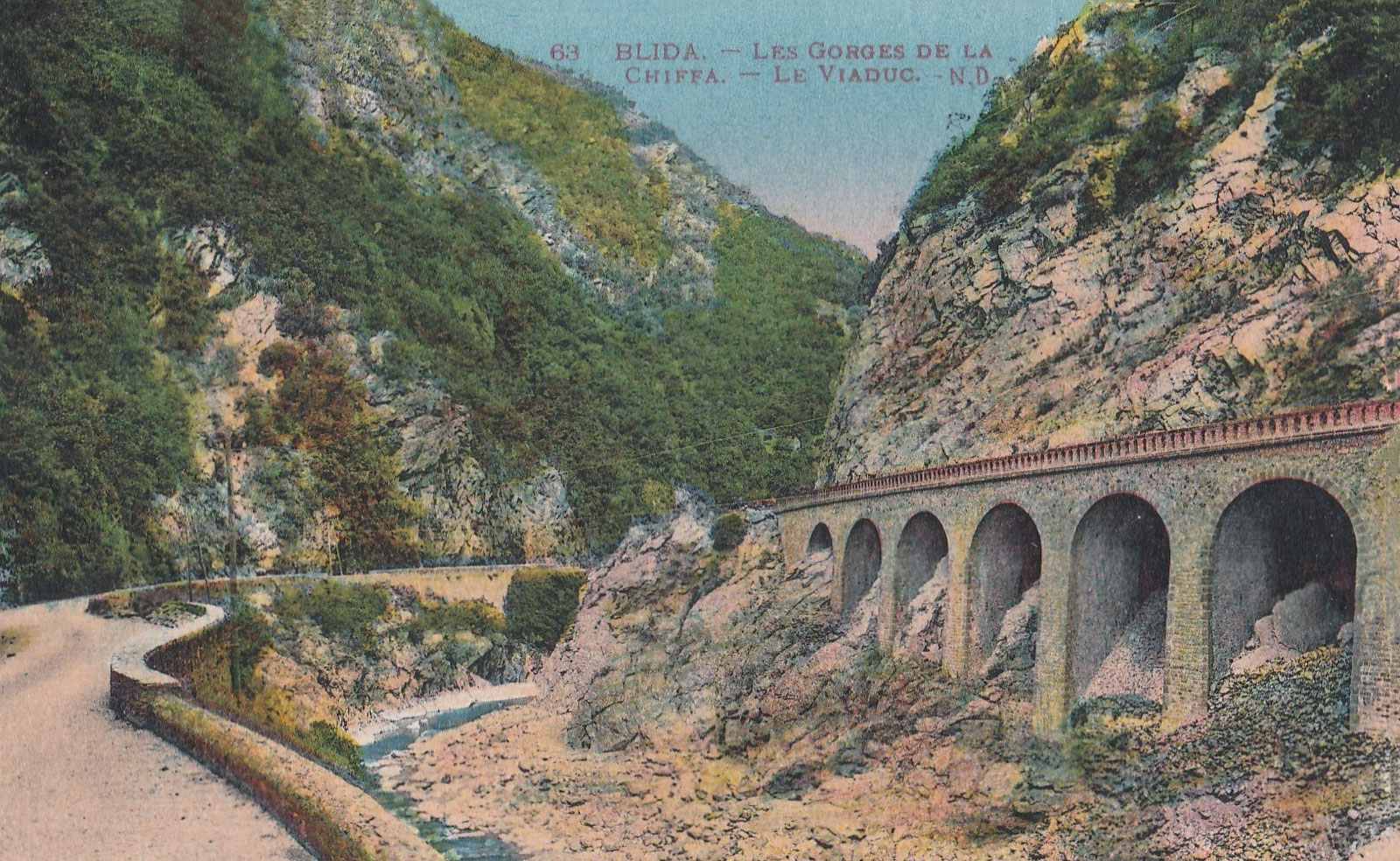
La ligne de Blida à Berrouaghia, à écartement de 1055 mm, dans les gorges de la Chiffa.

Selon les lignes, les compagnies ont fait des choix d'écartement des voies différents :
- voie métrique (1 000 mm) pour :
  - les lignes de Souk Ahras à Tébessa et de Bône à Mokta-el-Hadid de la CBG ;
  - la ligne d'Ouled Rahmoun à Aïn Beida de la CEA ;
- voie étroite (1 055 mm) pour :
  - toutes les lignes de la FA ;
  - la ligne de Blida à Berrouaghia de la COA ;
- voie normale (1 435 mm) pour les autres lignes.

L'enchevêtrement des concessions accordées aux compagnies par les différents plans, et l'hétérogénéité des voies, dénotent la grande disparité des lignes de chemins en Algérie ainsi que l'absence de coordination et de politique globale en matière de transport ferroviaire, tant de la part de l'État français que du gouvernement local algérien.

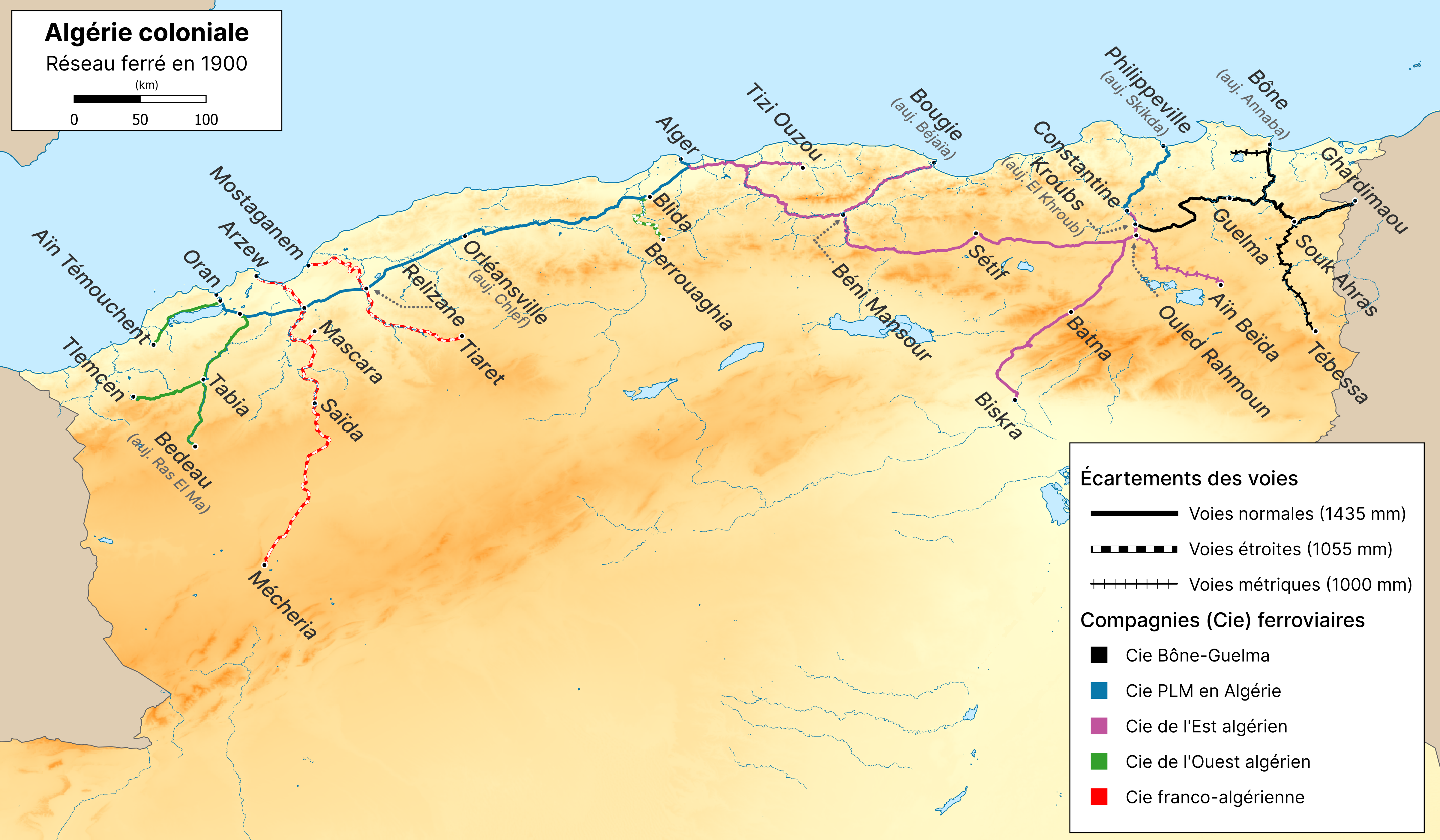
Le réseau ferré algérien en 1900.

### Évolution et consolidation du réseau au début duXXesiècle

#### Vers l'autonomie ferroviaire de l'Algérie
L'année 1892 marque le début d'une pause dans la création de lignes d'intérêt général en Algérie durant une dizaine d'années. Seules quelques petites lignes d'intérêt local sont déclarées d'utilité publique au cours de cette période :
- la ligne d'Oran à Arzew, le 9 avril 1898 ;
- la ligne d'Aïn Beïda à Khenchela, le 30 juillet 1900 ;
- le tramway de Saint-Paul à Randon, 11 mai 1898 ;
- les lignes de la société des Chemins de fer sur routes d'Algérie : d'El Affroun à Marengo ; du port d'Alger à Saint-Eugène et à Rovigo ; de Dellys à Boghni , d'Alger à Coléa ; le 16 janvier 1892 ;
- la ligne d'Aïn Mokra à Saint-Charles, 25 avril 1900 ;
- le tramway de Bône à La Calle, 18 août 1900.

L'État français se désengage de la gouvernance directe de la construction et du financement du réseau ferré en Algérie et souhaite transférer cette responsabilité à sa colonie. Les lois du 19 décembre 1900 et du 23 juillet 1904 créent un budget spécial pour doter l'Algérie de son autonomie financière, en matière de travaux publics, avec un budget propre pour la gestion et l'évolution de son réseau ferroviaire. La Colonie a maintenant la possibilité d'ajouter de nouvelles voies ferrées au réseau insuffisant dont l'avait dotée la Métropole. Mais il faut d'abord apporter un peu d’ordre dans le réseau en exploitation avant de pourvoir à son développement ; notamment améliorer et unifier la tarification en vigueur pour les services voyageurs et le transport des marchandises.
Le gouverneur général incite les compagnies algériennes à unifier les tarifs de grande (GV) et petite vitesse (PV). Les compagnies du Bône-Guelma, de l'Ouest algérien et du PLM engagent les études pour arriver à une unification des tarifs. Seule la Compagnie de l'Est algérien s'y refuse.

#### Rachats des compagnies et réorganisation du réseau

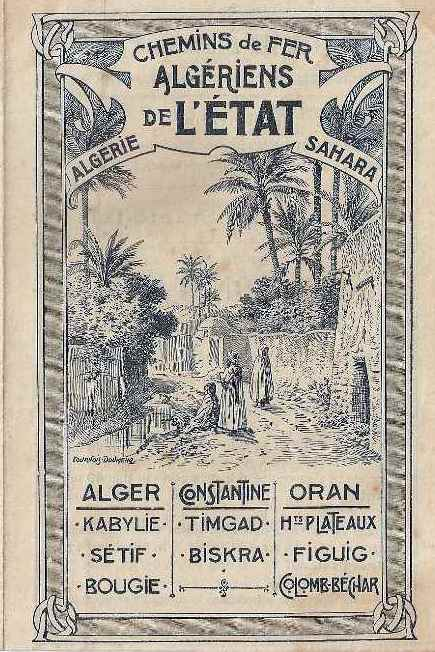
Une affiche de la Compagnie des chemins de fer algérien de l'État vers 1910.

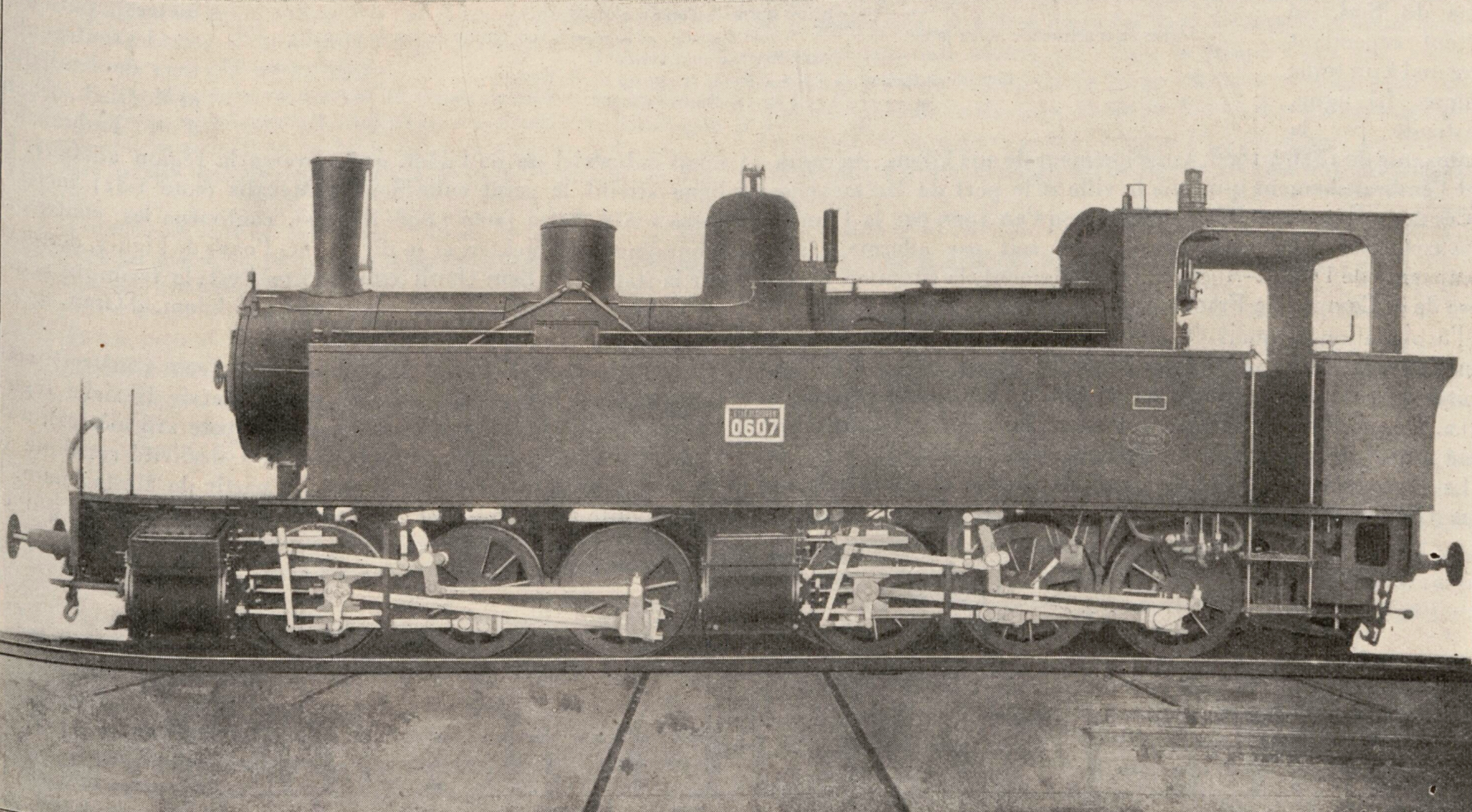
Une locomotive-tender Mallet du réseau Oranais de l'État en 1913.

À la fin du XIXe siècle et durant les premières années du XXe siècle, notamment au cours de la Première Guerre mondiale, les compagnies ferroviaires algériennes connaissent des difficultés financières. Ces difficultés provoquent la disparition de quatre d'entre elles et le rachat par le gouvernement de l'Algérie des lignes de leurs réseaux, lesquelles sont transférées soit à la nouvelle Compagnie des chemins de fer algériens de l'État (CFAE), créée le 27 septembre 1912 pour permettre l'exploitation des lignes des réseaux rachetées par le gouvernement de l'Algérie, soit à la compagnie du PLM.

##### Rachat de la Compagnie franco-algérienne
La Compagnie franco-algérienne, peu prospère car ses lignes sont peu rentables, connaît des difficultés financières qui l'amène en 1888 à affermer son réseau à la Compagnie de l'Ouest algérien pour une durée de cinq ans. Elle dépose finalement son bilan en 1890 mais conserve ses concessions quelques années. Le décret du 21 décembre 1900 autorise l'exploitation en régie par l'État des lignes de la Compagnie franco-Algérienne. Le réseau est racheté le 28 décembre 1900 et placé sous la tutelle de l'Administration métropolitaine des chemins de fer d'État. Il est transféré à la Compagnie des chemins de fer algériens de l'État en 1912.

##### Rachat de la Compagnie de l'Est algérien
Après le refus de la Compagnie de l'Est algérien d'unifier ses tarifs de transport de marchandises avec ceux des autres compagnies, en invoquant de potentielles pertes d'exploitation, le gouverneur général et les assemblées algériennes décident alors de racheter les concessions de la compagnie et d’exploiter son réseau en régie. Le décret du 25 août 1907 entérine ce rachat qui est effectif le 12 mai 1908. Comme pour le réseau de la Compagnie franco-algérienne, celui de la Compagnie de l'Est algérien est transféré définitivement à la CFAE en 1912.

##### Rachat de la Compagnie Bône-Guelma
La Compagnie Bône-Guelma, qui avait accepté d'unifier ses tarifs de transport de marchandises, souhaite renégocier ses conventions pour mieux intégrer ses coûts pour le transport des produits miniers du Sud constantinois. Les négociations n'aboutissant pas, le gouvernement de l'Algérie envisage de racheter la partie algérienne du réseau de la Compagnie Bône-Guelma (qui exploitait aussi des lignes en Tunisie). Ce rachat est autorisé par le décret du 9 juin 1914 et effectué le 1er janvier 1915.

##### Rachat de la Compagnie de l'Ouest algérien
La Première Guerre mondiale a des répercussions sur le réseau ferré algérien. Dès le début de la guerre, les chemins de fer sont passés sous le contrôle de l'armée française. Les réquisitions et les priorités militaires ont paralysé les transports commerciaux ferroviaires des compagnies algériennes. Il en est de même de la réduction du personnel et de l'augmentation exorbitante des coûts des matières premières, dont la houille, en raison de guerre. Ces difficultés ont fortement dégradé la situation financière des compagnies notamment celles de la Compagnie de l'Ouest algérien. Face à l'accroissement de ses dépenses occasionnées par la guerre et la diminution de ses bénéfices, la compagnie demande des renégociations des clauses financières de ses concessions. Elle déclare être dans l'impossibilité de continuer l’exploitation de son réseau au-delà du 31 décembre 1920. Les autorités algériennes décident alors de procéder au rachat du réseau de la compagnie. Ce rachat est entériné le décret du 31 décembre 1920. L'exploitation du réseau fut temporairement transférée à la compagnie du PLM le 1er juillet 1921, puis définitivement en 1924.

##### Rachat de la Compagnie des chemins de fer de Paris à Lyon et à la Méditerranée en Algérie
Les rachats précédents ont permis d'obtenir des améliorations dans la gestion et l'organisation du réseau mais n'ont pas réussi à l'homogénéiser. Les lignes de la Compagnie du PLM restaient enchevêtrées dans celles de la CFAE. Par ailleurs, la Compagnie du PLM devait remanier sa convention avec l'État de 1863 pour tenir compte des conditions économiques aux lendemains de la guerre. Une réforme de l'organisation des chemins de fer d'intérêt général de l'Algérie devenait nécessaire.
Une nouvelle convention est alors établie le 1er juillet 1921 entre le gouverneur général de l'Algérie, d'une part et l'administration des Chemins de fer algériens de l'État et la compagnie PLM d'autre part. Cette convention stipule que :
- le gouverneur général rachète à la compagnie de Paris à Lyon et à la Méditerranée, à partir du 1er janvier 1922, l’ensemble des lignes qui lui ont été concédées par la Convention du 1er mai 1863, à savoir : la ligne d'Alger à Oran et la ligne de Philippeville à Constantine ;
- le gouverneur général, représentant l’Algérie, afferme à la compagnie PLM à partir du 1er janvier 1922, les lignes suivantes : d'Alger à Oran, de La Sénia à Aïn-Témouchent, de la Sainte-Barbe-du-Tlélat à Sidi-Bel-Abbès et Ras-el-Mâ, de Tabia à Tlemcen et à la frontière du Maroc et de Blida à Djelfa.

La convention est approuvée par la loi du 11 décembre 1922.
Ainsi, en 1922, il ne subsiste plus que deux compagnies ferroviaires en Algérie : la compagnie des Chemins de fer algériens de l'État (CFAE) et la compagnie du PLM en Algérie (PLMA).

#### Extension du réseau

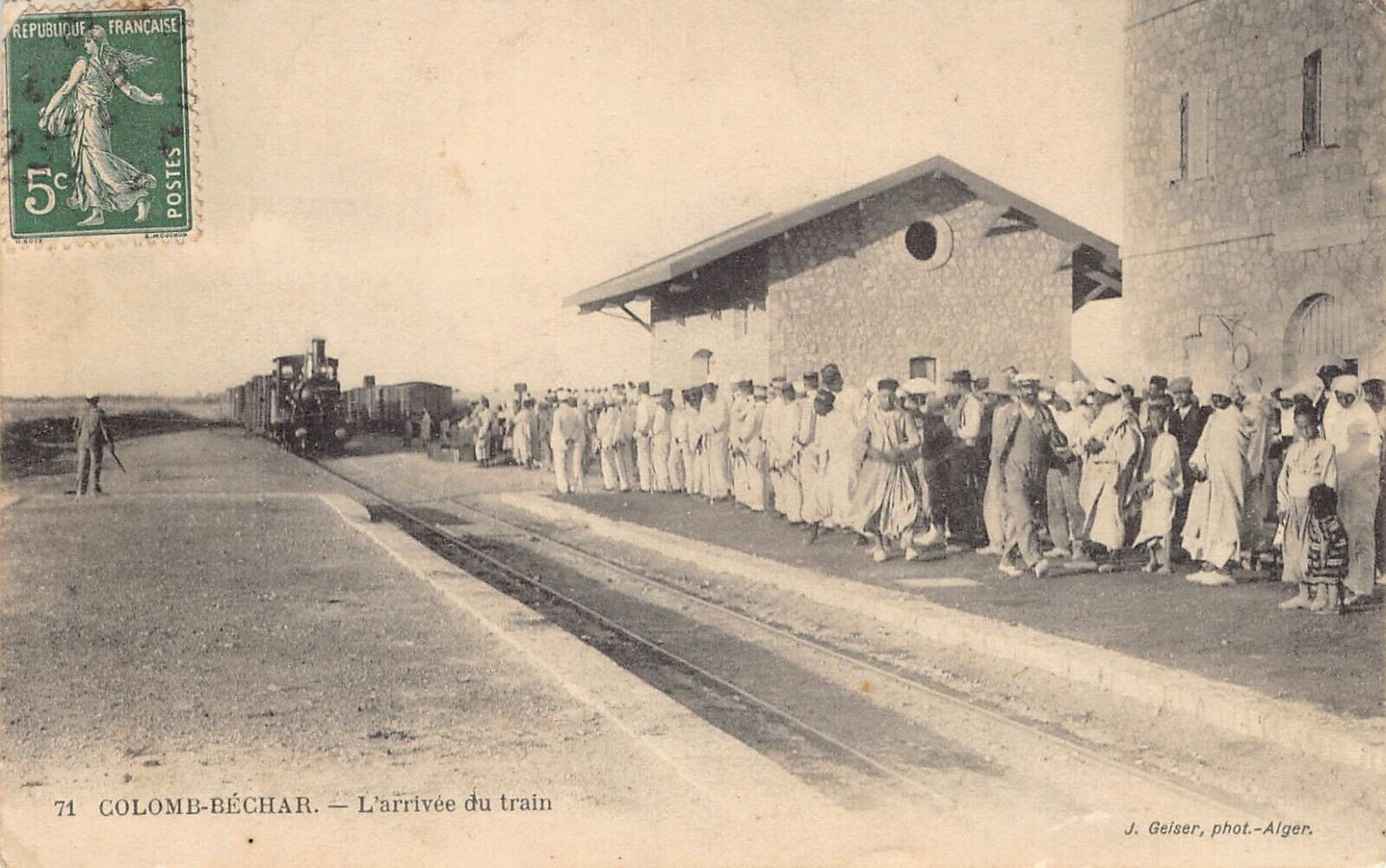
La gare de Colomb-Béchar.

L'extension du réseau reprend au début du XXe siècle par :
- le prolongement  de la ligne de Aïn Sefra à Djeniene Bourezg  et Duveyrier en direction d'Igli, par la loi du 25 février 1901 ;
- la construction de la ligne de Tlemcen à Lalla Marnia et à la frontière du Maroc, par la loi du 29 décembre 1903 ;

et plusieurs déclarations d'utilité publique sont prononcées pour les lignes :
- de Béni Saf à Tlemcen, loi du 16 juillet 1908 ;
- de Berrouaghia à Djelfa par Boghari, loi du 26 février 1910 ;
- de Tizi à Uzès-le-Duc, loi du 8 mars 1910 ;
- de Sidi Bel Abbès à Tizi, loi du 8 mars 1910 ;
- de Relizane à Prévost-Paradol par Montgolfier, loi du 22 mars 1910 ;
- de Aïn Béïda à Tébessa, loi du 1er avril 1910 ;
- de Ténès à Orléansville, loi du 1er avril 1910 ;
- de Biskra à Touggourt, loi du 4 avril 1910 ;
- de Bizot à Djidjelli avec embranchement vers Mila, loi du 18 mars 1912 ;
- de Constantine à Oued Athmania, loi du 18 mars 1912 ;
- d'Oumache à Tolga, loi du 9 mars 1915.
- de Colomb-Béchar à Kenadsa, loi du 24 décembre 1924 ;
- de Tébéssa à la frontière tunisienne, loi du 24 décembre 1924.

Sélection de vues de gares de la ligne de Blida à Djelfa
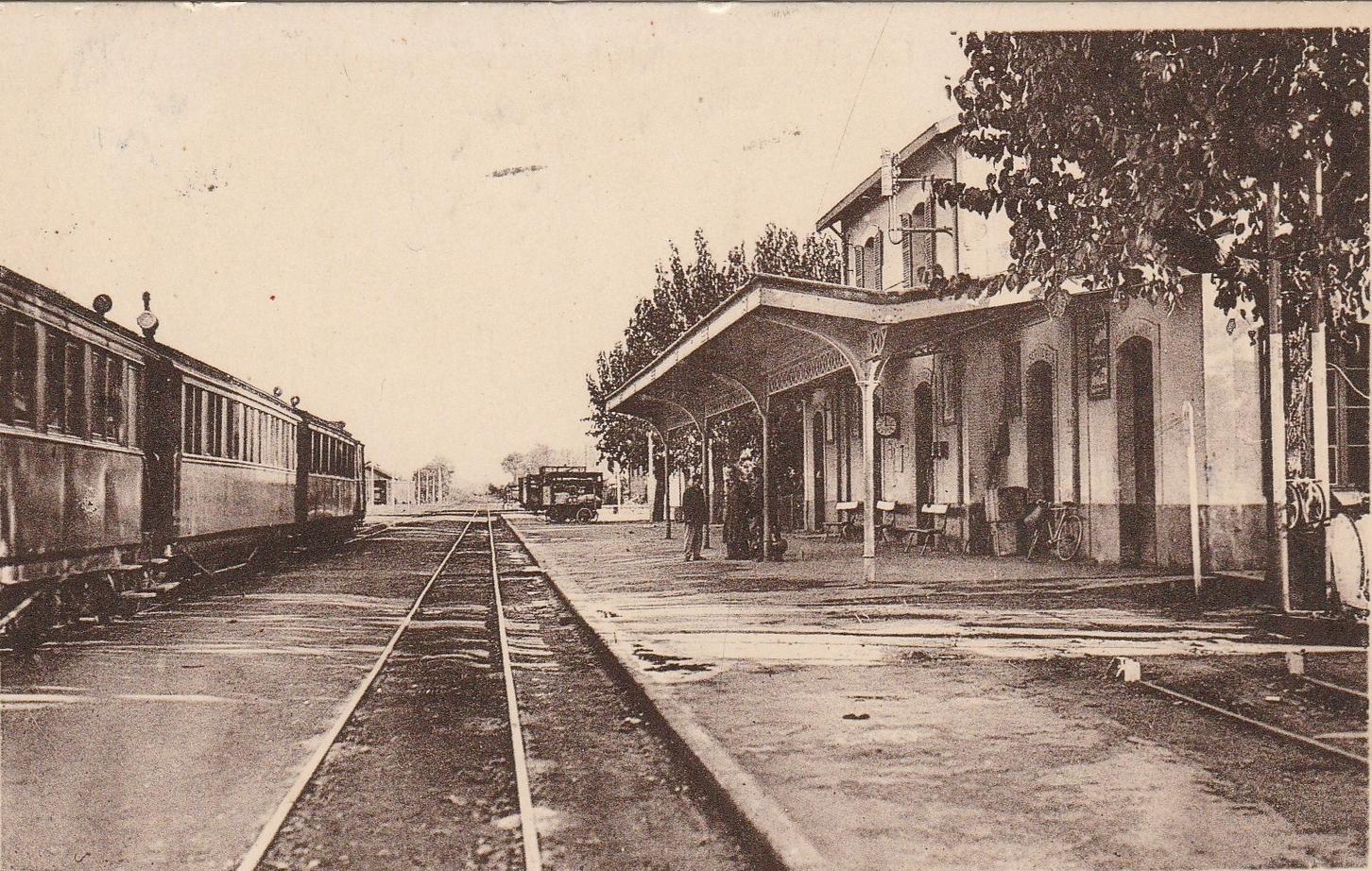
La gare de Médéa.
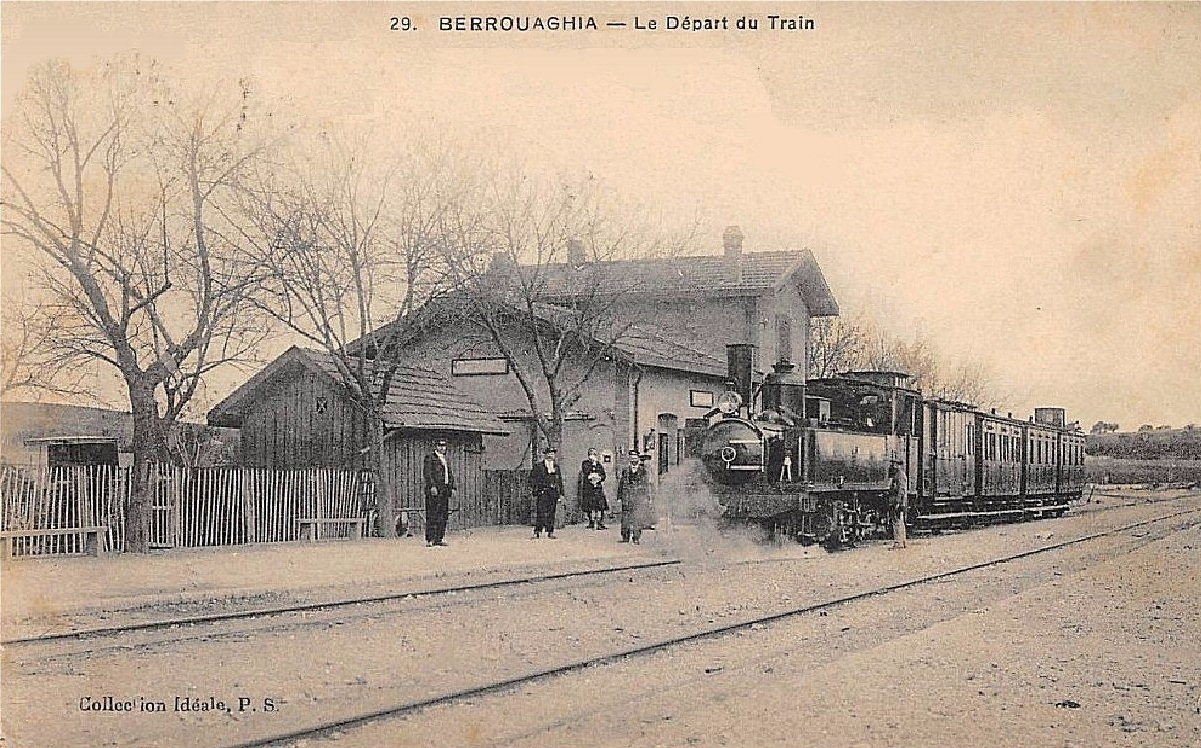
La gare de Berrouaghia.
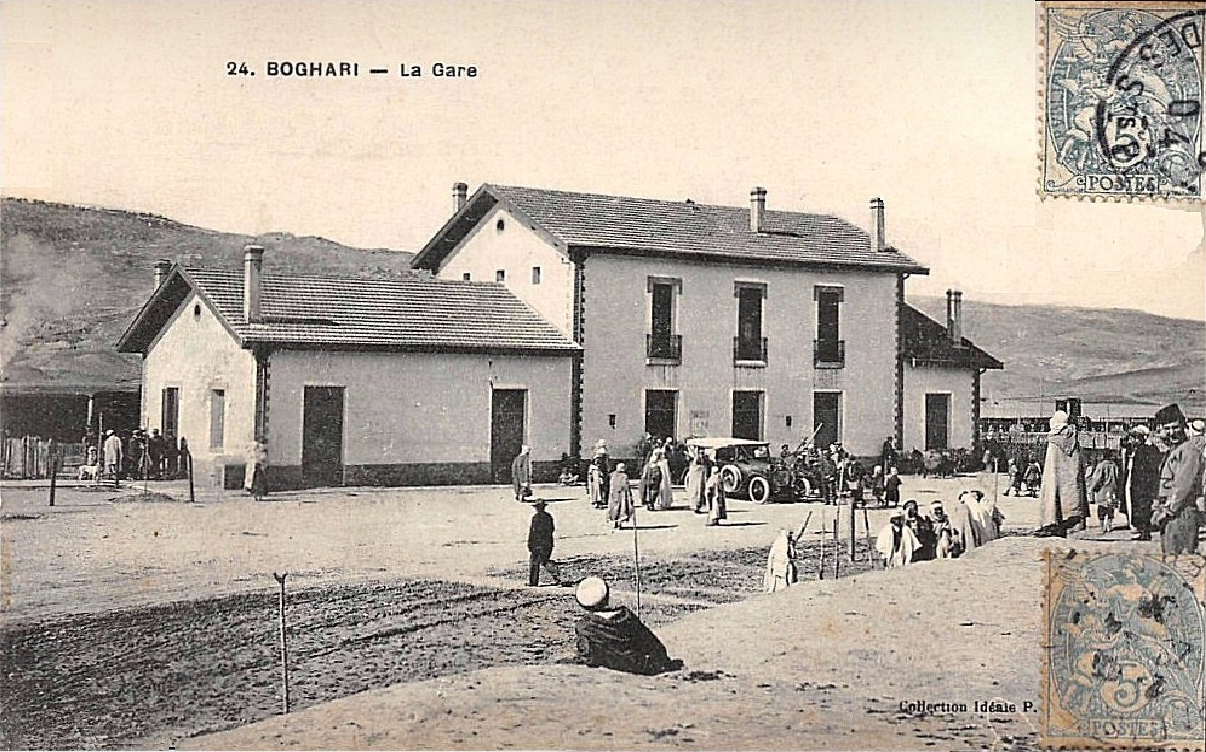
La gare de Boghari.
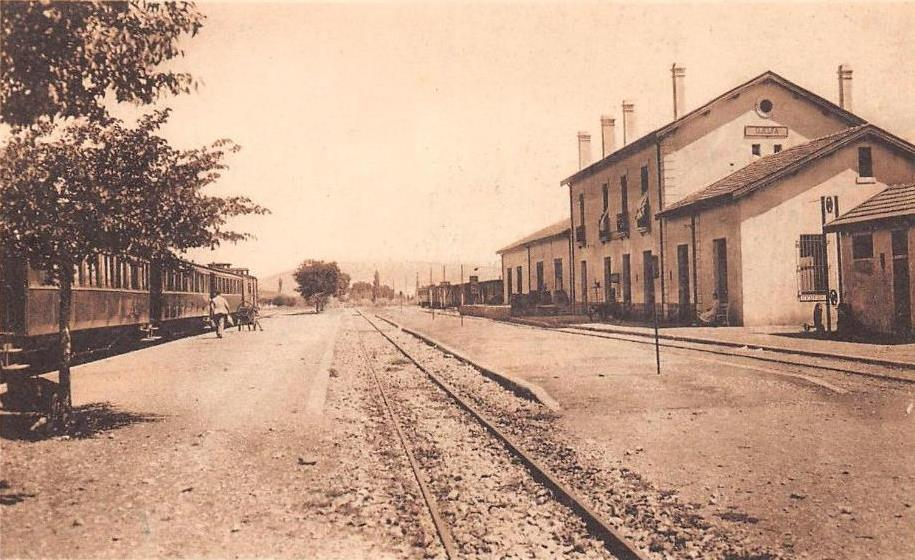
La gare de Djelfa.

D'autres lois réorganisent le réseau algérien :

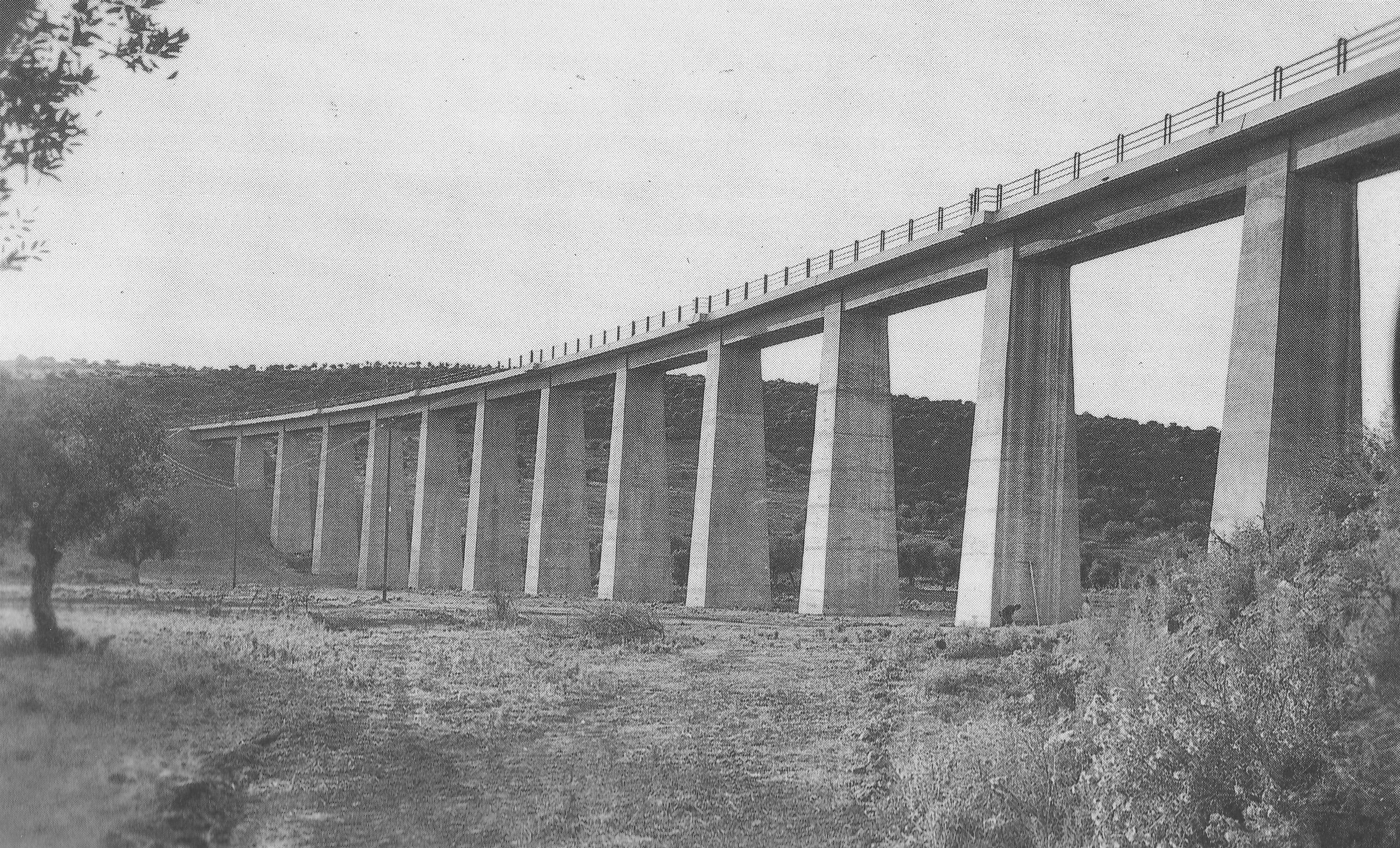
Le viaduc de l'oued Deb sur la ligne de Bône à Saint-Charles.

- transformation en voie normale de la ligne à voie étroite de Souk-Ahras à Tébessa, loi du 13 août 1915 ;
- incorporation dans le réseau général de l'Algérie de la ligne de chemin de fer Biskra à Touggourt et l’embranchement d’Oumache à Tolga, loi du 21 mars 1922 ;
- incorporation dans le domaine public de l'État des voies ferrées d’intérêt local de Bône à la Calle, de Aïn-Mokra à Saint-Charles et de Saint-Paul à Randon, loi du 21 mars 1929 ;
- rachat de la ligne d'intérêt général secondaire de Bône à Aïn-Mokra, loi du 3 mars 1928 ;
- incorporation dans le domaine public de l'État du chemin de fer d’intérêt local de Tiaret à Trumelet, loi du 3 mars 1928 ;
- incorporation dans le domaine public de l'État des lignes exploitées par la société des Chemins de fer sur routes d'Algérie (CFRA), loi du 3 mars 1928 ;
- répartition des lignes du réseau vapeur exploité par les CFRA entre les deux réseaux d'intérêt général (PLM et État) ; arrêté gubernatorial du  22 mars 1928.

En 1930, le réseau algérien compte environ 5 000 km de voies ferrées, dont la répartition est donnée dans le tableau suivant.

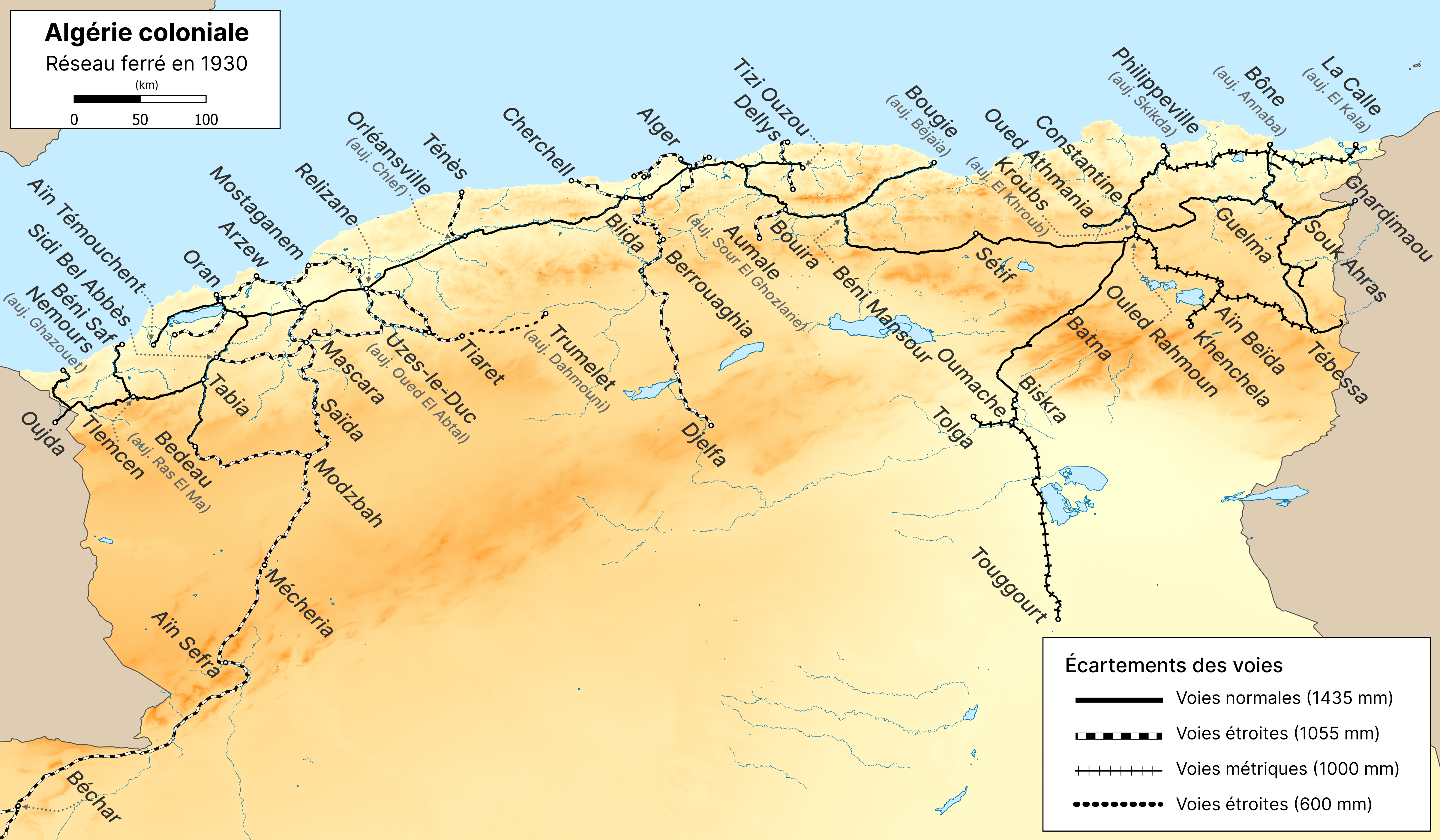
Le réseau ferré algérien en 1930.

| Compagnies   | Voies normales 1 435 mm | Voies étroites 1 055 mm | Voies étroites 1 000 mm | Voies étroites 600 mm | Total compagnies |
| ------------ | ----------------------- | ----------------------- | ----------------------- | --------------------- | ---------------- |
| CFAE         | 1 271 km                | 1 482 km                | 781 km                  | 55 km                 | 3 589 km         |
| PLMA         | 781 km                  | 452 km                  |                         |                       | 1 233 km         |
| Total réseau | 2 053 km                | 1 934 km                | 781 km                  | 55 km                 | 4 823 km         |

#### Électrification de la ligne minière

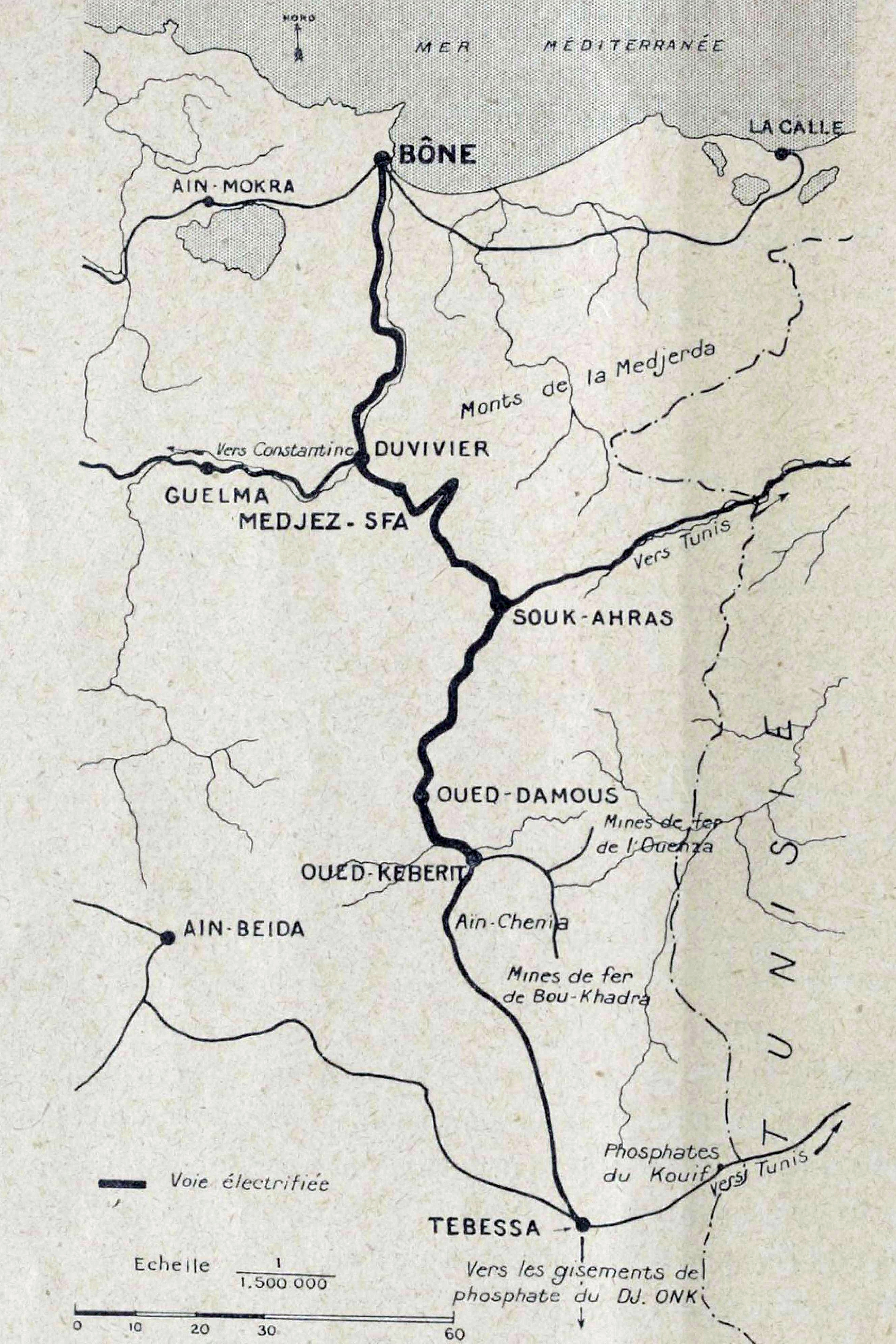
Tracé de la ligne de Bône à Tébessa en 1933.

La ligne de Souk Ahras à Tébessa, concédée à la Compagnie Bône-Guelma en 1885, n'avait à l'origine que pour objectif de relier deux villes importantes de l'est de l'Algérie et d'assurer une liaison avec la Tunisie où la compagne avait aussi des concessions. Elle avait aussi un intérêt stratégique d'ordre militaire lié à sa proximité de la frontière. Sa construction est achevée en 1888. C'est, à l'origine, une ligne à voie métrique compte tenu du faible rôle commercial attendu.
La découverte dans les années 1890 de gisements phosphatiers dans le djebel Kouif (située à l'est de Tébessa, à 257 km au sud de Bône) et de fer dans le massif de l'Ouenza (situé à l'est de Oued Keberit à 190 km de Bône) à la même époque, a amené leurs exploitants à réaliser de courtes lignes pour relier ces sites miniers à la ligne de Souk Ahras à Tébessa. Ces embranchements permettaient d'assurer le transport par voie ferrée des minerais jusqu'au port de Bône en vue de son exportation.
Au cours des années 1920, les tonnages de minerais transportés par voies ferrées se sont accrus, de 350 000 t en 1921 à près de 2 millions de tonnes en 1930. La ligne de Bône à Tébessa avait désormais un rôle essentiel pour le transport des minerais. Toutefois, la circulation des locomotives à vapeur sur une voie unique et avec un profil montagneux, comprenant de fortes rampes dans la région de Souk Ahras, devenait de plus en plus difficile et ne permettait plus un transport efficace. La section de la ligne entre Duvivier et Oued Keberit devenait un goulot qui en limitait le débit. Seule l'électrification de la ligne permettait un accroissement de la capacité de la ligne et un accroissement du tonnage grâce à une meilleure puissance de traction des locomotives électriques et une vitesse accrue. La décision d'électrifier la ligne est prise en 1929, d'abord pour la section Duvivier – Oued Keberit, puis pour le reste de la ligne les années suivantes. La tension du courant retenue est de 3 000 V en continu, fournie par une usine thermique de 43 000 kW située près de Bône. La Compagnie des chemins de fer algériens de l'État acquiert une trentaine de locomotives de type CC 6-AE (assimilables aux PLM 1CC1 3700) construites par les Constructions électriques de France (CEF) en association avec Alsthom,,.
Les locomotives électriques 6-AE restèrent en service jusqu'en 1972 et la ligne Bône – Tébessa resta la seule ligne électrifiée en Algérie jusqu'aux années 2000 où le réseau de la banlieue d'Alger a été électrifié.
- Sélection de vues de locomotives électriques 6-AE de la ligne de Bône à Tébessa.

"Sélection
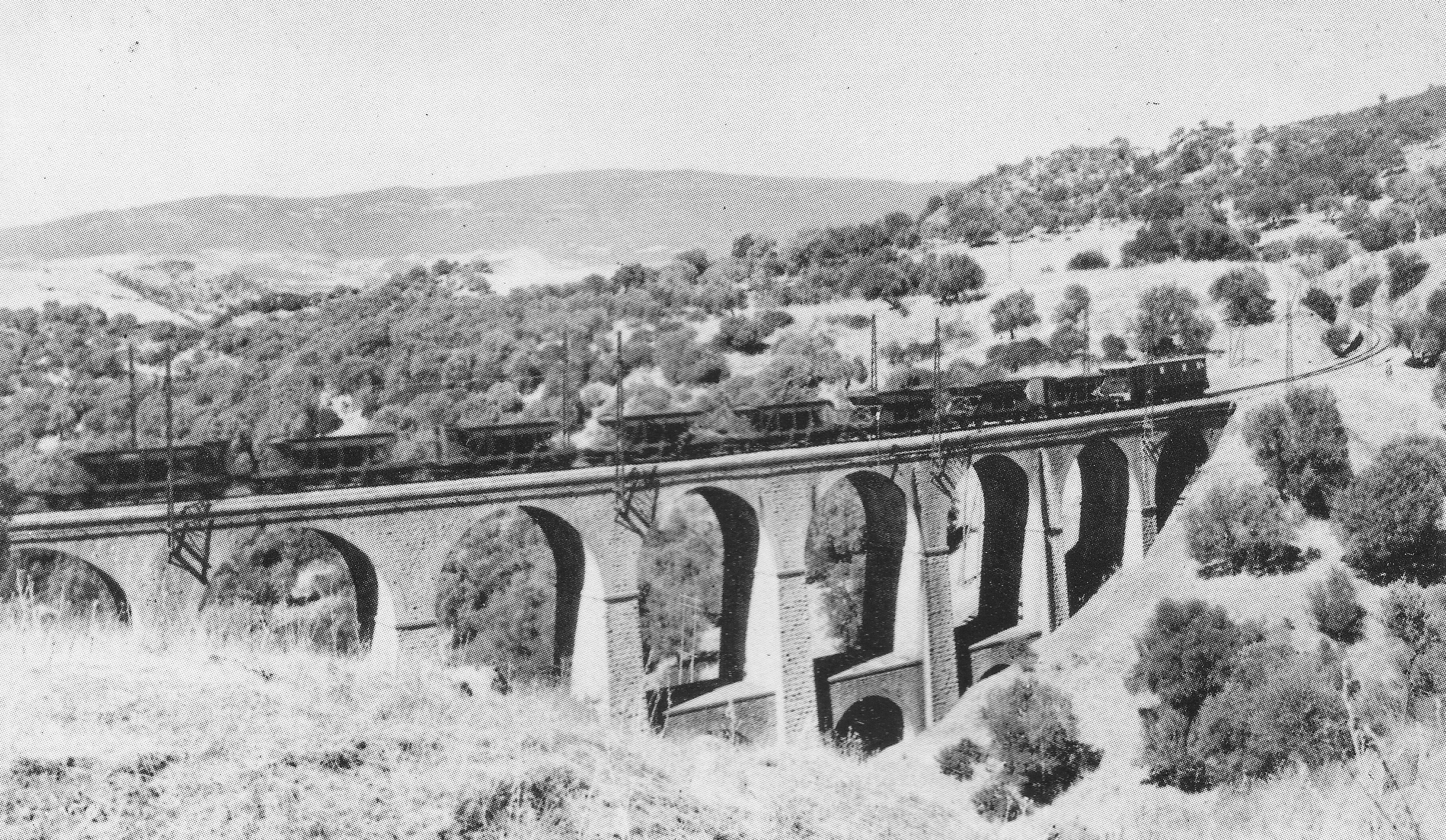
Une locomotive CFAE 6AE tractant un train de minerai sur la ligne de Souk-Ahras à Oued Kéberit.
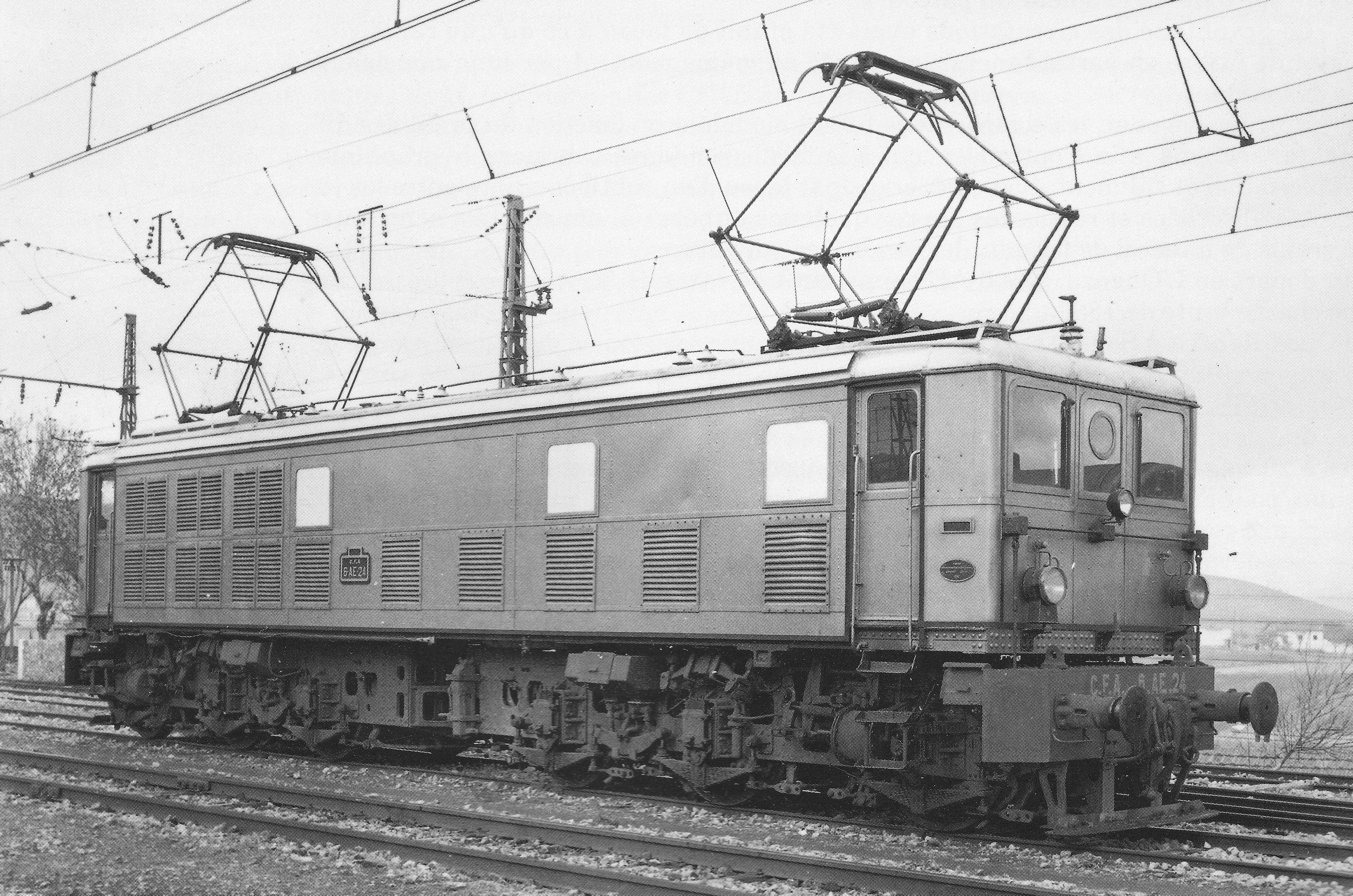
Une locomotive CFA 6AE-24 sur la ligne de Bône à Souk Ahras.
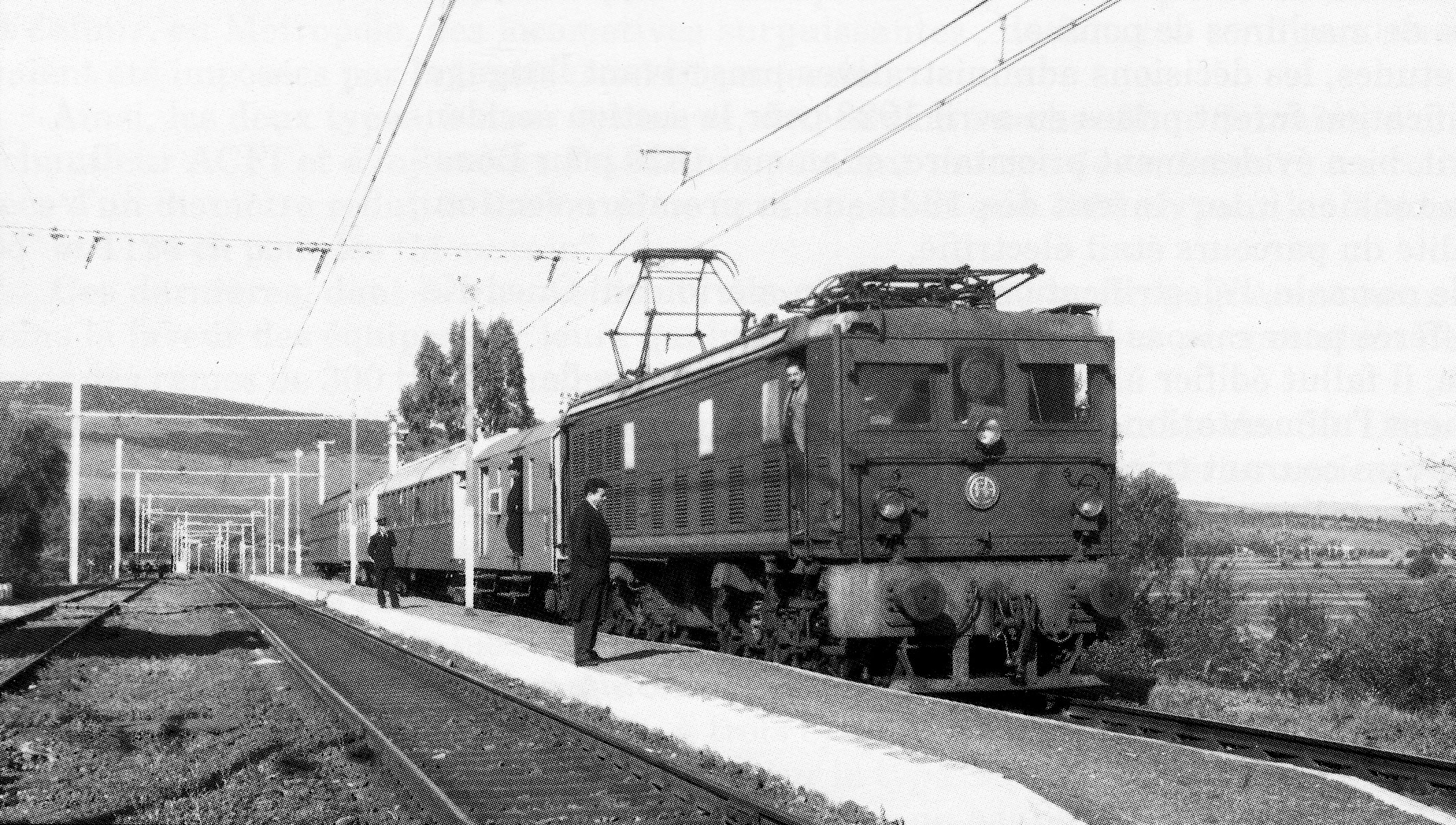
Une locomotive SNCFA 6-AE tractant un trains de voyageurs dans une gare de la ligne de Bône à Souk Ahras en 1968.

#### Création de l'Office des chemins de fer algériens

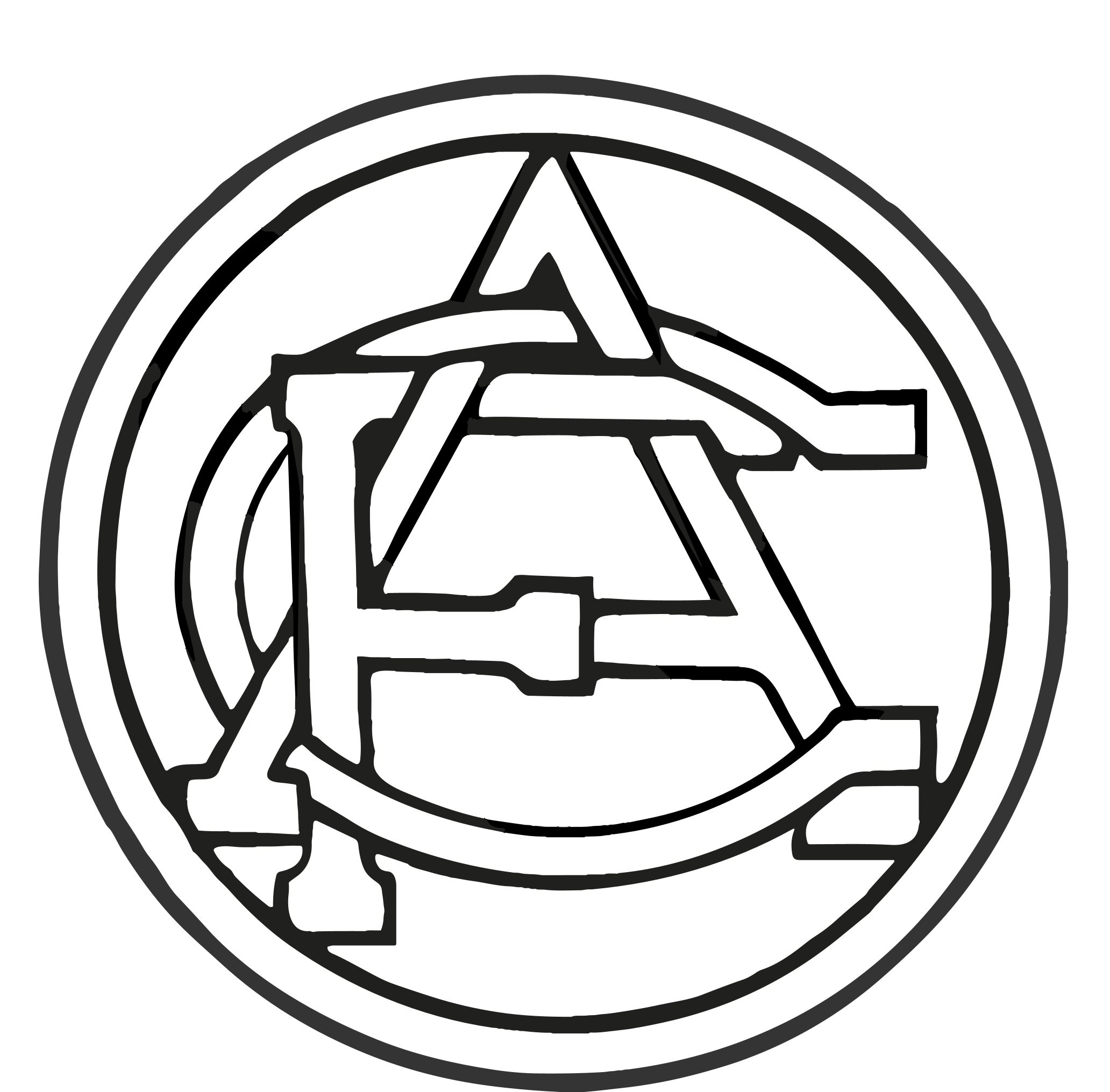
Logo de l'Office des chemins de fer algériens vers 1940.

La création en 1938 de la Société nationale des chemins de fer français (SNCF), entraîne notamment la disparition de la Compagnie des chemins de fer de Paris à Lyon et à la Méditerranée (PLM) et de sa filiale en algérienne, la PLMA. En Algérie, il est envisagé dans un premier temps de rattacher l'ensemble du réseau à la nouvelle SNCF. Finalement, c'est la création le 1er janvier 1939 d'une société distincte de la SNCF qui est retenue : l'Office des chemins de fer algériens (CFA), qui devient l'unique administration à exploiter le réseau ferré d'Algérie.

### Période de la Seconde Guerre mondiale à l'indépendance

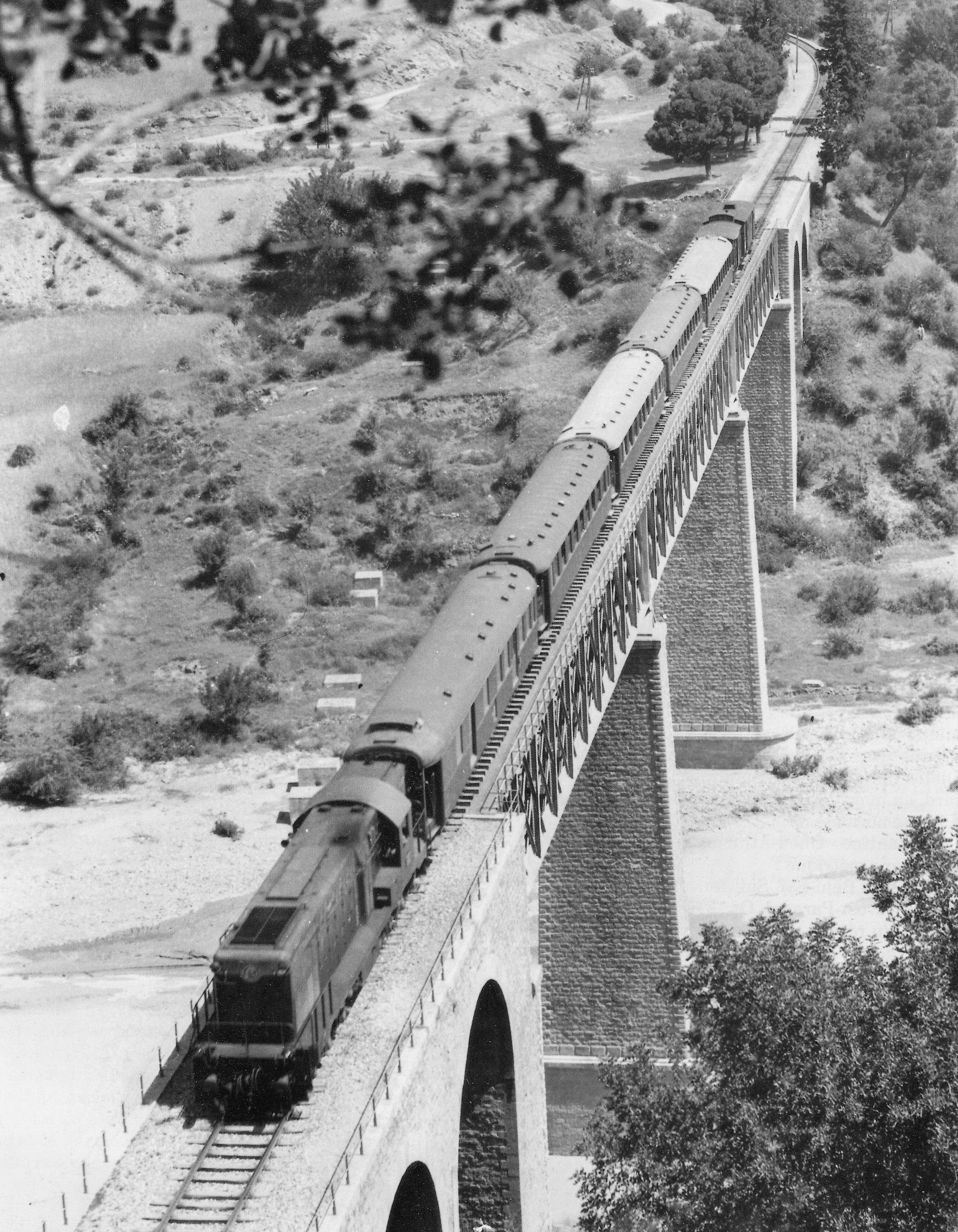
Une locomotive diesel 040-DB Baldwin tirant un de voyageurs sur un viaduc de la ligne d'Alger à Constantine, après la Seconde Guerre mondiale.

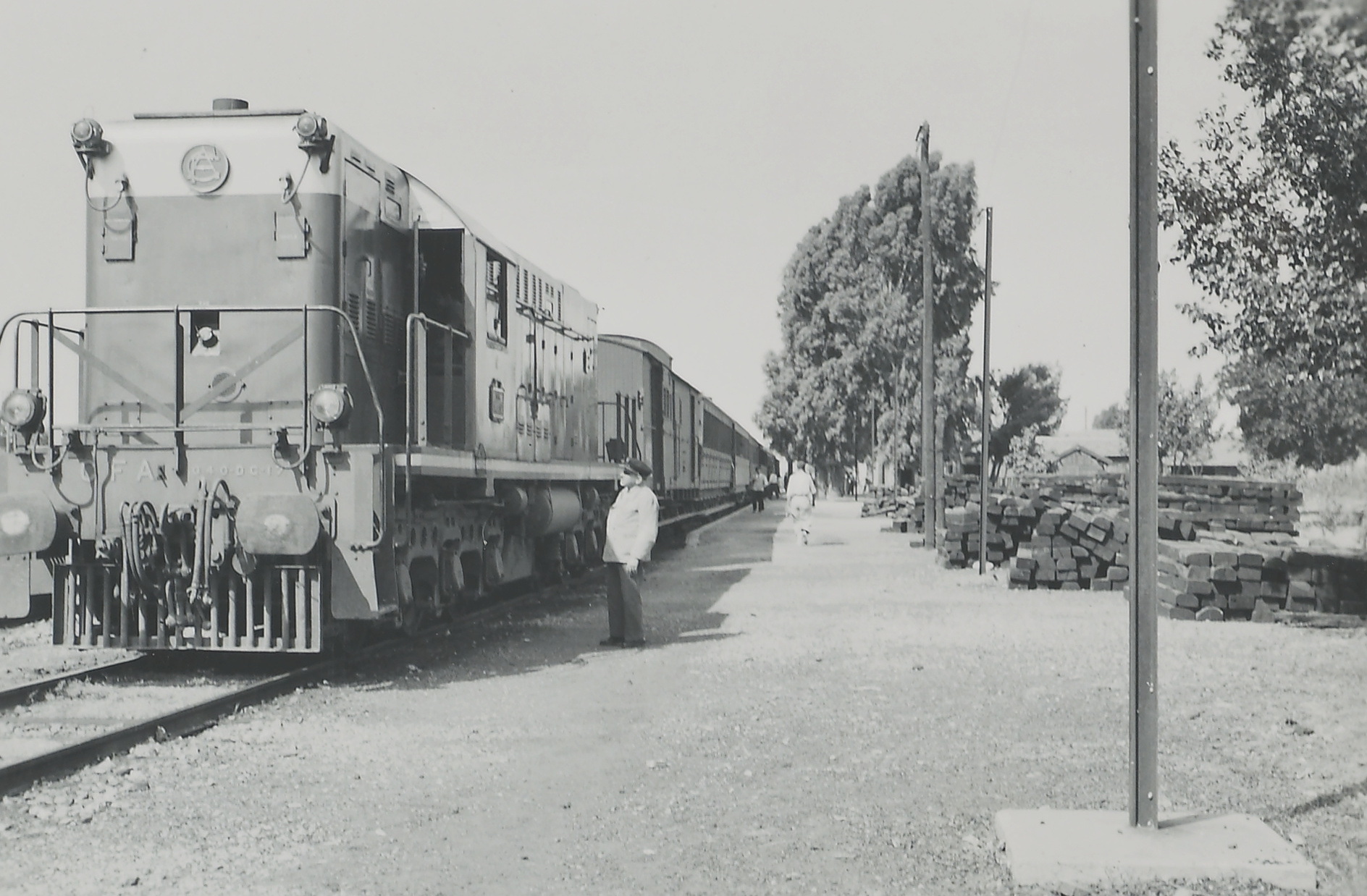
Train de voyageurs CFA avec locomotive Baldwin 040-DC à la gare frontière Tunisie-Algérie de Ghardimaou

Le transport ferroviaire en Algérie subit, comme en France métropolitaine à la même époque, la concurrence de la route, tant pour le transport de voyageurs que de marchandises ; les autobus et les camions sont plus compétitifs et flexibles sur les courtes ou moyennes distances que le train. Cette situation, apparue avant la Seconde Guerre mondiale, s'est poursuivie jusqu'au début des années 1950. Elle entraîne la fermeture des lignes de faible importance et l'abandon de celles prévues dans les plans précédents.
L'exploitation de locomotives à vapeur a été supprimée en 1955 sur le réseau à voie normale et six ans plus tard sur le réseau à voie étroite. La première des 40 locomotives diesel construites aux États-Unis a été mise en service en 1947. Le fabricant des locomotives au concept road switcher était Baldwin-Lima-Hamilton (BLH). Les locomitves avaient la disposition des essieux (A1A)(A1A) et étaient désignées 040 DA. Une deuxième série de 25 locomotives a suivi, appelée 040 DB. Par rapport à la 040 DA, elles avaient un rapport de transmission modifié pour les trains de voyageurs permettant d'attendre une vitesse de 130 km/h au lieu de 96 km/h. En 1948, une troisième série a suivi sous la désignation 040 DC, qui avait un moteur à six cylindres au lieu d'un moteur à huit cylindres comme les deux autres classes. La puissance a été réduite de 1500 ch à 1014 ch et la vitesse maximale était de 85 km/h.
Au cours des deux décennies qui précèdent l'indépendance de l'Algérie, le réseau ferré algérien ne connaît pas d'évolutions majeures hormis quelques transformations de lignes existantes.

#### Fermetures de lignes
Plusieurs petites lignes de l'Oranie sont fermées :
- les lignes de Sidi Bel-Abbès à Tizi et de Mascara à Uzès-le-Duc ;
- les lignes de Relizane à Uzès-le-Duc et de Uzès-Ie-Duc à Prévost-Paradol ;
- la ligne de Burdeau à Hardy, qui était restée avec un écartement de 600 mm ;
- la ligne d'Oran à Damesme ;
- la ligne de Mostaganem à Relizane ;
- la ligne de Modzbah à Marhoun ;
- la ligne Tlemcen à Beni-Saf ;
- la ligne d'Oran à Hammam Bou Hadjar.

Il en est de même de lignes du centre et de l'est :
- les lignes vers d'Orléansville à Ténès, de Bouira à Aumale et de Dellys à Boghni ;
- les lignes de la banlieue d'Alger (anciennes lignes des CFRA) ;
- les lignes Constantine à Oued-Athménia et de Bône à la Calle.

Ainsi que les embranchements de la ligne de Biskra à Touggourt :
- d'Oumache à Tolga en 1953 ;
- de Still à El Oued en 1957.

#### Transformations ou extensions de lignes existantes
Les principales transformations concernent la mise à voie normale de lignes à voies étroites :
- la voie métrique de la ligne de Oued Keberit à Tébessa et au Kouif est transformée en voie normale ;
- la voie métrique de la ligne de Biskra à Touggourt est transformée en voie normale en 1958 ;
- les voies étroites à écartement de 1 055 mm des lignes d'Arzew à Mostaganem et de La Macta à Perrégaux sont transformées en voies normales.

En 1942, la section de Trumelet à Burdeau de la ligne de Trumelet à Hardy, à écartement de 600 mm, est transformée en voie étroite à écartement de 1 055 mm.
En 1946, un embranchement de 145 km avec un écartement de 600 mm, sur la ligne de Biskra à Touggourt, est créé entre Still  et El Oued. La ligne est transformée en voie métrique en 1950 puis fermée en 1958

#### Création de la Société nationale des chemins de fer français en Algérie
Le 1er janvier 1960 est créée la Société nationale des chemins de fer français en Algérie, la SNCFA dont les deux actionnaires sont l'État français et la SNCF métropolitaine.

## Période de l'Algérie indépendante

### De l'indépendance à la fin duXXesiècle

#### Le réseau dans la première décennie après l'indépendance

Logo de la SNCFA.

Le 16 mai 1963, la Société nationale des chemins de fer français en Algérie, créée en 1959, devient la Société nationale des chemins de fer algériens (en gardant le même sigle SNCFA).
Au lendemain de l'indépendance, la nouvelle SNCFA hérite d'un réseau assez dense, hétérogène et vétuste en partie. Il lui faut aussi algérianiser ses effectifs pour remplacer à la hâte les cheminots de souche française, principalement des cadres, qui ont quitté l'Algérie, alors que le personnel algérien se limitait aux tâches de manœuvres, d'entretiens ou de poseurs de rail, de manutentionnaires, etc. En 1963, une exploitation entièrement algérienne du réseau a pu avoir lieu grâce à quelques ingénieurs et agents de maitrise qui relevèrent ce défi. Mais cette année-là, les trafics voyageurs et marchandises ne représentent respectivement que 68 % et 51 % de ceux de l'années 1960,.

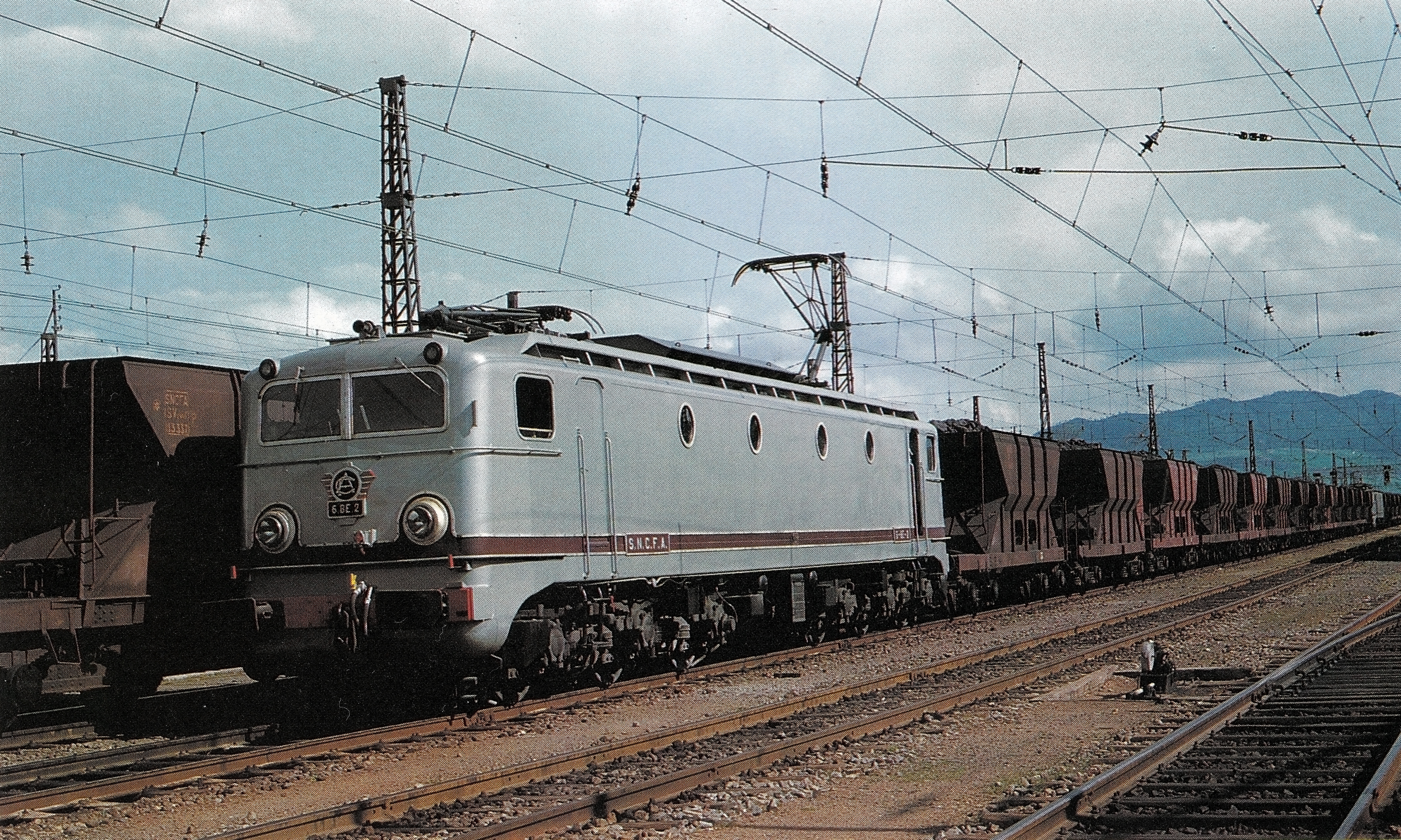
Un train de minerai, tracté par une locomotive SNCFA 6-BE-2 d'Alsthom, en gare de Oued Keberit en 1967.

Durant une décennie entière, de 1962 à 1972, la SNCFA se consacre à maintenir en état ses lignes et ses équipements. Au cours de cette période, des lignes à voies étroites sont fermées soit pour des raisons économiques soit pour les  difficultés d'entretien ou de renouvellement du matériel roulant dues à sa particularité. L'exception notable est la réalisation en 1966 du prolongement de la ligne d'Annaba à Tébessa sur une longueur de 110 km jusqu'à la mine de phosphate de Djebel Onk.

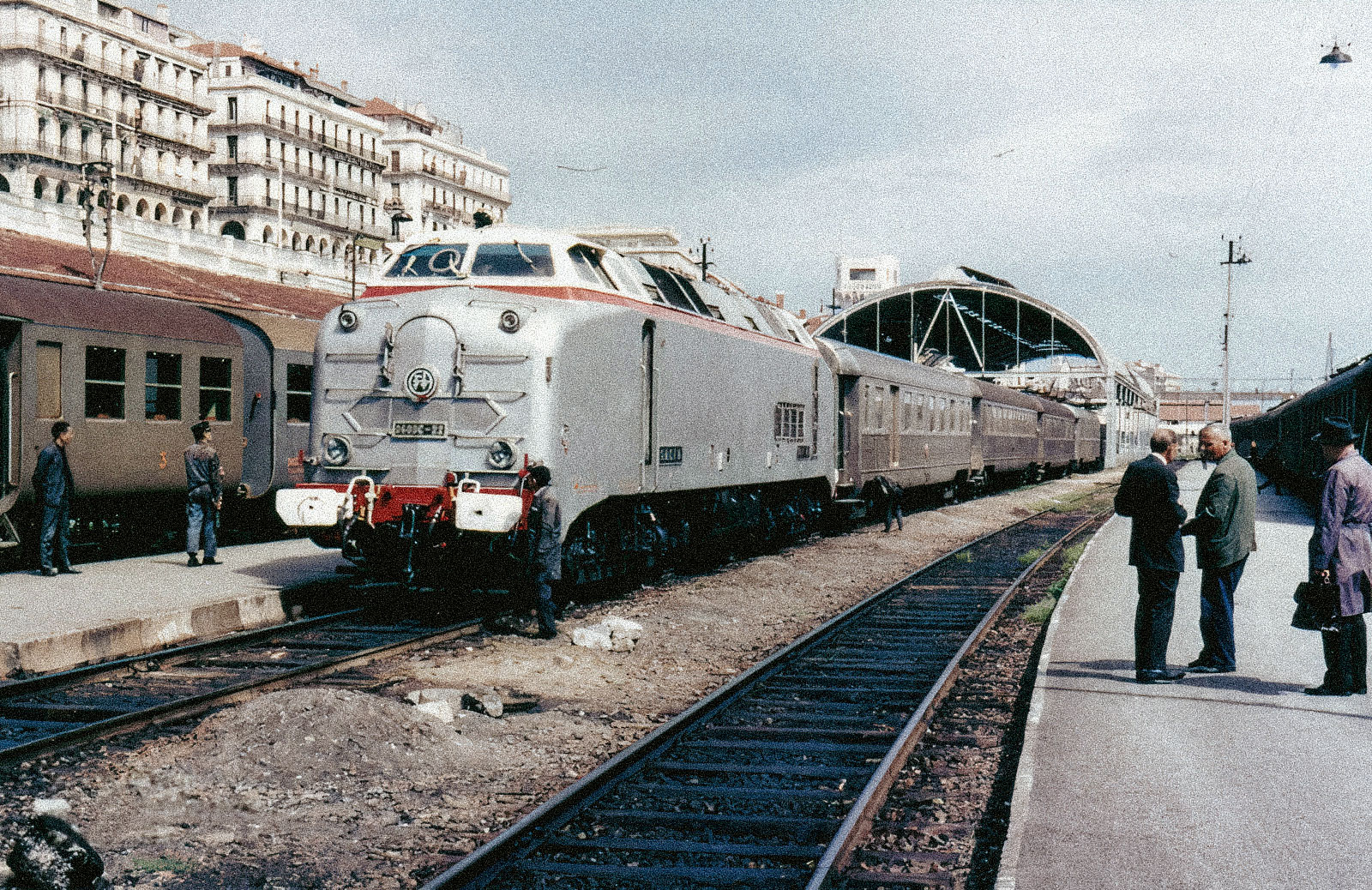
Un train de voyageurs au départ de la gare d'Alger, tracté par une locomotive diesel-électrique de type 060-DC, dans les années 60.

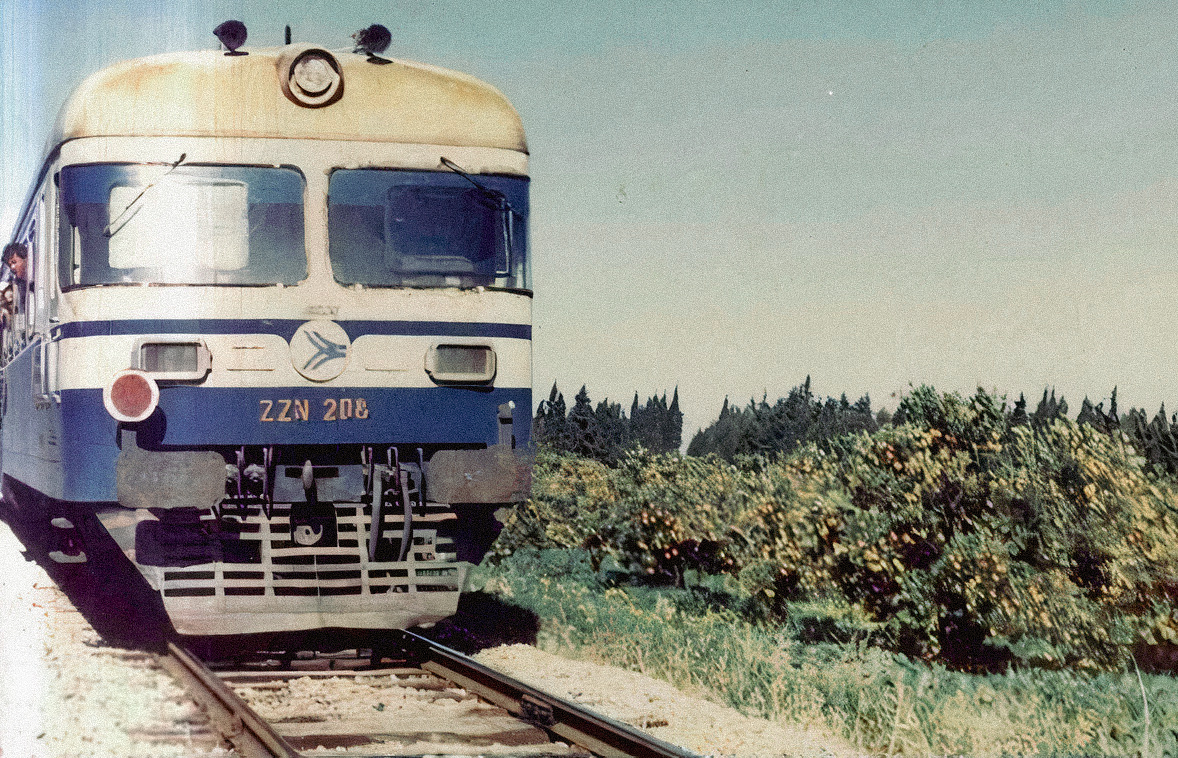
Un autorail SNTF ZZN 200, équivalent au FS ALn 668 ayant remplacé les ZZN 11-15.

Le matériel ferroviaire français est conservé pendant une dizaine d'années. Il commence à être remplacé progressivement à partir de 1972 :
- 32 locomotives diesel, commandées à l'ancienne Allemagne de l'Est, remplacent les quadragénaires locomotives CC 6 AE de type Co'Co' livrées en 1932 ;
- 33 autorails Fiat de 780 cv, équivalents au FS ALn 668, remplacent les autorails français et quelques rames tractées ;
- 29 locomotives diesel-électriques de 3 300 cv, de type CC, sont livrées par General Motors.

#### Création de la Société nationale des transports ferroviaires
Le 31 mars 1976, à la fin de la concession de l'État français, l'État algérien divise la SNCFA en trois organismes distincts :
- la Société nationale des transports ferroviaires (SNTF), chargée de l'exploitation et de l'entretien du réseau ferroviaire ;
- la société nationale d'études et de réalisations de l'infrastructure ferroviaire (SNERIF), chargée du renouvellement et de l'extension du réseau ferroviaire. ;
- et la SIF, la société d'ingénierie et de réalisation des infrastructures ferroviaires.

Un nouveau programme d'investissement permet la réalisation de 203 km de nouvelles lignes, le doublement de 200 km de voies (d'Alger à Thénia, d'El Guerrah à Constantine et Didouche Mourad) et le renouvellement de 1 400 km de voies et ballast,.
En 1986, la crise financière provoque la dissolution de la SNERIF et de la SIF dont les prérogatives sont reprises par la SNTF qui changera de statut en 1990 pour devenir un EPIC.

#### Le réseau à la fin des années 2000
Au cours de la décennie noire, entre 1991 et 2002, le réseau subit de nombreux attentats envers les voyageurs et des sabotages des infrastructures qui rendent son fonctionnement difficile et dangereux. Toutefois la SNTF et son personnel réussissent à maintenir la circulation des trains de voyageurs et de marchandises tout au long de cette période.
À la fin du XXe siècle, le réseau ferré algérien comporte  4 250 km de lignes, dont 4 219 km exploitées, ayant les caractéristiques décrites dans le tableau ci-dessous.
| Écartement     | Écartement | Électrification  | Électrification | Nombre de voies | Nombre de voies |
| -------------- | ---------- | ---------------- | --------------- | --------------- | --------------- |
| Voies normales | 3 169 km   | Électrifiées     | 301 km          | Doubles voies   | 345 km          |
| Voies étroites | 1 081 km   | Non électrifiées | 3 949 km        | Simples voies   | 3 905 km        |

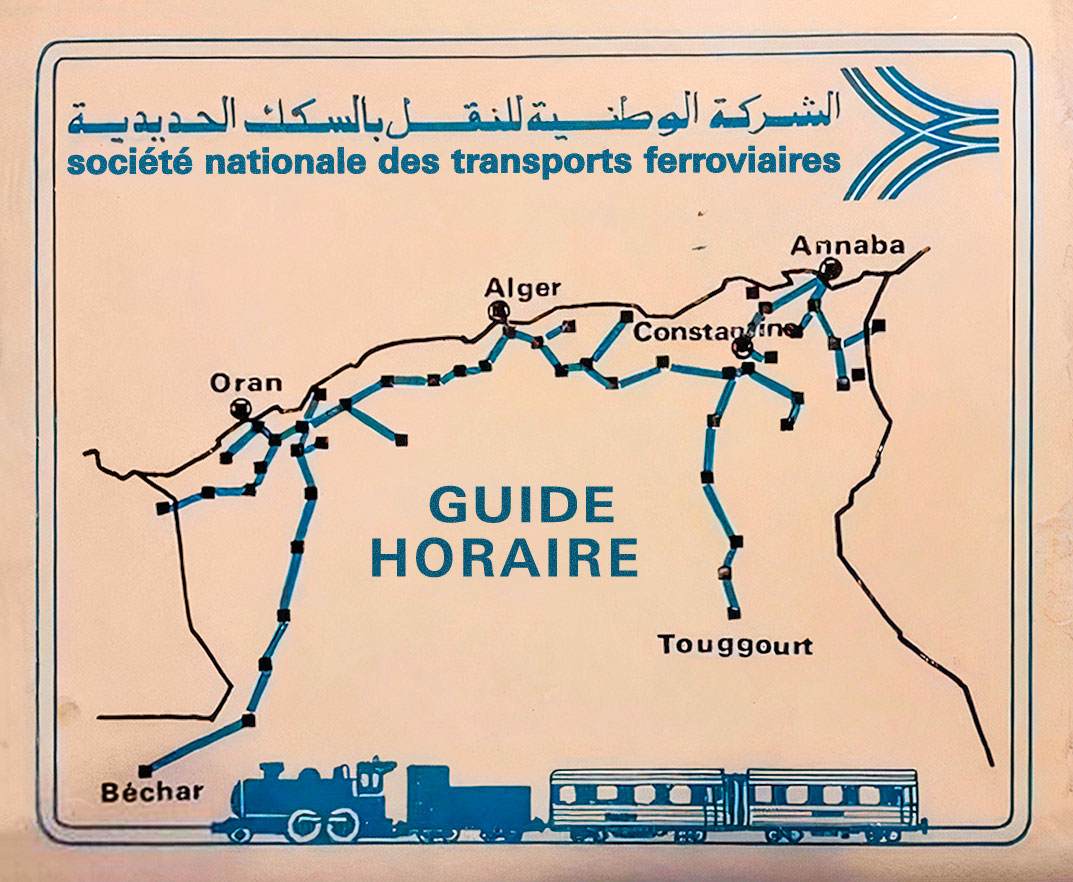
Carte du réseau de la SNTF en 1977.

Le réseau est constitué de quatre groupes de lignes :
- la rocade Nord : frontière Est – Annaba – Constantine – Alger – Oran – Tlemcen – frontière Ouest (lignes à voie normale) ;
- les lignes de rattachement : Guelma, Skikda, Jijel, Bejaïa, Tizi-Ouzou, Mostaganem, Arzew, Aïn Témouchent, Ghazaouet (lignes à voie normale) ;
- la ligne minière Est : Annaba – Djebel Onk, Oued Keberit – Ouenza/Bou Khadra (lignes à voie normale et électrifiées) ;
- les lignes de pénétration en direction des Hauts-Plateaux et du Sud : 
  - El Guerrah – Touggourt (ligne à voie normale) ;
  - Blida – Djelfa ; Relizane – Tiaret ; Mohammadia – Béchar (lignes à voie étroite).

### Début duXXIesiècle

#### Extension du réseau et renouvellement du matériel voyageurs
Dès le début des années 2000, après la difficile période de la guerre civile, l'État algérien et la SNTF relancent les programmes de modernisation du réseau ferré.
En 2005, l'agence nationale d'études et de suivi de la réalisation des investissements ferroviaires (ANESRIF) est créée pour gérer un nouveau programme d'investissement public avec l'objectif de porter le réseau à 12 500 km en 2025.

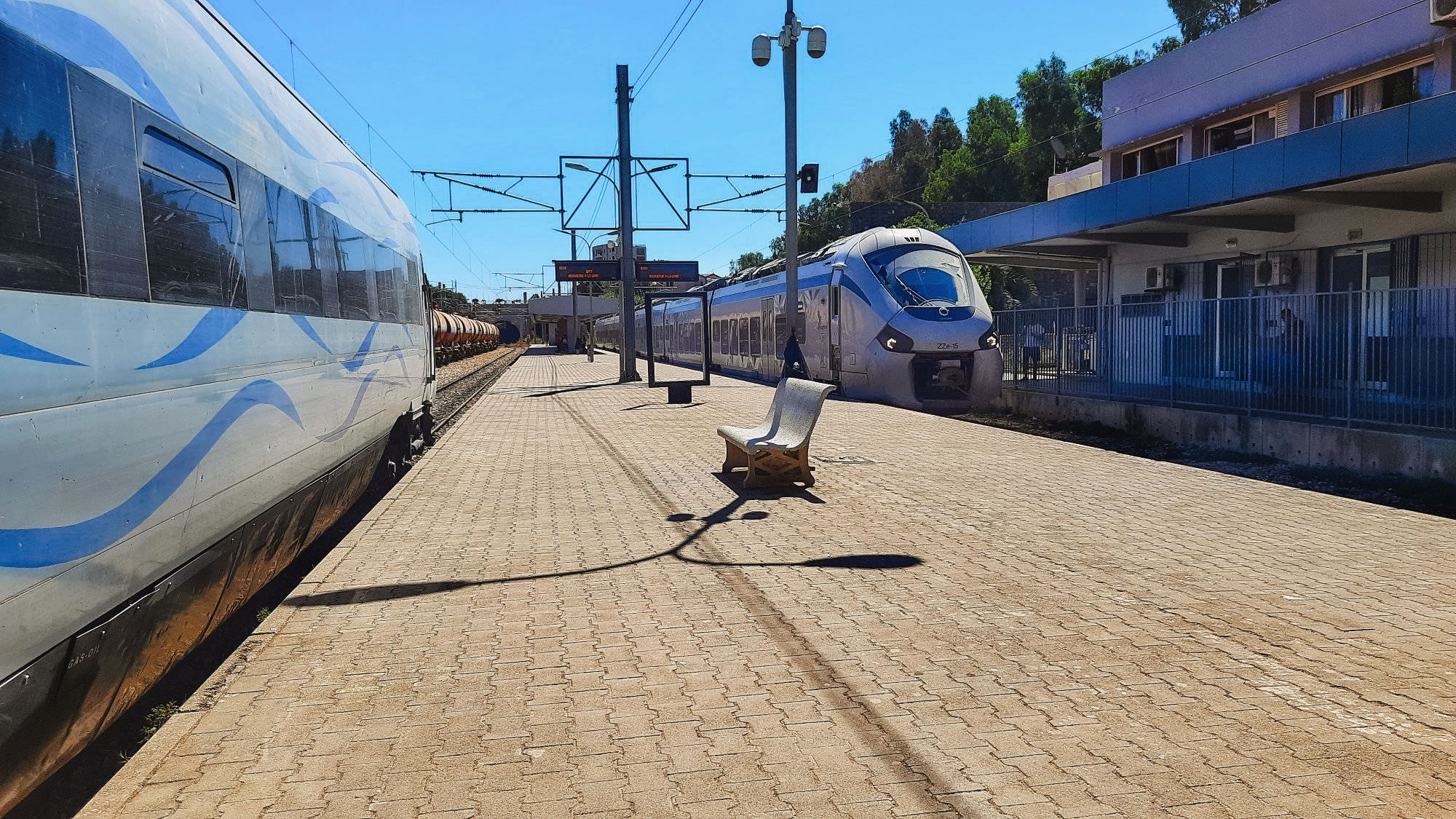
Une rame automotrice CAF ZZ 22 (à gauche) et une rame Coradia (à droite) en gare de Thénia sur la section électrifiée du réseau de la banlieue d'Alger.

À la fin des années 2000 et au début des années 2010, les lignes de banlieue d'Alger sont électrifiées et près de 340 km de nouvelles lignes sont mises en service :
- de Aïn Touta à M'Sila, en 2009 ;
- de Aïn M'lila à El Aouinet, en 2009 ;
- de Bordj Bou Arreridj à M'Sila, en 2010.

Parallèlement à la modernisation et à l'extension de son réseau, la SNTF entreprend le renouvellement de son parc matériel voyageurs par l'acquisition de rames automotrices diesel, électriques ou diesel-électriques pour remplacer les trains composés d'anciennes voitures voyageurs tractées par des locomotives diesel. Elle acquiert ainsi :
- 17 rames automotrices diesel CAF (classe ZZ 22) pour les services régionaux, livrées à partir de 2007[29],[30] ;
- 64 rames automotrices électriques Stadler FLIRT (RBe 541) pour le réseau de banlieue d'Alger, livrées à partir de 2008[31] ;
- 17 rames automotrices bi-mode électriques et Diesel Alstom Coradia (Classe ZZe), pour les services longues distances, livrées à partir de 2018[32],[33].

Sélection de vues de rames automotrices de la SNTF.
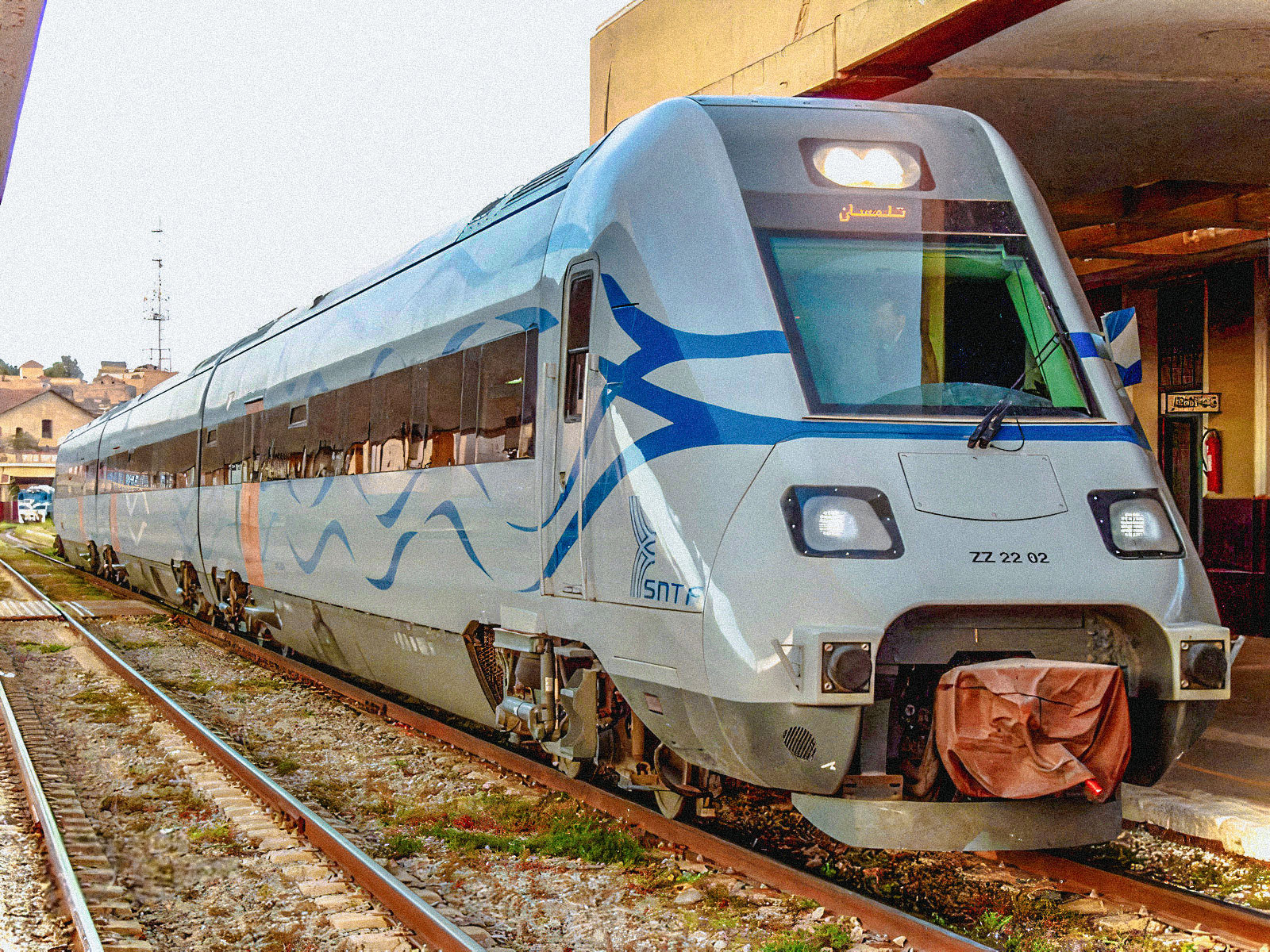
Une rame automotrice CAF (classe ZZ 22).
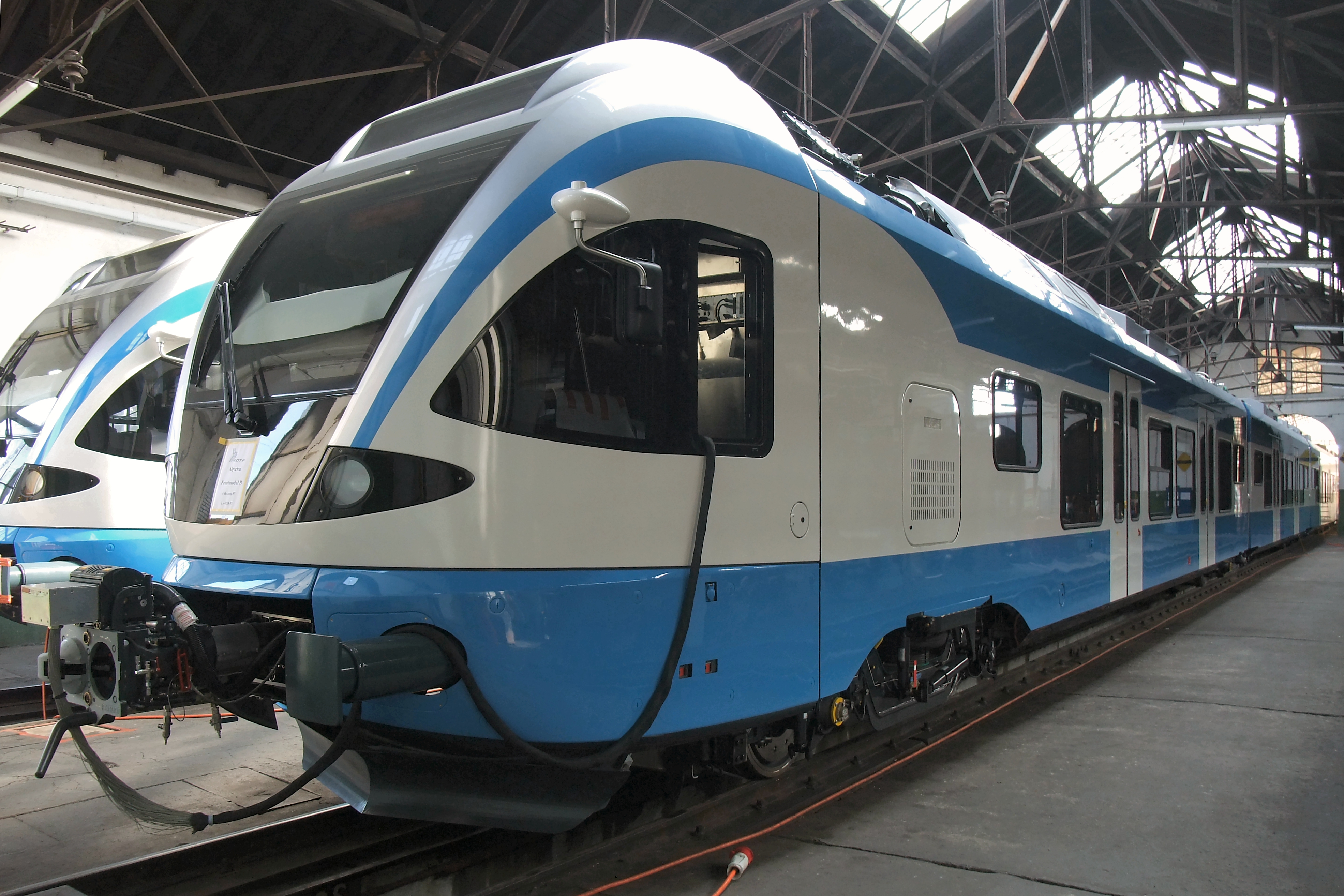
Une rame automotrice Stadler FLIRT (classe 541).
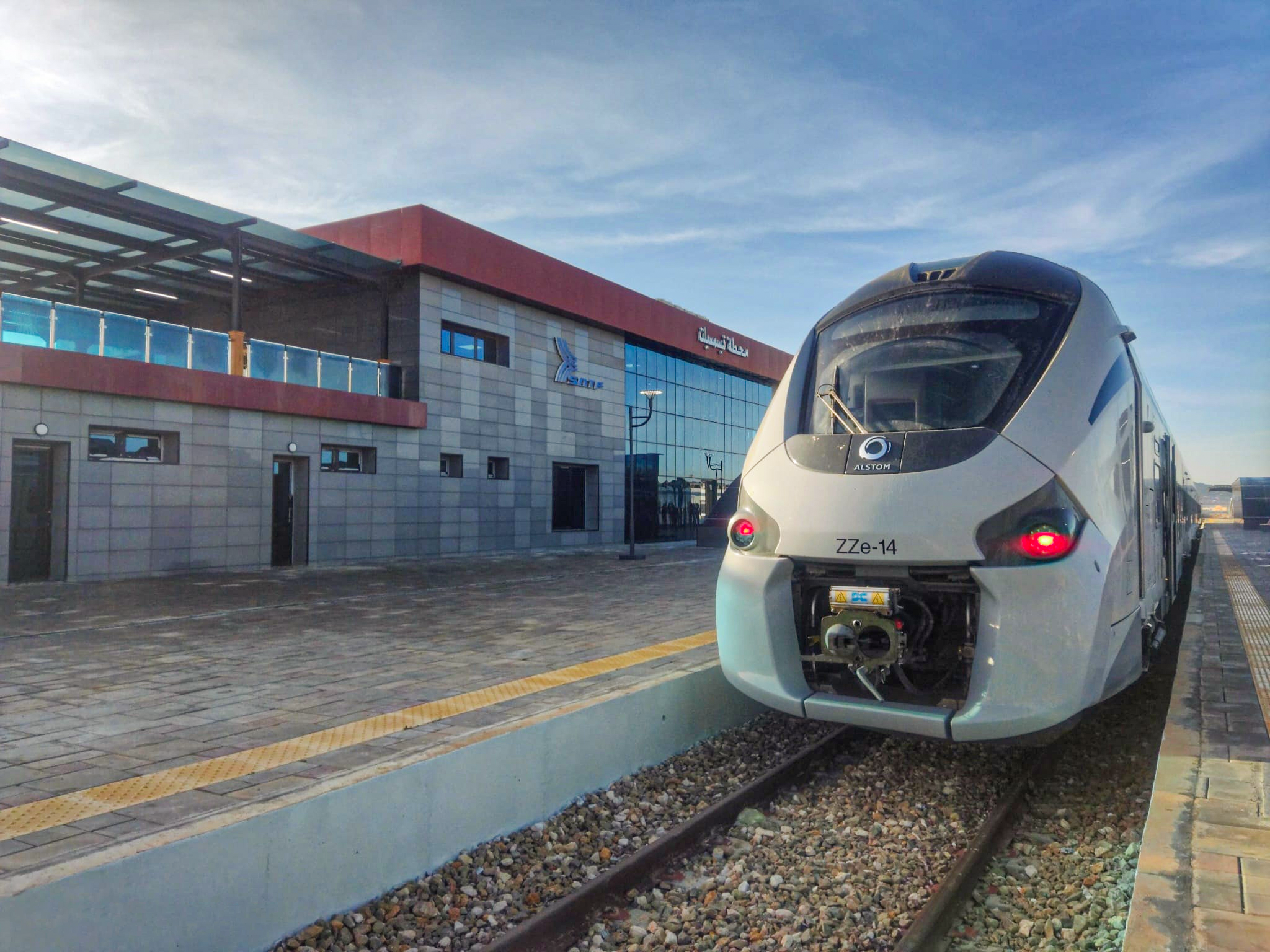
Une rame automotrice Alstom Coradia (classe ZZe).

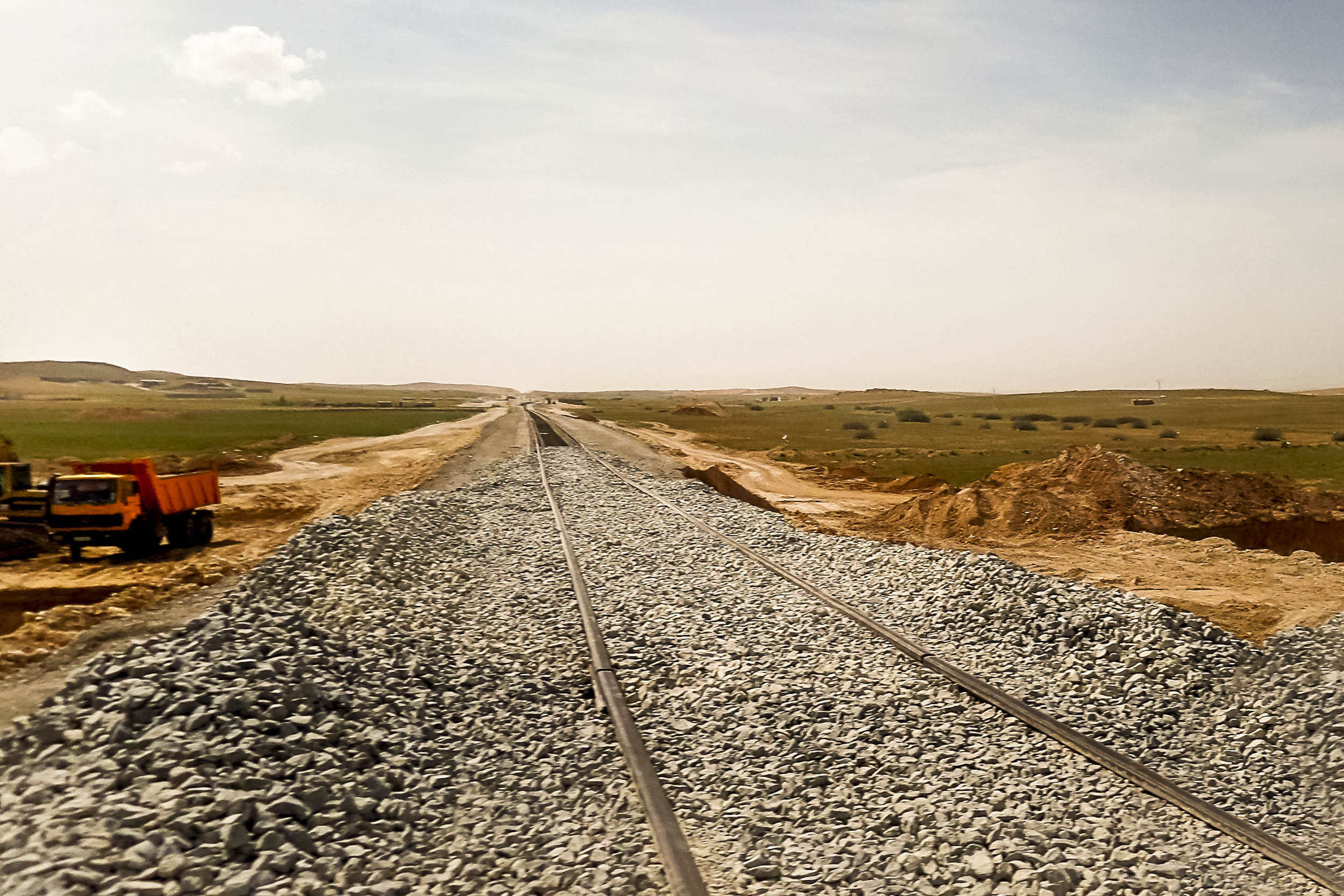
Construction de la ligne de Tissemsilt à M'Sila en 2016.

En 2015, sur un programme de 2 300 km de nouvelles lignes, 1 324 km sont en travaux dont la majeure partie concerne la partie ouest de la rocade des hauts plateaux.
Le 10 septembre 2018, l'ANESRIF met en service le système de télécommunication ferroviaire GSM-R pour la première fois en Afrique. Ce système de télécommunication vise à sécuriser les communications sur un réseau autonome entre le centre installé à Alger et les trains ainsi qu'entre les trains et les opérateurs chargés de l'entretien du réseau.
À la fin des années 2010 et au début des années 2020, le réseau ferré algérien s'étend avec l'ouverture des lignes :
- de Birtouta à Zéralda, en 2016 ;
- de Moulay Slissen à Saïda, 2017 ;
- de Tissemsilt à M'Sila, en 2022 ;
- de Saïda à Tiaret et de Boughezoul à Laghouat, en 2023.

Sélection de vues de gares construites au début du XXIe siècle
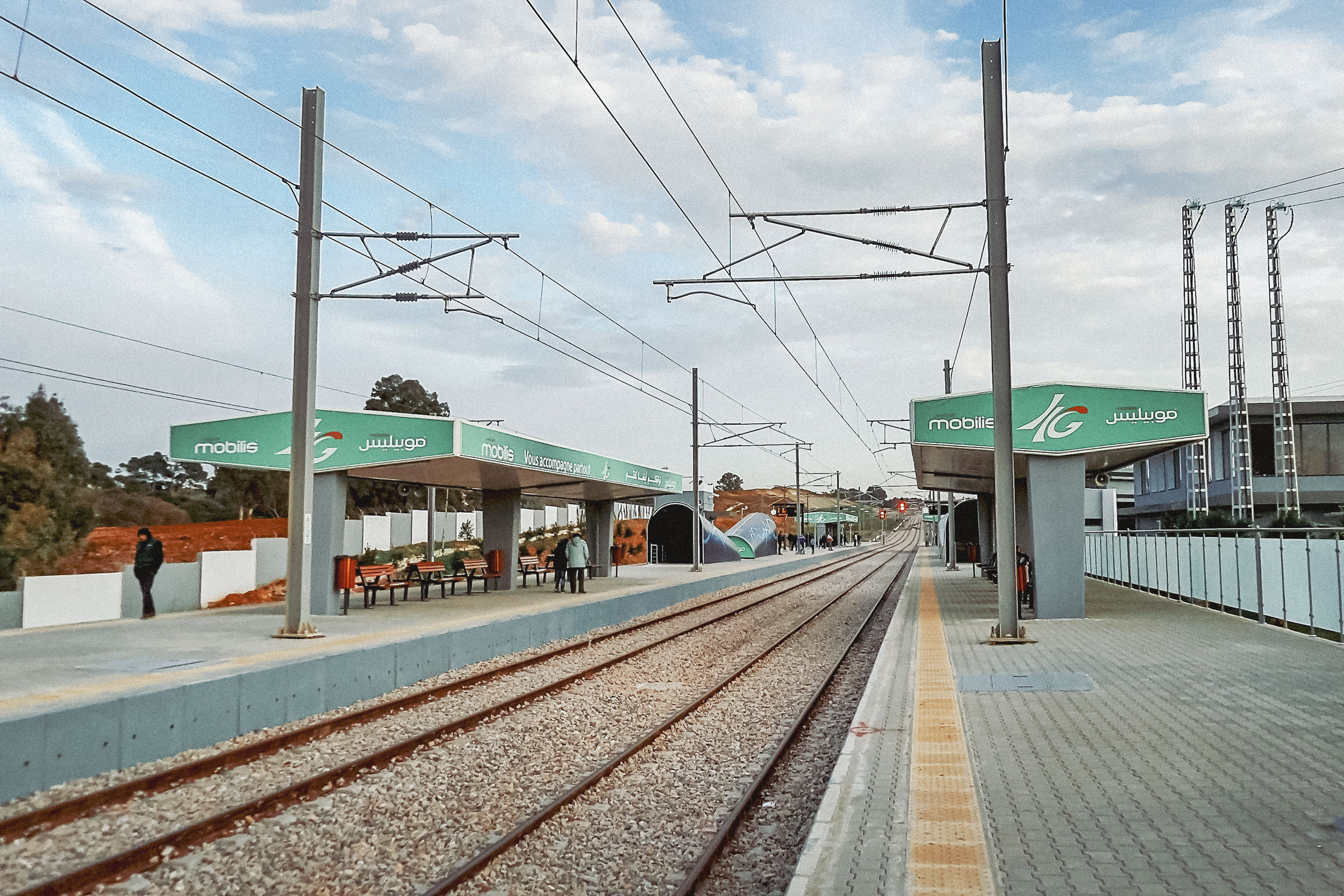
La gare de Zéralda, inaugurée en 2016.
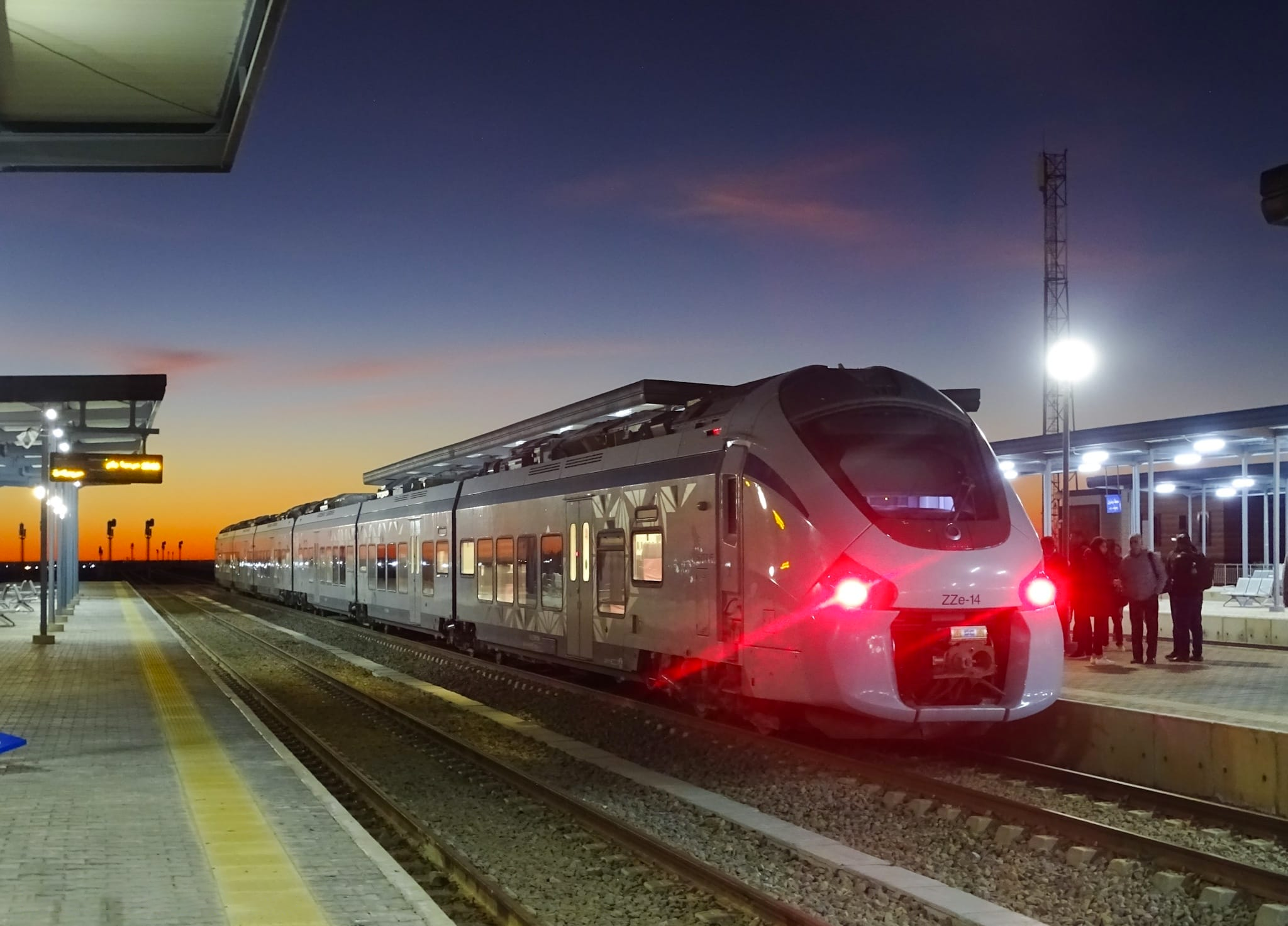
La gare de Boughezoul, inaugurée en 2022.
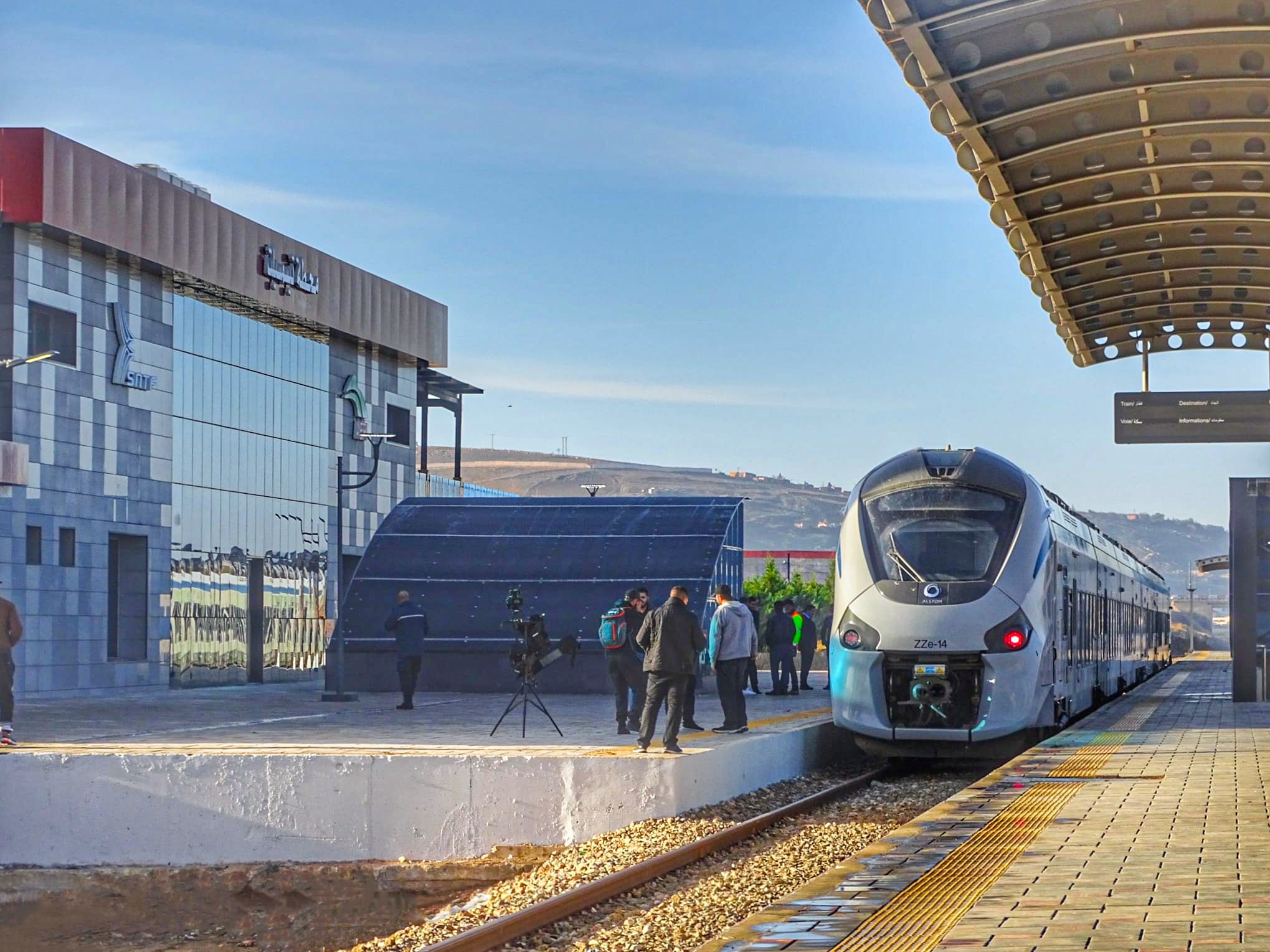
La gare de Tissemsilt, inaugurée en 2022.

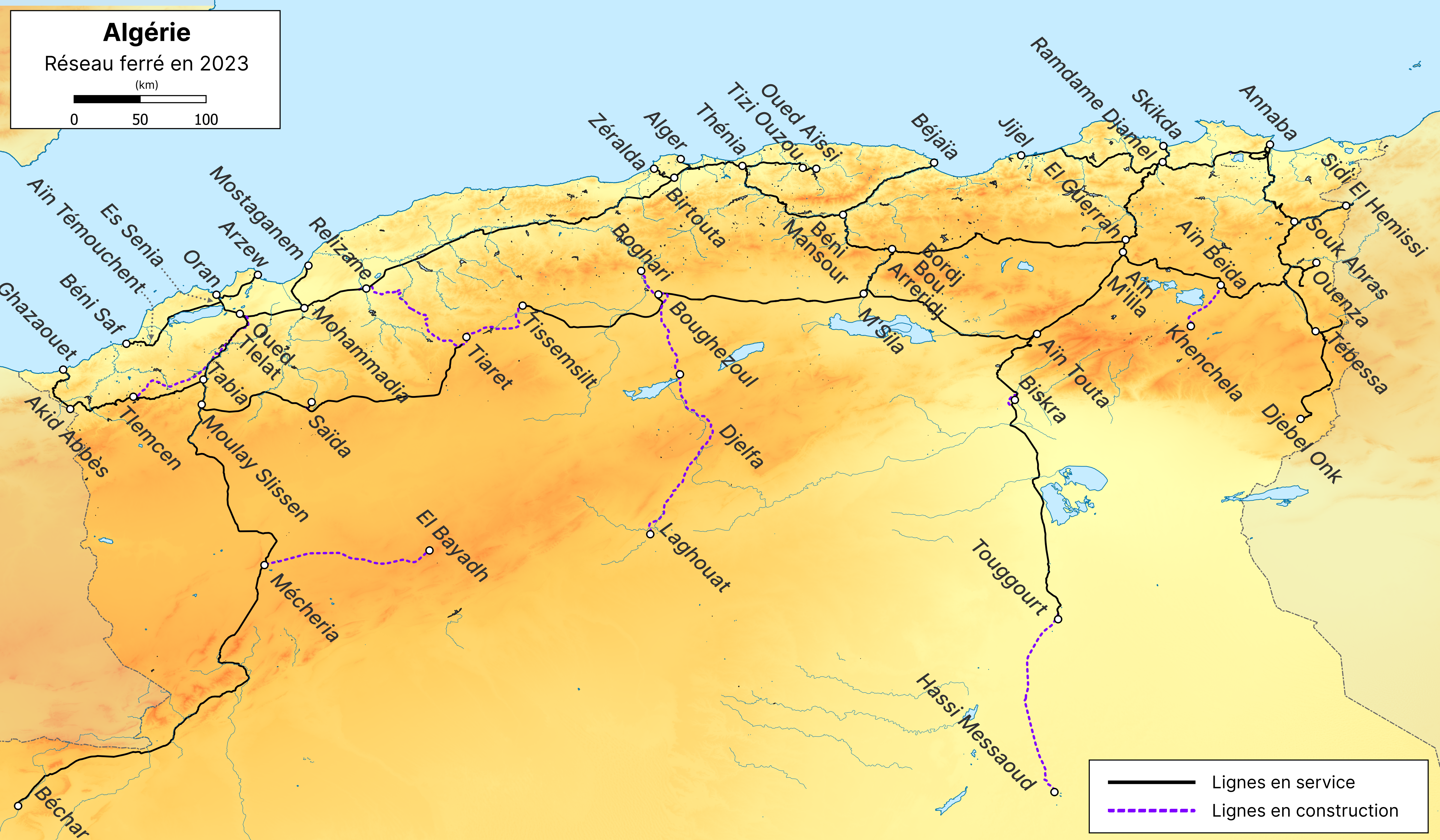
Le réseau ferré algérien en 2023.